# 웁바

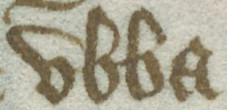
대영도서관 Harley 2278 (Lives of Saints Edmund and Fremund)의 2쪽판 48v에 "Vbba"라고 나타난 웁바의 이름.

웁바(Ubba, 추정상 878년 사망)는 9세기의 바이킹이며, 860년대 앵글로색슨 잉글랜드를 침입한 이교도 대군세의 지휘관 중 한 명이었다. 이교도 대군세는 스칸디나비아, 아일랜드, 아일랜드해 지역, 유럽 대륙에서 모집한 전사 무리의 집합체로 보인다. 프랑크인들을 대신하여 봉지를 지녔던 것으로 알려진 몇몇 바이킹 지도자들이 있었던 프리슬란트에서 바이킹 병력들의 비율이 특히 비롯했다는 걸 의심할 만한 이유가 존재하며, 일부 사료에선 그를 프리슬란트인들의 둑스(Dux)라 묘사하는데, 이는 그가 프리슬란트의 성직록과 연관되었을 수도 있다는 증거가 될 수 있다.
865년에 명백히 무골의 이바르가 이끌던 이교도 대군세는 노섬브리아 왕국을 침략하고 멸망시키기 앞서, 이스트앵글리아 왕국에서 겨울을 쇘다. 869년에 머시아인들에게 매수된, 바이킹들은 이스트앵글족을 정복했고, 이 과정에서 후에 성인이자 순교자로 여겨진, 이스트앵글족의 왕, 에드먼드를 살해했다. 가까운 시기의 사료들은 웁바를 에드먼드의 사건과 명백히 연관시키지 않는 반면에, 몇몇 이후의, 덜 신뢰할 만한 사료들에선 그를 에드먼드의 순교 전설과 연관시켰다. 이 당시에, 이바르와 웁바는 전형적인 바이킹 침략자이자 기독교의 적들로 여겨졌다. 이러한 이유로, 웁바는 앵글로색슨족 성인들과 교회 지역들에 대한 일부 불분명한 성인전 문서들에서 등장하곤 했다. 또한 어떤 동시대의 문서들도 이바르와 웁바를 역사성이 불분명한 인물인 라그나르 로드브로크의 전설과도 연관시키지 않았다. 에드먼드 숭배가 부분적으로 앵글로색슨 잉글랜드에 있는 스칸디나비아 정착민들을 통합하기 위해 촉진된 것이라고 의심할 만한 이유가 있지만, 라그나르 로드브로크의 전설은 왜 그들이 정착하려 하는지를 설명하려는 시도에서 기원했을지도 모른다.
이스트앵글리아 왕국 멸망 후, 대군세의 지휘권은 바그세크 그리고, 머시아인들과 웨스트 색슨족을 상대로 전쟁을 벌인 할프단에게 넘어간 것으로 보인다. 873년에 대군세는 둘로 나뉘었다고 기록되었다. 할프단은 자신을 따르는 이들을 노섬브리아에 정착시킨 반면에 구스룸, 오스키텔, 안웬드가 이끄는 병력들은 남쪽을 강타하고, 웨스트 색슨족과 전쟁을 벌였다. 877/878년 겨울에 구스룸은 웨식스 깊숙이 기습 공격을 가했다. 이 공격은 데번에 있던 별도의 바이킹 병력의 군사 활동과 협력되었다고 의심할 만한 이유가 존재한다. 데번의 바이킹 병력은 878년 키뉘트 요새에서 전멸당했다고 기록되었다. 가까운 시기의 사료에 의하면, 이 병력은 할프단과 이바르의 형제가 이끌었다고 하며, 일부 후기 사료들에선 이 자를 우바와 동일시 여겼다.

## 우바와 이교도 대군세의 기원
9세기 중엽에, 바이킹 침략군은 앵글로색슨 잉글랜드에서 뭉쳤다. 9-12세기의 앵글로색슨 연대기의 초기판은 침입해오는 군대를 "대군"이라 번역될 수 있는 고대 영어 단어 "micel here"이라 여러 차례 묘사했다. 고고학적 증거와 문헌 자료들은 이 대군세가 하나의 연합된 병력이 아닌, 다른 지역들에서 모집된 전사 집단의 혼합된 무리라는 것을 나타내고 있다.
이교도 대군세의 정확한 기원은 확실하지 않다. 앵글로색슨 연대기는 때로는 바이킹들을 데인족이라 식별했다. 10세기의 Vita Alfredi는 침입자들이 덴마크에서 왔다고 주장했던 것으로 보인다. 스칸디나비아 기원은 10세기의 Chronicon Æthelweardi에서, "폭군 이바르의 함대"가 "북쪽"에서 앵글로색슨 잉글랜드에 도달했다라고 언급한 것에서 명시된 것일 수도 있다. 9세기 중반 전환기에, 이 이바르 (869/870?년 사망)는 영국과 아일랜드에서 가장 중요한 바이킹 지도자 중 한 명이었다.
이교도 대군세는 스칸디나비아, 아일랜드, 아일랜드해 지역, 유럽 대륙에서 직접 건너온 자들뿐만 아니라, 앵글로색슨 잉글랜드에 이미 활동중인 바이킹들을 포함했을 수도 있다. 대군세의 비율이 프리슬란트에 특히 비롯했다라는 의심할 만한 이유가 존재한다. 예시로, 9세기의Annales Bertiniani에서 데인족 바이킹들이 850년에 프리슬란트를 황폐시켰다고 밝혔고, 12세기의 Annales Lindisfarnenses et Dunelmenses는 데인족과 프리슬란트인의 바이킹 병력이 855년 쉐피섬(Isle of Sheppey)에 상륙했다고 전한다. 동일한 자료와, 10세기-혹은 11세기의 Historia de sancto Cuthberto는 웁바를 프리슬란트인들의 둑스(dux)라 묘사한다.
고대 영어로 된 앵글로색슨 연대기에서 바이킹 군대를 micel here이라 칭하는 반면, 라틴어로 쓰인 Historia de sancto Cuthberto에선 이 대신에 바이킹 군대의 지휘권을 나타내기 위해 몇 차례 사용된, 불명확한 의미의 용어 Scaldingi라고 하였다. 한 가지 가능성은 "스헬데강에서 온 사람들"을 의미할 수 있는 단어라는 것이다. 이는 웁바가 스헬데강 하구에 있는 섬, 발헤런 출신이라는 것을 나타낼 수 있다. 발헤런은 20여 년 전에 덴마크 바이킹들이 차지한 것으로 알려졌다. 그 예시로, Annales Bertiniani는 중 프랑크 왕국의 왕 로타르 1세 (855년 사망)가 그 섬을 841년에 Herioldus라는 이름의 바이킹에게 수여했다고 전한다. 또다른 가능성은 이 용어가 당시 덴마크 군주들이 주장했던 고대 혈통인 Scyldings을 단순히 나타냈다는 것이다.
동일한 사료와 9세기의 Annales Fuldenses에 따르면, ‘로리쿠스’라는 이름의 또다른 바이킹이 850년에 로타르 1세에게 성직록 혹은 영지로서 프리슬란트의 넓은 지역을 수여받았다고 한다. 프랑크인들을 대신하여 군사적, 사법적 권한을 지녔던 인물들인, Herioldus와 로리쿠스는 프리슬란트의 둑스들이라 여겨졌을 수도 있다. 웁바가 토박이 프리슬란트인이었는지 또는 스칸디나비아 출신의 이주민이었는지는 불분명하지만, 만일 그가 프리슬란트의 성직록과 관련되었다면 그의 병력은 아마 부분적으로 프리슬란트인들로 구성되었을 것이다. 그의 병력들이 20여 년 전에 Herioldus가 시작한 스칸디나비아 정착지에서 동원한 것이라면, 웁바의 병력 다수는 프리슬란트에서 태어났을 지도 모른다. 실제로, 스칸디나비아 점령 기간은 프리슬란트의 바이킹들 일부가 토박이 프랑크인들과 프리슬란트인들이었다는 것을 나타낸다. 대군세의 구성원들이 아일랜드와 유럽 대륙에서 보낸 것으로 보이는 상당한 시간은 이들이 기독교 사회에 꽤나 익숙했다는 걸 나타내며, 이런 점은 반대로 앵글로색슨 잉글랜드에서 이들의 성공을 부분적으로 설명할지 모른다.

## 바이킹의 앵글로색슨 잉글랜드 침략

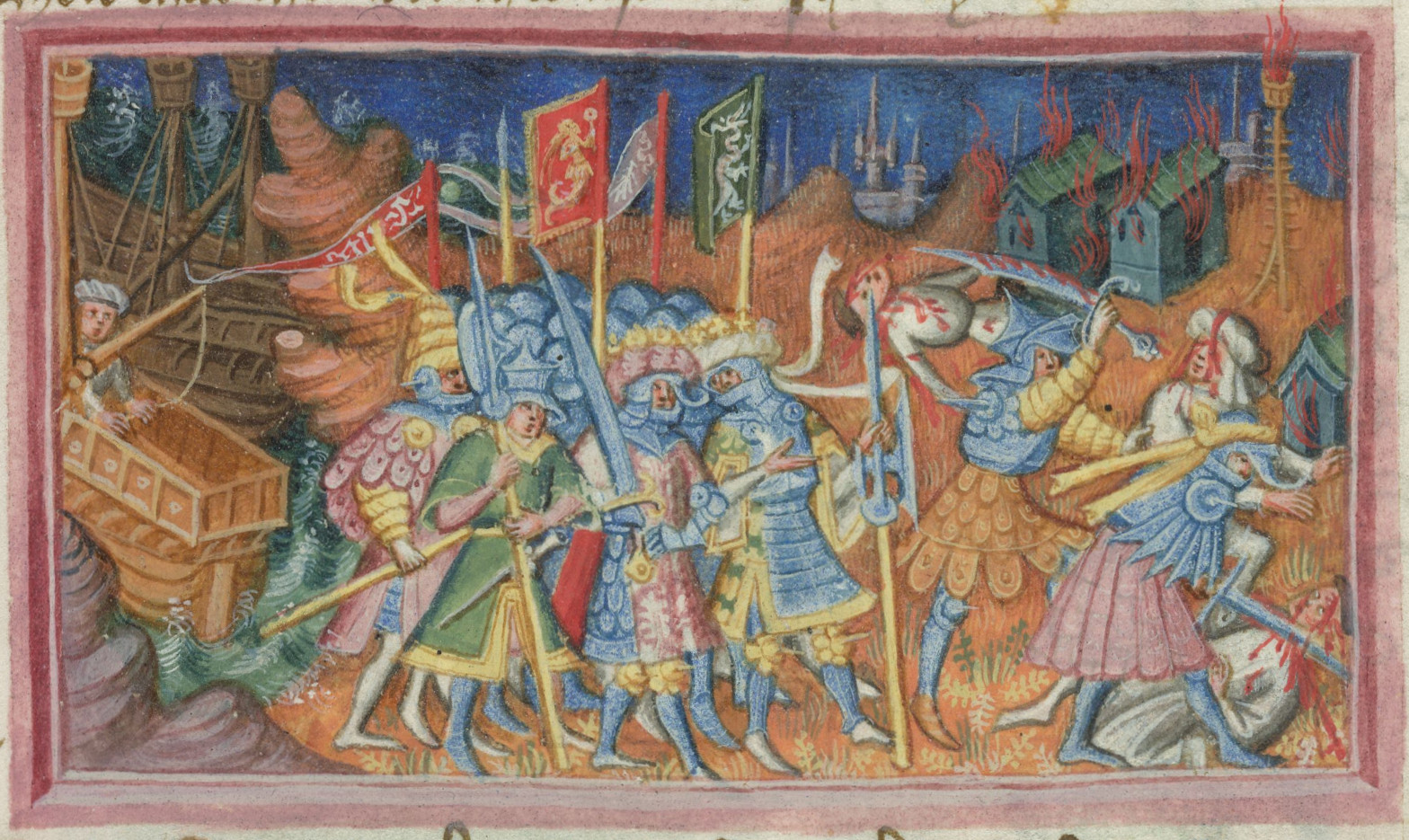
대영도서관 Harley 2278의 folio 48r에 나타난, 농촌지방을 파괴하는 이바르와 웁바에 대한 15세기 묘사 Lives of Saints Edmund and Fremund는 기사도적 요소로서 9세기의 사건들을 나타낸다.

865년 가을에, 앵글로색슨 연대기는 대군세가 이스트앵글리아 왕국을 침입했고, 그곳에서 그들은 이후에 이스크앵글리아인들과 강화조약을 맺었으며 겨울을 보냈다고 기록했다. 앵글로색슨 연대기에서 사용된 용어는 바이킹이 바다를 통해 공격했다고 나타냈다. 대군세가 정복한 이들한테 얻은 말들을 남겨두고, 대립중이던 두 왕 앨라 (867년 사망)와 오스버트 (867년) 간의 격렬한 내전 와중에 분열된 노섬브리아 왕국을 깊숙이 타격했다고 전해졌듯이, 침입자들은 머무는 동안에 분명히 귀중한 정보를 얻었다.
866년 말에 바이킹들은 앵글로색슨 잉글랜드에 단 두 개밖에 없던 대주교 교구의 한 곳이자, 영국에서 가장 부유한 교역 중심지 중 한 곳인, 요크를 점령했다. 앨라와 오스버트는 바이킹들에 맞서 병력을 합치며 이 공격에 대응했으나, 앵글로색슨 연대기는 요크에 대한 이들의 공격이 노섬브리아의 왕 두 명이 전사한 결과로 끝난 재앙이었다고 전한다. Annales Lindisfarnenses et Dunelmenses와 Historia de sancto Cuthberto에 의하면, 노섬브리아군과 이들의 왕은 웁바가 직접 격퇴시켰다고 한다.

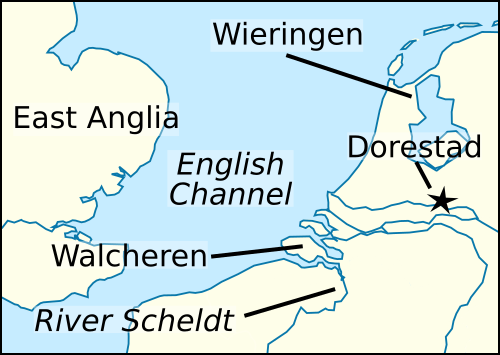
9세기의 로리쿠스의 프리슬란트 영지는 도레스타트, 발헤런, 비링언 등 인근 지역에 구성된 것으로 보인다.

또한 같은 해에, Annales Bertiniani는 서 프랑크의 왕 카롤로스 2세 (877년 사망)가 센강에 머물렀던 바이킹 함대에 금액을 뇌물을 주었다고 전했다. 함대를 수리하고 보수했던 센강에서 바다로 내려온 후, 바이킹 군대의 일부가 에이설강 지역으로 떠났다고 기록되었다 (홀란처에이설강 또는 헬데르서에이설강). 나머지 함대의 종착지는 기록되지는 않았지만, 한가지 가능성은 그 나머지 함대가 요크 공격에 참여했을 수 있다는 것이다. 이교도 대군세가 노섬브리아를 공격하기 앞서 1년을 이스트앵글리아에 남아있었다는 사실은 기다리는 동안 유럽 대륙에서 온 지원군들로 세력이 강화되었다는 걸 의미할 수 있다. 프리슬란트로 간 함대의 일부는 로타르와 동맹을 맺을 수 없었다고 후에 전해진다. 이 언급은 이 바이킹들이 앵글로색슨 잉글랜드에서 넓은 땅들을 획득하려는 의도를 갖고 있었던 것을 나타내려한 것으로 보이며, 그 후에 이들이 영국 해협 너머에서 대군세의 군사 활동에 참여했다는 걸 의미할 수 있다. 추가적으로, Annales Bertiniani는 로리쿠스가 다음 해에 프리슬란트에서 쫓겨났다고 언급한다. 이 축출은 대군세에 있어 프리슬란트의 규모에 대한 증거, 및 웁바 그 자체에 대한 입증에 관하여 설명할 수 있을 것이다.
노섬브리아 왕국의 붕괴 및 노섬브리아 왕권 체제 파괴가 된 상황에서, 12세기의Historia regum Anglorum과 Libellus de exordio는 바이킹들이 에그버트 (873년 사망)라는 자를 노섬브리아 북쪽 지방에 대한 허수아비 왕으로 세웠다고 밝혔다. 이어지는 해에, 앵글로색슨 연대기는 대군세가 머시아를 공격했고, 그후 바이킹들이 노팅엄을 차지하여 그곳에서 겨울을 보냈다고 기록했다. 머시아와 웨스트 색슨의 왕들인, 부르그레드 (874?년 사망)와 애설레드 (871년 사망)가 군대를 합쳐 점령된 도시를 포위하며 대응했지만, 앞서 언급한 문헌 두 연대기와 Vita Alfredi는 이 앵글로색슨 연합군이 대군세를 몰아내지 못했다고 전한다. 두 자료에 따르면, 머시아는 바이킹들과 강화를 맺었다고 한다. 대군세가 요크로 이동한 것은 아마 돈으로 사들인 강화 때문일 것이며, 연대기가 전했듯이, 요크에서 대군세는 장차의 습격을 위한 힘을 명백히 회복했다.

## 에드먼드에 관한 성인전

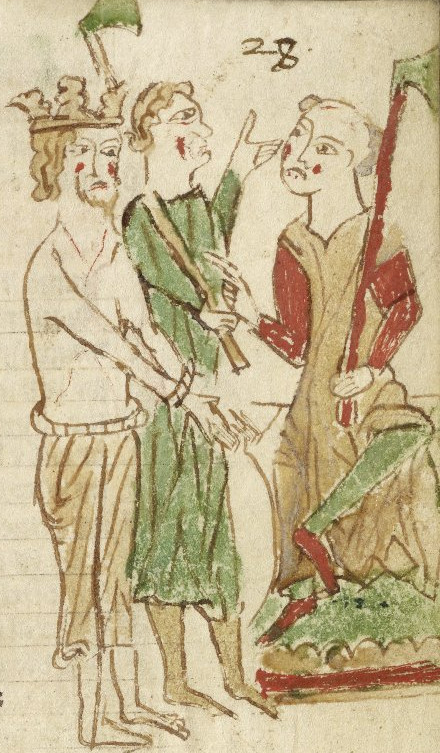
John Rylands Library French 142의 folio 28r에 나타난, 이바르 앞에 데려다진 이스크앵글리아의 왕 에드먼드에 대한 13-14세기의 묘사.

웁바를 명확하게 언급한 가장 이른 시기 자료는 Passio sancti Eadmundi으로, 웁바를 이스트앵글리아의 왕 에드먼드 (869년 사망)의 죽음에 관한 기록에 관련시킨다. 에드먼드의 생애에 대해 거의 알려진 것은 없으며, 그의 재위에 관하여 남아있는 모든 것은 몇 개의 주화들뿐이다. 그의 재위에 대해 밝히는 최초의 동시대 문서 자료는 앵글로색슨 연대기이다. 이 문서에 따르면, 대군세는 테트퍼드에서 겨울을 쇨 준비를 하기 전인 869년 가을에 이스트앵글리아를 침입했다고 한다. 앵글로색슨 연대기는 이스트앵글리아 왕국이 정복되었고 에드먼드도 이 와중에 살해당했다고 설명한다.
대부분의 앵글로색슨 연대기 판들에서 사용된 구체적인 표현은 에드먼드가 전투 중에 살해당했다고 나타내지만, Vita Alfredi는 순교의 고난에 대해 전혀 언급하지 않은 채, 후대 성인전 기록들이 이상화된 관점 속에서의 왕을 묘사하고, 자신을 지키는 데 피를 흘리는 걸 거부한 후 기꺼이 순교를 겪는, 평화를 사랑하는 기독교적 군주의 상황으로서 그의 죽음을 그리는 등의 훨씬 많은 부분들을 언급한다.

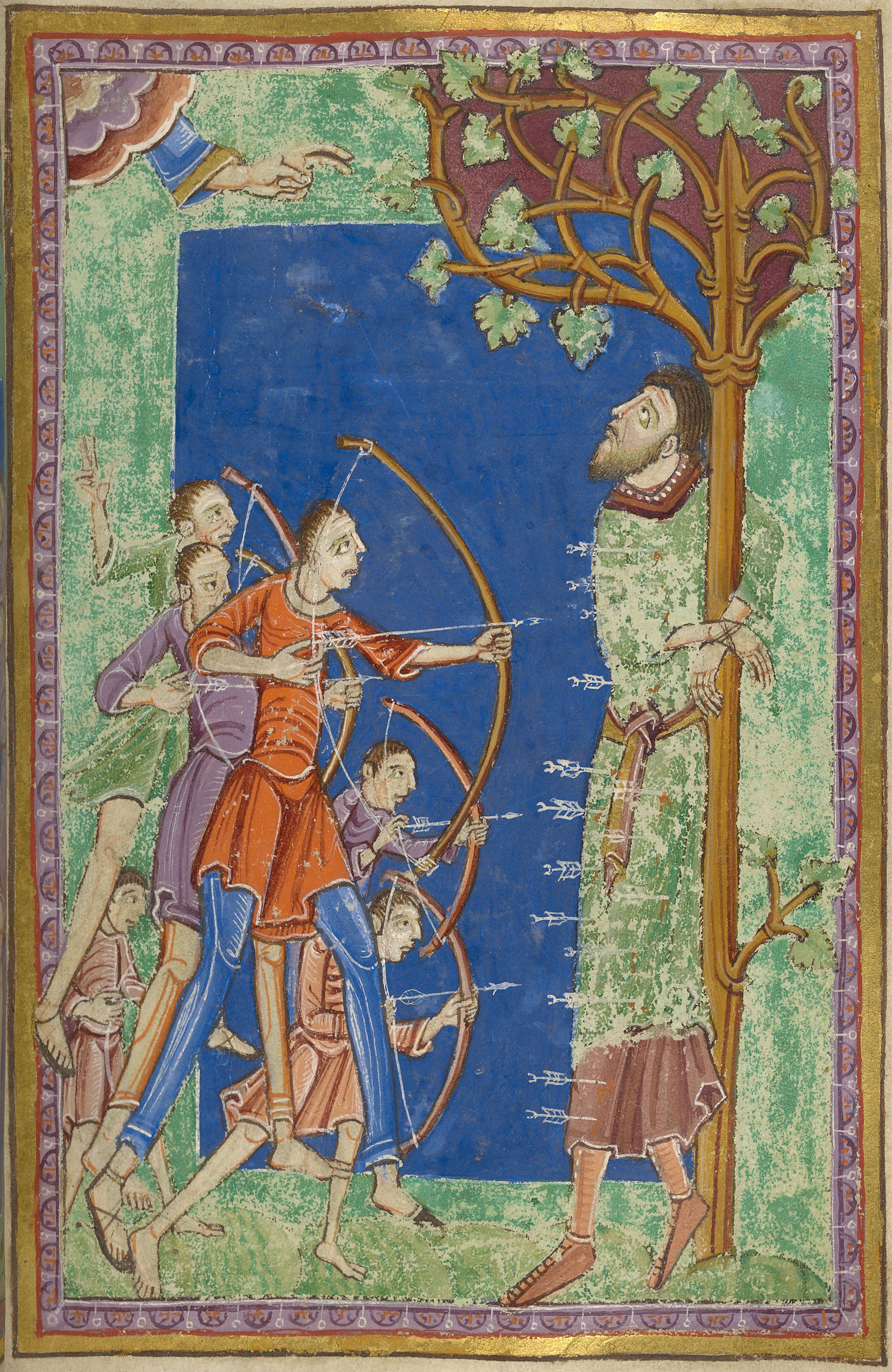
folio 14r of Pierpont Morgan Library M.736에 묘사된, 살해당하고 있는 이스트앵글리아의 왕 에드먼드에 대한 12세기의 묘사

이와 같은 기술 중 하나가 Passio sancti Eadmundi로, 전투에 대해 언급하지 않는다. 에드먼드가 생포당한 후에 순교했다는 이 사료의 주장이 미심쩍지 않은 가운데, 그가 순교자로 여겨졌다는 사실은 앵글로색슨 연대기에 언급된 거처럼 그가 전투 중에 사망했을 가능성을 부정하지 않는다. 이 사료들에서 주어진, 에드먼드의 죽음에 관한 명백한 동시대의 기술들은 이스트앵글리아의 군사적 패배와 그 이후에 이스트앵글리아 왕의 생포와 처형을 둘러싼 사건들에 대한 시간적 단축에서 비롯한 것일지도 모르다. 어찌됐든, 이른바 성 에드먼드의 추도 주화라고도 하며, 에드먼드의 이름이 새겨진 주화라는 현존하는 화폐학적 증거는 그가 죽고나서 대략 20여 년간 분명히 성인으로 여겨졌다는 걸 밝힌다.
그럼에도 Passio sancti Eadmundi의 신뢰성은 불투명하다. 이 사료가 사건 이후 한 세기가 지나서 작성되기는 했지만, 가장 이른 시기의 유용한 사료라는 어느정도 신뢰할 만한 자료를 전달할 수도 있다. 그럼에도, 그 기술이 단지 잘 알려진 성인전적 요소들의 모음에 지나지 않으며, 그 기술의 작자는 에드먼드의 죽음과 초기 숭배에 대해 전혀 알지 못한다고 의심할 만한 이유가 존재하기도 하다. Passio sancti Eadmundi에 등장한 바이킹 침입자들에 대한 악독한 묘사는 저자의 저서와 달리 알려진 플뢰리 수도원, 및 특히 플뢰리의 수도사 Adrevaldus (fl. 860s)가 쓴, 9세기의 Miracula sancti Benedicti에서 상세히 설명된 루아르 계곡 습격에 관한 기술의 연관성에 크게 힘 입은 것처럼 보인다. .
그 도시의 거리에서 그가 마주쳤던 소년들과, 늙고 젊은 사내들은 살해당했으며, 그는 부인이나 소녀들에 대한 정숙함에 대해서도 존중을 보이지 않았다. 남편과 아내는 함께 자신들의 문턱에서 죽은 채 누워있거나 죽어가고 있으며, 어머니의 품에서 낚아채진 갓난아기는, 비탄의 비명을 더하기 위해, 어머니의 눈앞에서 도륙당했다. 불경스러운 군인은 순전히 잔인함을 사랑하여 무고한 사람들을 학살하라는 명령을 내린 폭군에게 가져다줄 수 있는 기쁨인 모든 범죄를 위해 분노와 갈망의 모습으로 마을을 돌아다닌다.
웁바에 관하여, Passio sancti Eadmundi는 이바르가 869년에 이스트앵글리아 침입 실시 전에 그를 노섬브리아에 남겨두었다고 전한다. 만일 이 사료가 믿을만 하다면, 웁바는 정복당한 노섬브리아인들과 협력을 확실히 하기 위해 후방에 머물렀다는 것을 나타낼 수 있다. Vita Alfredi와 앵글로색슨 연대기가 정복된 앵글로색슨 왕국들에 있는 어떠한 바이킹 수비군들을 언급하지는 않지만, 이는 단지 저자들이 다르게 인지할 수 있는 웨스트 색슨족의 편향의 결과일 수도 있다. Passio sancti Eadmundi와는 대조적으로, 12세기에 쓰인 앵글로색슨 연대기 "F"판은 웁바와 이바르를 왕을 살해한 자들의 족장들이라 분명히 인식한다. 이 인식은 Passio sancti Eadmundi이나 10세기의 Lives of the Saints에서 전래된 것일 수도 있는 반면에, 단순히 연대기작가 영역에 실수일 수도 있다. 어쨋든, 에드먼드의 순교를 다루는, 이후의 것이자 덜 신뢰할 만한 문헌은 두 사람을 그 사건과 연관시키고, 이 판의 사건들은 12세기 초만큼이나 이른 시기인 현재에 있었다고 밝힌다.

## 애베와 오시트에 관한 성인전

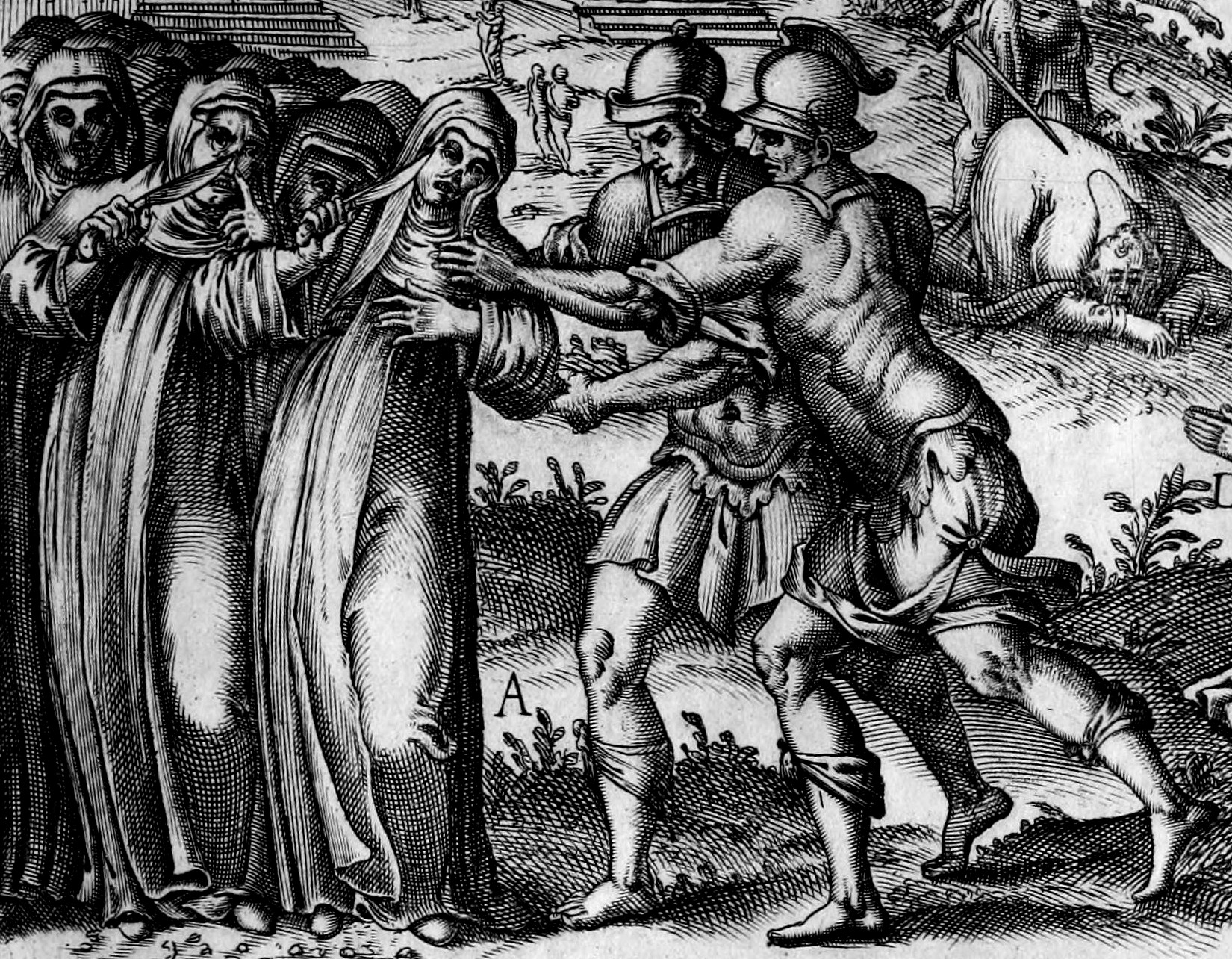
바이킹들에게 뒤쫓기는 가운데 자신들의 외모를 스스로 망가트리는 콜딩엄의 애베와 수녀들에 대한 16세기의 묘사.

웁바는 전해진 바에 의하면 870년에 살해당했다고 주장된 콜딩엄의 수녀원장 애베의 순교와 관련있다. 그럼에도 이 여성에 관한 역사성은 불명확하다. 주장된 콜딩엄 사건들에 관한 가장 이른 기록들은 13세기의 것이다. 이 기록들에는 Chronica majora와 Flores historiarum의 웬도버, 파리 판 등이 포함된다. 이 사료들에 따르면, 애베는 콜딩엄의 수녀들한테 다가오는 바이킹 무리에게 그들의 처녀성을 지키도록 자신들의 외관을 훼손하라고시켰다. 애베는 솔선수범하여 면도칼로 자신의 코와 윗입술을 잘라냈다고 전해진다. 바이킹들이 다음날 아침에 도착했을 때, 절단되고 피투성이의 모습을 한 수녀들의 광경이 바이킹들을 물러나게 했다. 그럼에도, 이바르와 웁바는 수녀원을 약탈하고, 에베와 신실한 수녀들을 불에 태워죽게 했다고 전해진다.

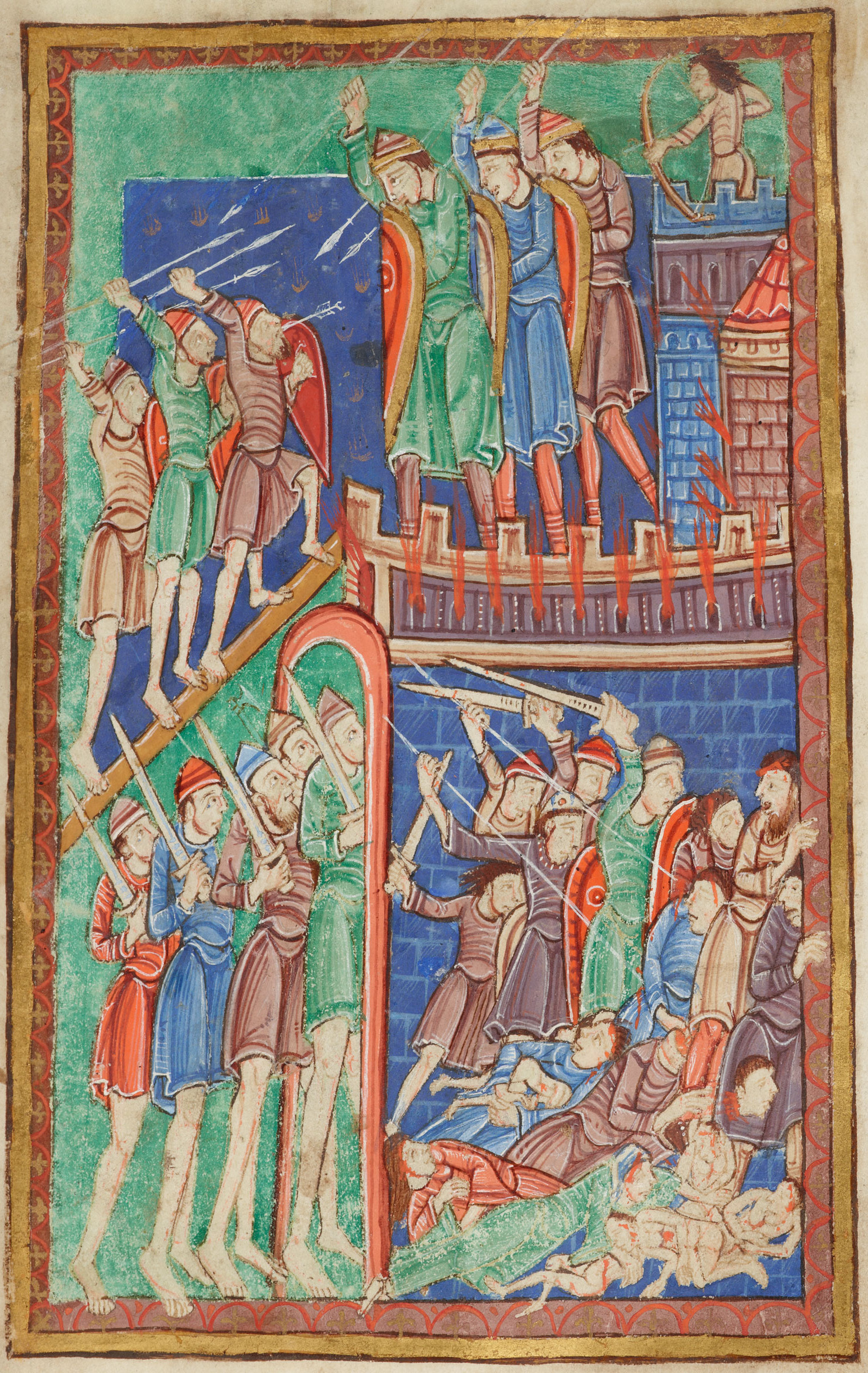
folio 10r of Pierpont Morgan Library M.736에 묘사된 마을을 공격하고, 남성, 여성, 아이들을 살해하는 바이킹에 대한 12세기 묘사.

바이킹들의 교회 파괴에 대한 12세기의 많은 무시무시한 이야기들에도 불구하고, 9세기 혹은 10세기에 쓰인 앵글로색슨 연대기의 "A"판등 이 시기의 주요한 동시대 사료는 8세기에서 9세기 기간 스칸디나비아인들에 의한 앵글로색슨 교회의 파괴를 단 한 차례로 언급하지 않는다. Passio sancti Eadmundi가 웁바와 이바르가 일으킨 이스트앵글리아 침략을 부도덕한 강간과 살해의 전쟁으로 나타내기는 하지만, 이 문헌은 이스트앵글리아 왕국의 수도원들에 대한 파괴는 묘사하지 않는다. 사실, 대부분의 앵글로색슨 수도원 지역들이 바이킹 침입 시기에 아마 살아남고, 이스트앵글리아의 교회가 바이킹의 침입과 점령을 견뎌냈다고 생각할 만한 이유들이 존재한다.
수도원들에 대한 바이킹의 약탈 행위들이 왕실의 인사들을 의도로 한 사료들에선 등장하지 않는 경향이 있는 반면, 종교적 모독 행위는 교회 인사들을 위해 저술된 사료들에선 나타난다. 왜 12세기 문헌들이 특히 수도원들에 대해 겉보기에 비역사적인 잔혹행위를 연관시켰는지에 대한 이유가 존재한다. 그 예시로, 약탈행위따위는 수도원의 관습의 변화들이나, 수도원에서 성직적인 관습의 전환을 설명할 수 있을 것이다. 바이킹 공격들의 이야기들은 실제 사건에서 몇 세기가 흐른 후, 종교 기관에서 주장된 옛 사유재산의 소유권에 관한 증거로 사용되었을 수 있다. 9세기의 바이킹들의 공격은 12세기의 주해자들이 10세기 앵글로색슨 잉글랜드의 수도원 쇠퇴로 여겨지는 것을 설명하기 위한 방법이었을 수도 있다. 이 상상되거나 과장된 종교적 절멸은 초기 종교 시설에 관한 문헌적 증거의 부족에 대해 기술하는 꽤나 간편한 방식이었을 것이다. 12세기의 교회 역사가들은 앵글로색슨 연대기와 Passio sancti Eadmundi. 같은 사료들을 이용했다. Passio sancti Eadmundi가 중세 역사가들에게 특히 영향력이 있었다는 점은 종교적 잔악행위에 대한 기록들에서 이바르와 웁바의 잦은 등장으로 증명된다. 중세 성인전작가들과 역사가들에게, 이 두 명은 전형적인 바이킹 침입자들이자 기독교의 상징적인 적수였다.

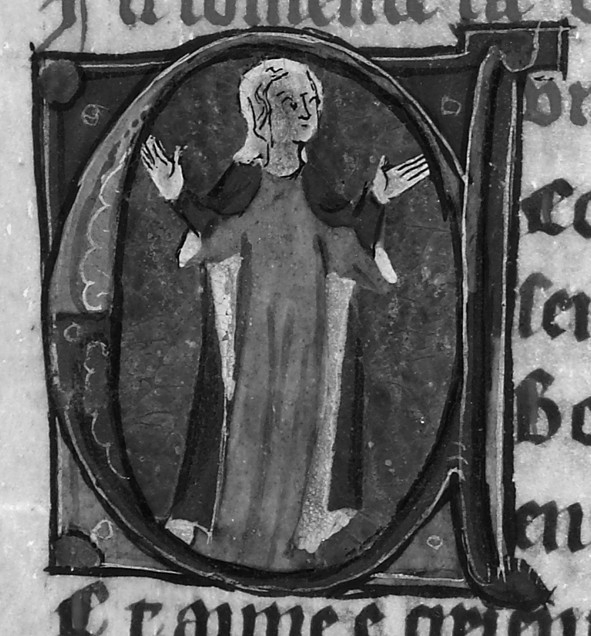
folio 134v of British Library Additional 70513에 나타난, 오시트에 대한 13세기 혹은 14세기의 묘사.

애베에 대한 기술들은 이러한 만들어진 이야기의 예시가 되었을 수 있다. 애베의 이야기는 8세기의 《앵글인의 교회사》에서 유지된 콜딩엄의 기술에서 궁극적으로 생긴 거처럼 보인다. 이 사료에 따르면, 노섬브리아의 왕 엑프리트 (685년 사망)의 아내인 애텔트리스 (679년 사망)는 애베 (683년 사망?)라는 이름의 수녀원장의 보호하에 콜딩엄의 수녀원에 들어갔다고 한다. 애텔트리스가 일리에 수도원을 지으러 콜딩엄을 떠난 후 어느 시점에, 《앵글인의 교회사》는 콜딩엄의 수도원이 전소해버렸다고 전한다. 콜딩엄의 전소에 관한 기술은 시간이 흘러 애텔트리스가 일리에 설립한 대성당의 역사를 다룬 12세기의 연대기인 Liber Eliensis과 합해졌다. 《앵글인의 교회사》에서 등장한 전소에 관한 기술은 Flores historiarum의 웬도버판에서 처음으로 콜딩엄과 연관시킨 안면 절단과 열렬한 순교라는 이야기의 배경에 대한 영감이 되었을 것이다. 12세기 성직자들에게, 9세기의 특히 이바르와 웁바가 가한 폭력에 대한 가공된 이야기들은 특정 교단의 재건에 대한 정당성을 보이기 위한 의도였을지도 모른다.
최초의 앵글로색슨인 처녀 순교자는 오시트이다. 지금은 소실된, 이 순교자에 관한 12세기의 vita는 이바르와 웁바를 오시트의 7세기 순교와 연관시켰다. 이 사료에 의하면, 이바르와 웁바는 그녀가 자신들의 전통신의 우상들을 섬기는 거부하자 해적들에게 그녀의 목을 참수하라 명령했다고 한다. 이 문서는 오시트의 살해를 이바르와 웁바 그리고 이들을 따르는 자들의 탓으로 돌리는, 앵글로노르만어 성인전 Vie seinte Osith의 영감이 되었을 수도 있다. 

## 이바르 이후의 이교도 대군세
에드먼드 죽음 직후의 이스트앵글리아의 역사는 극도로 불명확하다. Passio sancti Eadmundi에서 언급된 사건들에 대한 설명은 에드먼드가 자신과 자신의 왕국에 대해 영향력을 행사하려던 이교도 대군세의 상황에서 살해당했다고 나타내는 것처럼 보인다. 이러한 합의는 노섬브리아와 머시아의 바이킹들에게 얻은 것으로 보인다. 어찌됐든, 화폐학적 증거는 애설레드와 오즈월드라는 두 허수아비 왕들이 바이킹 정복자들을 대신하여 이스트앵글족을 다스렸다는 것으로 보인다.
이바르가 잉글랜드 역사에서 사라진 것이 대략 이 시점이다. Chronicon Æthelweardi에 따르면, 그는 에드먼드가 사망한 같은 해에 사망했다고 한다. 그러나, 이 기록은 그가 이후의 870년 가을 혹은 겨울에 시작된 웨식스 왕국과 전쟁에 참여하지 않은 사실에서 부분적으로 기원한 것으로 보인다. 어찌됐든, 대군세의 지휘권은 대군세의 상륙이 기록된 후 앵글로색슨 연대기의 모든 판들에서 확인된 최초의 주요 바이킹 지도자들인 바그세크 (871년 사망)와 할프단 (877년 사망)에게 떨어진 것으로 보인다.</ref>

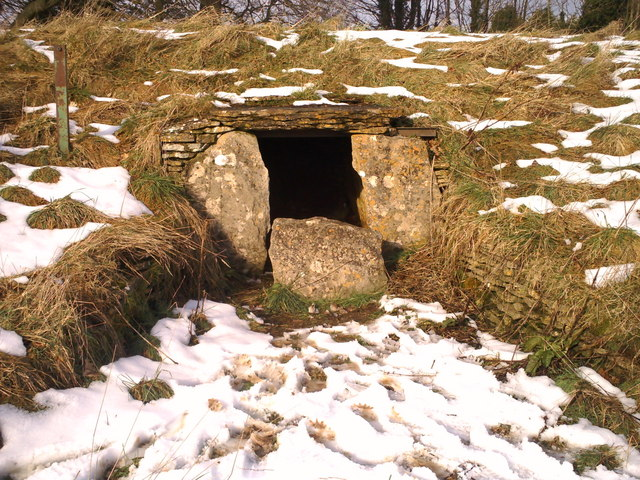
치프넘과 에이버리 인근 랜힐(Lanhill)에 있는 선사시대의 고분으로, 아마 기원전 제3천년기의 것으로 추정한다. 그렇지만, 이 고분은 17세기에 웁바와 연관지어졌다.

대략 1년 동안, 이교도 대군세는 런던에서 겨울을 쇠기 앞서, 웨스트 색슨족을 상대로 전쟁을 했다. 런던에서 근 1년을 지낸 후인 872년 말에, 바이킹들은 노섬브리아로 물러났고, 그 뒤에는 머시아로 물러났다. 874년 말에, 이스트앵글리아, 머시아, 노섬브리아 왕국들은 결국 멸망했다. 이 시점에서, 대군세는 갈라졌다. 할프단은 노섬브리아에 자신을 따르는 이들을 정착시키는 한편, 구스룸 (890년 사망), 오스키텔 (전성기 875년), 안웬드 (전성기 875년) 지휘하 병력은, 남쪽을 강타하고, 캠브리지를 거점으로 삼았다. 875년에, 바이킹들은 웨식스를 침입하여 웨어럼을 점령했다. 앨프리드 대왕 (899년 사망)이 876년에 강화를 요청했지만, 바이킹들은 다음 해에 강화 조약을 파기하여, 엑서터를 점령하고, 마침내 머시아로 물러났다.
구스룸 병력의 대다수가 머시아에 정착하기 시작했지만, 앵글로색슨 연대기와 Vita Alfredi는 구스룸이 877/878년 겨울에 웨스트 색슨인들에게 기습 공격을 가했다고 밝힌다. Vita Alfredi는 바이킹들이 글로스터에 있는 그들의 거점에서 출발하여 웨식스 영토로 깊이 파고들었고, 치프넘의 로열 빌을 약탈했다고 상세히 전한다. 이 바이킹의 공격 작전이 878년에 키뉘트 요새에서 끝나고 만 데번의 또다른 바이킹 공격과 협력한 것일 수도 있다.

## 키뉘트 요새 전투

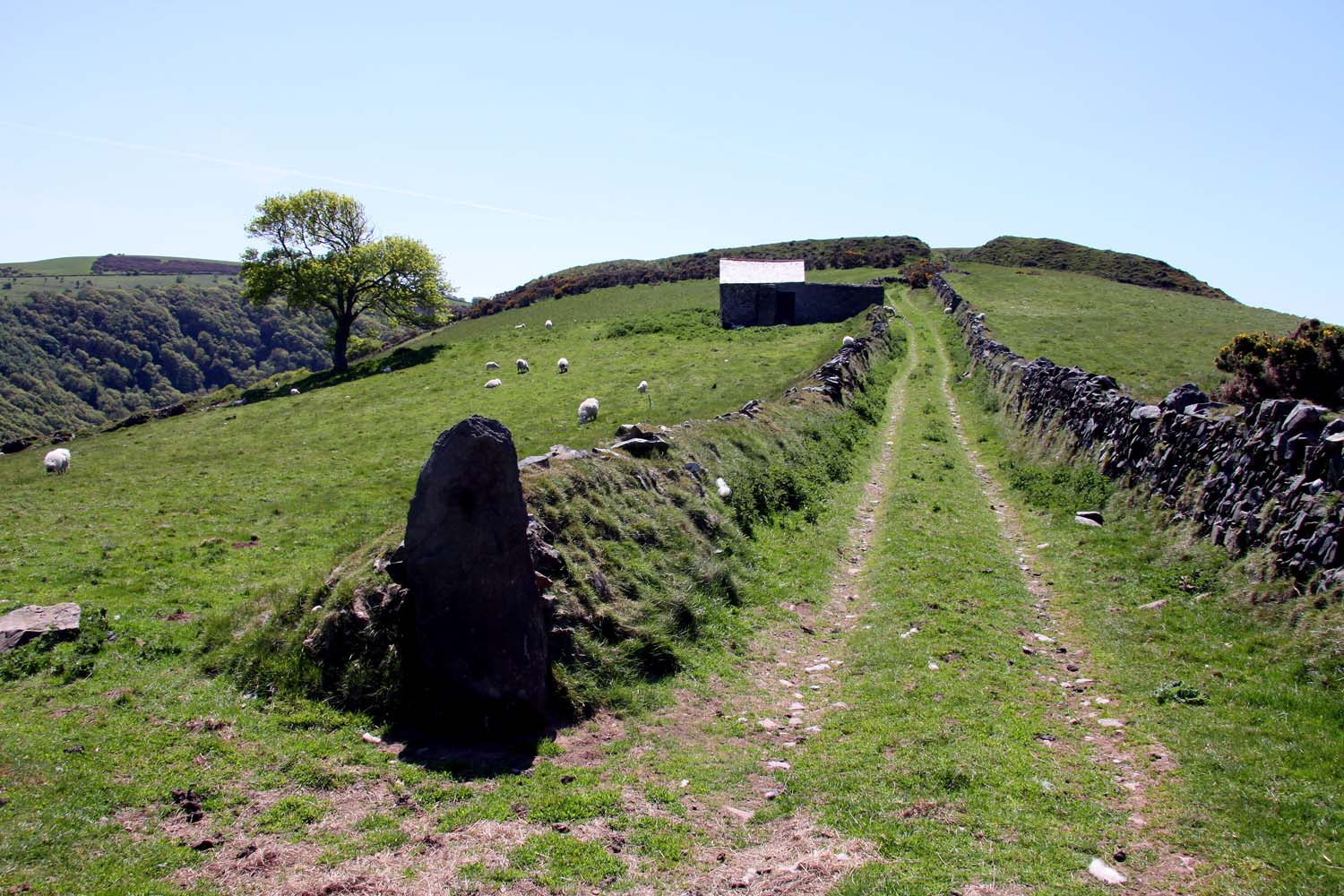
878년에 지역민들에게 바이킹들이 패배한 곳으로 추정되는, 데번의 카운티스베리 인근인 Wind Hill. 일부 중세 사료들은 웁바가 이때 패배한 병력을 이끌었고, 이 전투 중에 전사했다고 주장한다.

《앵글로색슨 연대기》의 대부분 판들은 이 전투가 데번에서 일어났다고 한다. 《Vita Alfredi》는 오늘날 노스데번의 카운티스버리와 동일해 보이는 명칭인Arx Cynuit라 불리는 요새에서 싸웠다고 명시한다. 이 사료는 또한 바이킹들이 과거에 겨울을 쇘던 더베드의 거점에서 데번으로 상륙했다고 전한다. 이처럼, 바이킹들은 데번으로 공격할 가하기 전에 아일랜드에서 더베드에 도착하여, 웨일스에서 겨울을 쇨 수 있었을 것이다.
《앵글로색슨 연대기》는 데번의 바이킹 군대 지휘관을 이름으로 식별하지 않았다. 이바르와 할프단의 형제라고 그 지휘관을 단순히 묘사했고, 그가 전투 중에 전사했다고 전할 뿐이었다. 12세기의 Estoire des Engleis에서 웁바가 그 전사한 지휘관이라고 하기는 했지만, 이 동일시하는 것이 단순히 저자의 추측에 의한 것인지 혹은 좀 더 이전의 사료들에서 전래된 것인지는 알려지지 않았다. 대표적으로, 이 동일시는 에드먼드의 순교를 둘러싼 전설에서 이바르와 웁바의 연관에서 영향을 받았을 수도 있다. 어찌됐든, Estoire des Engleis는 웁바가 소머싯–윌트셔 경계 근처인 펜셀우드를 나타내는 것으로 보이는, "bois de Pene"에서 전사했고 데번에 "Ubbelawe"이라 불리는 고분에 묻혔다고 한층 상세히 설명한다.

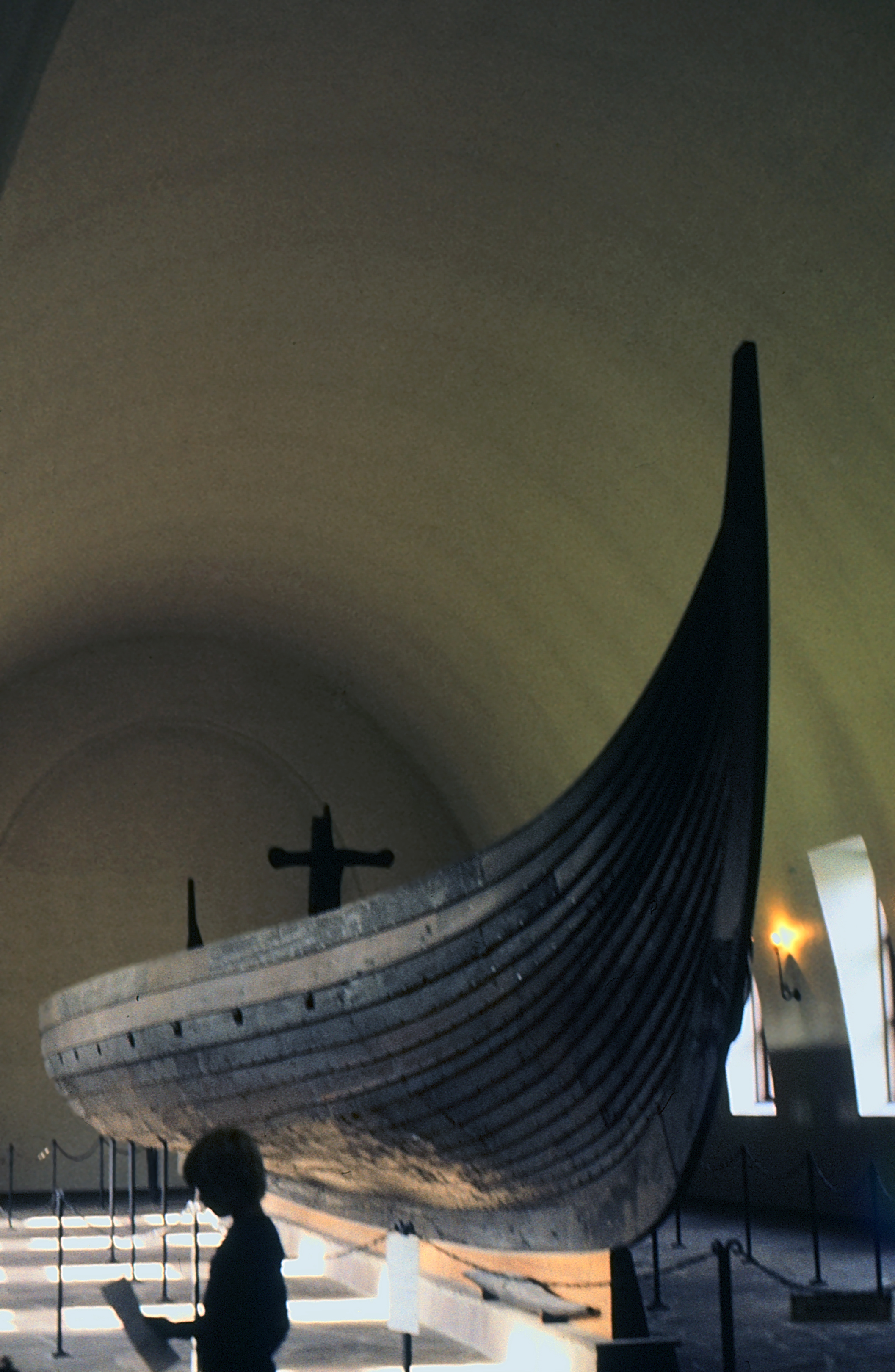
노르웨이에서 발굴된 9세기의 바이킹배인, 고크스타 선의 잔해.

키뉘트 요새(Arx Cynuit)에서 충돌은 웨스트 색슨족의 승리로 끝이 났다. Vita Alfredi는 이 전투 결과를 앨프리드의 무명의 종사들 덕으로 돌리는 한편, Chronicon Æthelweardi는 승리한 지휘관을 데번의 백작 오다 (전성기 878년)라고 인식했다. 《앵글로색슨 연대기》의 대부분 판들은 바이킹 함대를 23척이라 하였고, 바이킹 사상자들이 840명이라 하였다. 이 수치는 대략 한 척당 36명과 그 절반이 탑승했음을 알려주며, 이는노르웨이에서 발견된 9세기의, 노가 32개 달린 바이킹 배인 고그스타 선과 비슷하다.
한편으로는, 키뉘트 요새의 바이킹 지휘관이 더베드에서 시작된 바이킹 약탈 활동을 벌이기 위해서, 구스룸의 동시에 일어나는, 웨스트 색슨족을 상대로 벌인 군사 활동을 이용했을 가능성이 존재한다. 다른 한편으로는 키뉘트 요새의 교전에 대한 장소와 시기는 전사한 바이킹 지휘관이 구스룸과 협력 중이었다는 것을 나타내는 것일 수도 있다. 가령 앨프리드 대왕의 치프넘에서 패배 및 그 이후의 소머싯 습지대로 철군을 한 후에, 두 바이킹 군대가 양면 공격으로 그를 궁지에 몰아넣기 위한 시도로 협력을 했다고 짐작할 만한 이유가 존재한다. 만약 키뉘트 요새의 바이킹들이 정말로 치프넘의 바이킹들과 협력하고 있었던 거라면, 더베드에서 이들의 존재에 대한 기록 역시도 앨프리드에 맞선 구스룸의 군사 활동과 연관되었을 수 있다. 가령, 이들은 키뉘트 요새를 공격하기 앞서 더베드의 왕 허바이드 압 블레드리(892/893년 사망)를 상대로 군사 활동을 벌였을 수 있다.

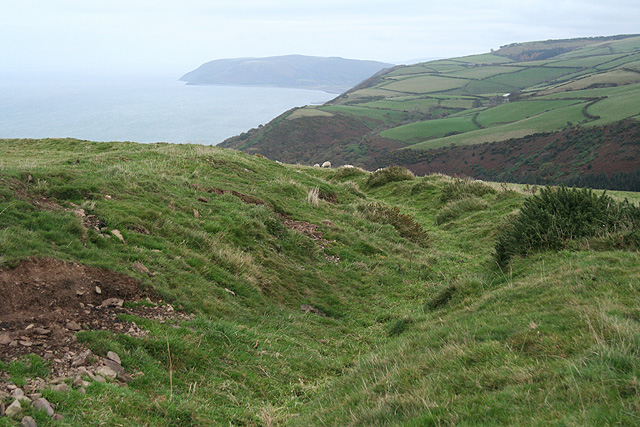
폐허가 된 로마의 요새 지역인 카운티스베리 인근인 Old Burrow는 키뉘트 요새 전투의 또다른 후보 지역이다.

키뉘트 요새의 패배가 구스룸을 웨식스에서 너무 활동 범위를 넓게 만들었고, 앨프리드의 군대가 구스룸의 노출된 연락 수단을 공격하게 허용했을 수 있다. 그의 쪼그라든 왕국이 붕괴에 가깝게 되며, 앨프리드의 위치가 전투의 여파로 여전히 위험한 상태일 수는 있으나, 키뉘트 요새에서 승리는 웨스트 색슨족에게 사건의 전환을 분명히 예고했다. 몇 주가 흐른 후 5월에, 《앵글로색슨 연대기》는 앨프리드가 병력을 소집하여 에딩턴에서 구스룸에게 성공적인 공격을 가할 수 있었다고 기록한다. 구스룸의 결정적 패배 이후, 바이킹들은 앨프리드의 강화 조건들을 받아들일 수밖에 없었다. 구스룸은 기독교인으로서 세례를 받고, 이스트앵글리아로 그의 잔존 병력들을 이끌었으며, 그곳에서 그들은 해산하여 정착하였다. 그이후에 구스룸은 웨스트 색슨족과 평화를 유지하고, 기독교인 왕으로서 890년에 사망할 때까지 10년 이상을 집권했다.

## 라그나르 로드브로크의 중세 전설

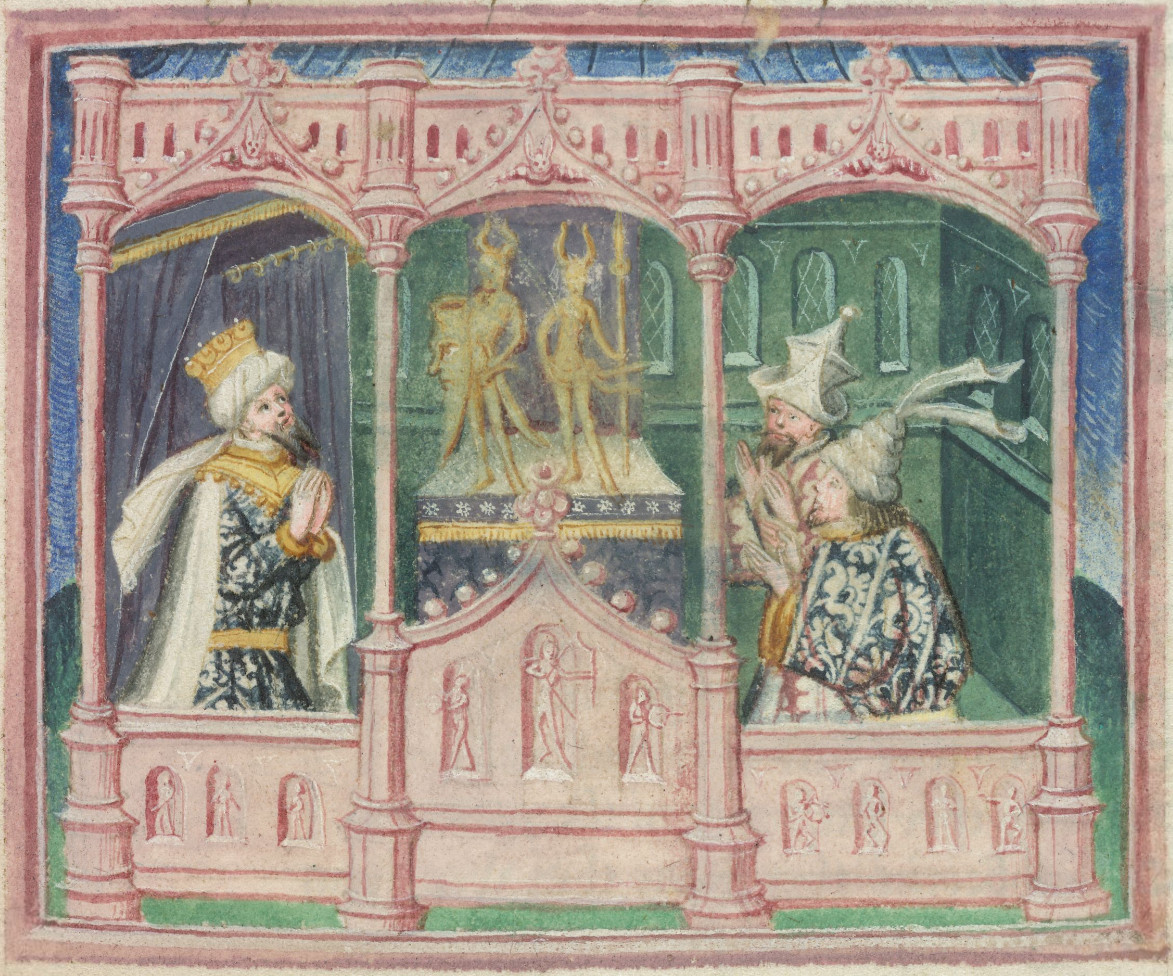
folio 39r of British Library Harley 2278.에 나타난, 우상을 참배하는 로드브로크와 그의 아들들인 이바르와 웁바에 대한 묘사. 이 세밀화는 데인족들을 일부러 머리장식처럼 기다란 터번을 쓰고 양갈래의 턱수염을 한 무슬림 복장의 사라센들로 묘사했다. 이 필사본에서 이바르와 웁바를 묘사한 다른 세밀화들은 곡진 검으로 무장한 바이킹들을 나타낸다.

웁바와 이바르가 Passio sancti Eadmundi에서 서로 연관되기는 했지만, 이 자들이 어떤 식으로 관련이 되었는지는 전하지 않았다. 이 둘이 혈육 관계라고 주장한 가장 이른 시기 자료는 11세기-12세기의 기록물인 Annals of St Neots로, 이들이 로드브로크 (Lodebrochus)의 세 딸의 아들들이라 전한다. 이 사료는 이 세 자매가 키뉘트 요새 전투에서 탈취당한, Reafan라는 이름의 마력을 지닌 깃발을 짰다고 한층 상세히 전한다. 《앵글로색슨 연대기》의 특정 판들이 Hræfn ("큰까마귀")라는 이름의 큰까마귀 깃발 탈취에 대해 언급하기는 하나, 이 판들은 어떤 마법적 특징에 대해 언급하지 않거나, 로드브로크 및 그의 자손들에 대해서도 나타내지 않았다.

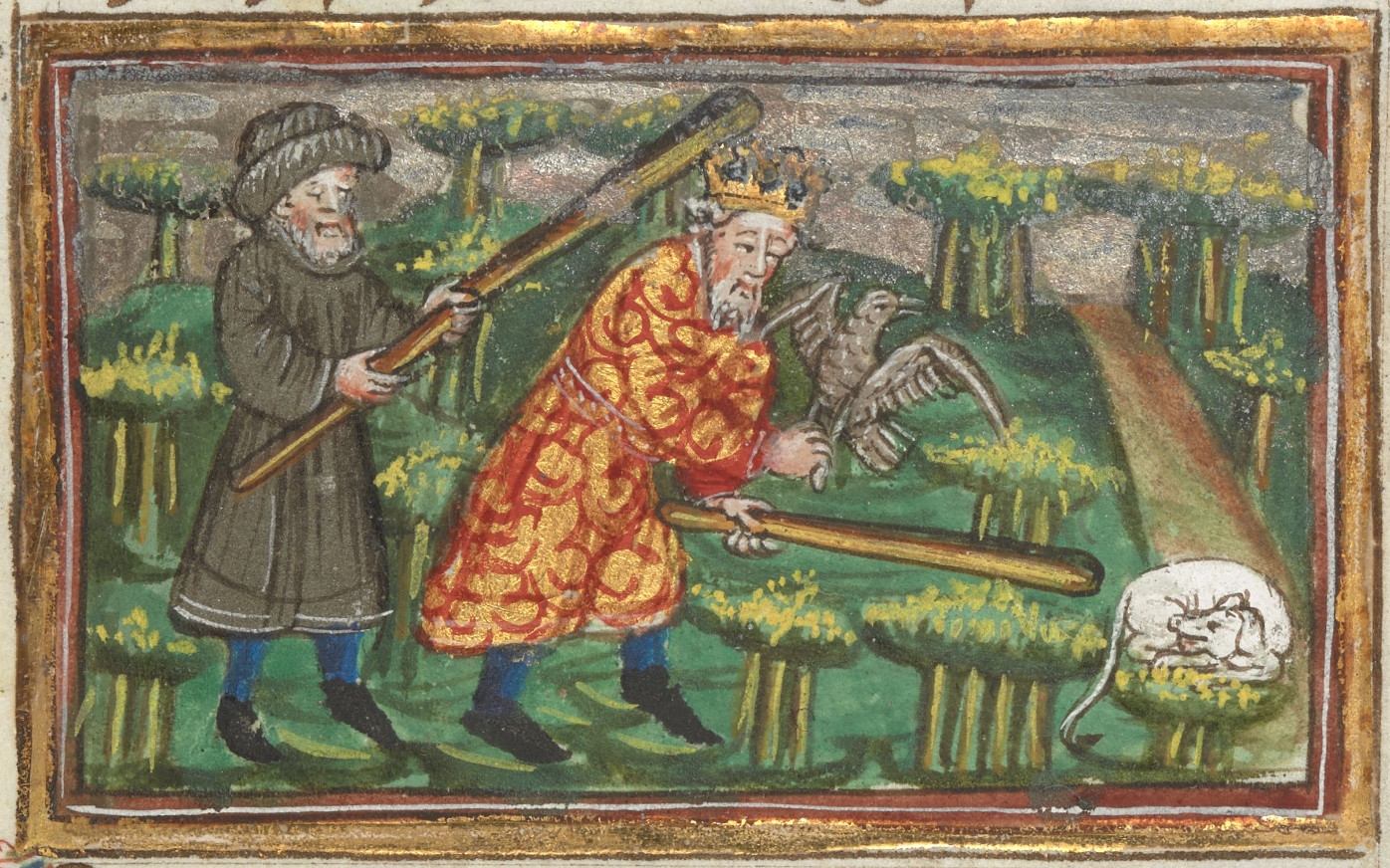
folio 34r of British Library Yates Thompson 47 (Lives of Saints Edmund and Fremund)에 나타난, 뵤른에게 살해당하는 로드브로크에 대한 15세기의 묘사.

로드브로크는 모호한 실체성의 사가 등장인물로, 몇몇 실제 9세기 인물들의 혼합체일 수도 있는, 라그나르 로드브로크에 대한 초기 언급처럼 보인다. 스칸디나비아 사료에 따르면, 라그나르 로드브로크는 스칸디나비아의 왕족으로, 노섬브리아에서 앨라의 손에 의한 그의 죽음은 앵글로색슨 잉글랜드 침략 및 라그나르 로드브로크의 복수심에 불타는 아들들의 의한 앨라의 파괴 등의 기폭제였다고 한다. 라그나르 로드브로크에 관한 어느 사가 자료들도 라그나르에게 웁바와 일치하는 아들에 대해 전하지 않는다. 웁바는 동부 스칸디나비아의 전승을 다루는 사료들에서만 분명하게 확인될 뿐이다. 이 사료들 중 하나가 13세기의 《데인인의 사적》이다. 이 사료에 따르면, 웁바는 라그나르 로드브로크 및 헤스베르누스(Hesbernus)라는 인물의 불명의 딸 사이에서 태어난 아들이다. 《데인인의 사적》은 어떤 방식으로도 웁바와 앵글로색슨 잉글랜드를 연관시키지 않는다. 서부 스칸디나비아의 전승 일부를 이루고 있는 사료인, 13-14세기의 《라그나르의 아들들의 사트르》에 의하면, 이바르는 두 명의 배다른 형제 Yngvarr와 Hústó가 있었고, 이들이 이바르의 지시로 에드먼드를 고문했다고 한다. 다른 사료들에선 이 아들들을 언급하지 않는다. 사실 이 인물들이 이바르와 웁바를 나타낼 수도 있고, 《라그나르의 아들들의 사트르》의 저자가 에드먼드의 순교 전설에 관한 잉글랜드 사료들에서 이바르와 웁바의 이름들을 알아차리지 못 했을 수도 있다.

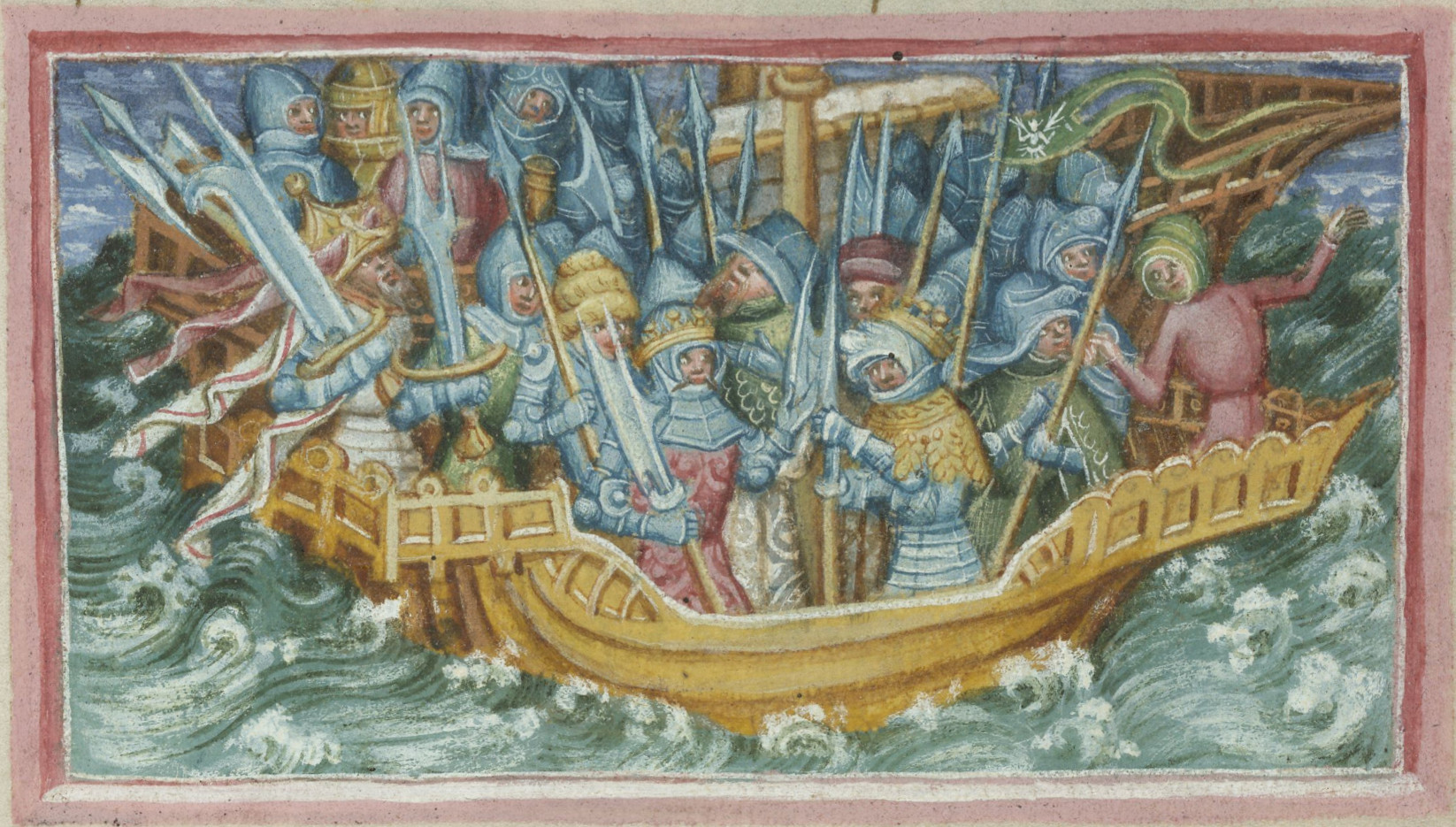
folio 47v of British Library Harley 2278에 나타난, 자신들의 아버지 로드브로크의 복수를 시작하는 이바르와 웁바의 묘사.

13세기의 Ragnars saga loðbrókar 같은 스칸디나비아의 사료들이 라그나르 로드브로크의 전설을 노섬브리아 배경에 두는 경향이 있는 반면에, 잉글랜드의 사료들은 이스트앵글리아를 배경으로 하는 경향이 있다. 라그나르 로드브로크의 전설을 이스트앵글리아에 명확히 관련시키는 가장 이른 시기의 자료는 Liber de infantia sancti Eadmundi로, 이 12세기의 사료는 왕가의 분쟁이라는 상황에서 바이킹의 이스트앵글리아 침략을 묘사한다. 이 사료에 의하면, 로드브로크 (Lodebrok)는 에드먼드의 명성에 대해 극도의 질투심을 느꼈다. 이에 따르면, 로드브로크의 에드먼드에 대한 비꼼이 그의 아들들인 이바르, 웁바, 뵤른 (Bern)이 에드먼드를 살해하고 그의 왕국을 멸망하게 촉발한 것이라고 한다. 이 문서는 에드먼드의 사망에 관한 묘사에 있어서 Passio sancti Eadmundi에 상당히 의존하고 있지만, 에드먼드의 순교를 라그나르 로드브르크의 전설과 혼합한 최초의 사료로 보인다.

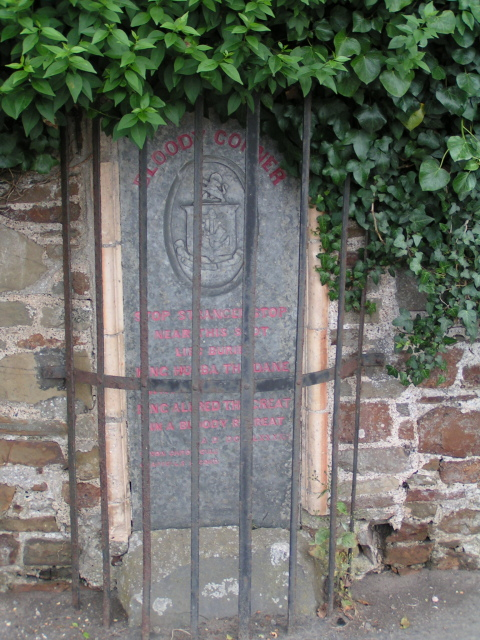
애플도어와 노섬 사이에 있는 "Bloody Corner"의 명각. 19세기 초에는, 이 지점이 웁바가 사망한 장소로 두드러진다고 생각되었다.

13세기 말에, 이 이야기의 상호 표현이 Chronica majora, Flores historiarum의 웬도버 판과 파리 판 등의 사료들에서 나타났다. 이 예시로, 로드브로크 (Lothbrocus)는 이스트앵글리아의 바닷가로 떠밀려 와, 그곳에서 에드먼드에게 성대히 대접받았는데, 이후에 질투심 넘치는 사냥꾼 뵤른 (Berno)에게 살해당하고 만다. 뵤른은 이스트앵글리아 왕국에서 추방당하였지만, 그는 로드브로크의 아들들인 이바르와 웁바에게 그들의 아버지의 살인자가 에드먼드라 설득해낸다. 이에 따라, 이스트앵글리아는 이 두 아들들에게 습격을 받았고, 에드먼드는 잘못된 복수로 인해 살해당한다. 이 사건들에 대해 조금 다른 내용이 Estoire des Engleis에서 등장하는데, 여기선 바이킹들이 노섬브리아의 왕 오스버트에게 자신의 아내를 강간당한 것에 대한 복수를 원하던 뵤른 (Buern Bucecarle)을 위해 노섬브리아를 침입했다고 전한다. 한편, 에드먼드에게 행해진 복수라는 주제는 라그나르의 자손의 손에 노섬브리아에서 죽음을 맞이한 앨라의 전승에서 전래했을 수도 있다. 다른 한편에선, 에드먼드의 문서들에서 나타난 복수의 동기들 및 놀라운 항해 여정들은 동시대의 기사 문학들에서 흔하게 발견되는, 잘 알려진 요소들이다.
라그나르 로드브로크의 전설은 왜 바이킹들이 앵글로색슨 잉글랜드에 정착하러 오게 되었는지를 설명하려는 시도로서 생겼다고 의심할 만한 정황들이 존재한다. 이 전설의 중심은 동정적인 웬도버 판에서 표현된 것처럼 어느 한쪽으로 비난을 전가하는 것 없이, 바이킹들의 도착을 합리화하고자하는 방법으로서 만들어졌을지도 모른다. 이에 따라, 이 전설은 에드먼드의 가혹한 죽음을 정당화하려는 의도였을 수 있다. 이 전설의 이야기는 바이킹 정착 초기 시대에 생겼을 것이며, 앵글로스칸디나비아 문화의 발생에 대한 기원 설화 역할을 했을 것이다. 라그나르 로드브로크의 전설 내에서 이바르와 웁바에게 부여된 혈육관계는 실제의 혈통적 연관성에 반대되는, 에드먼드의 죽음에 있어 이들의 합쳐진 역할에서 발생했을 것이다.

## 대중 문화에서

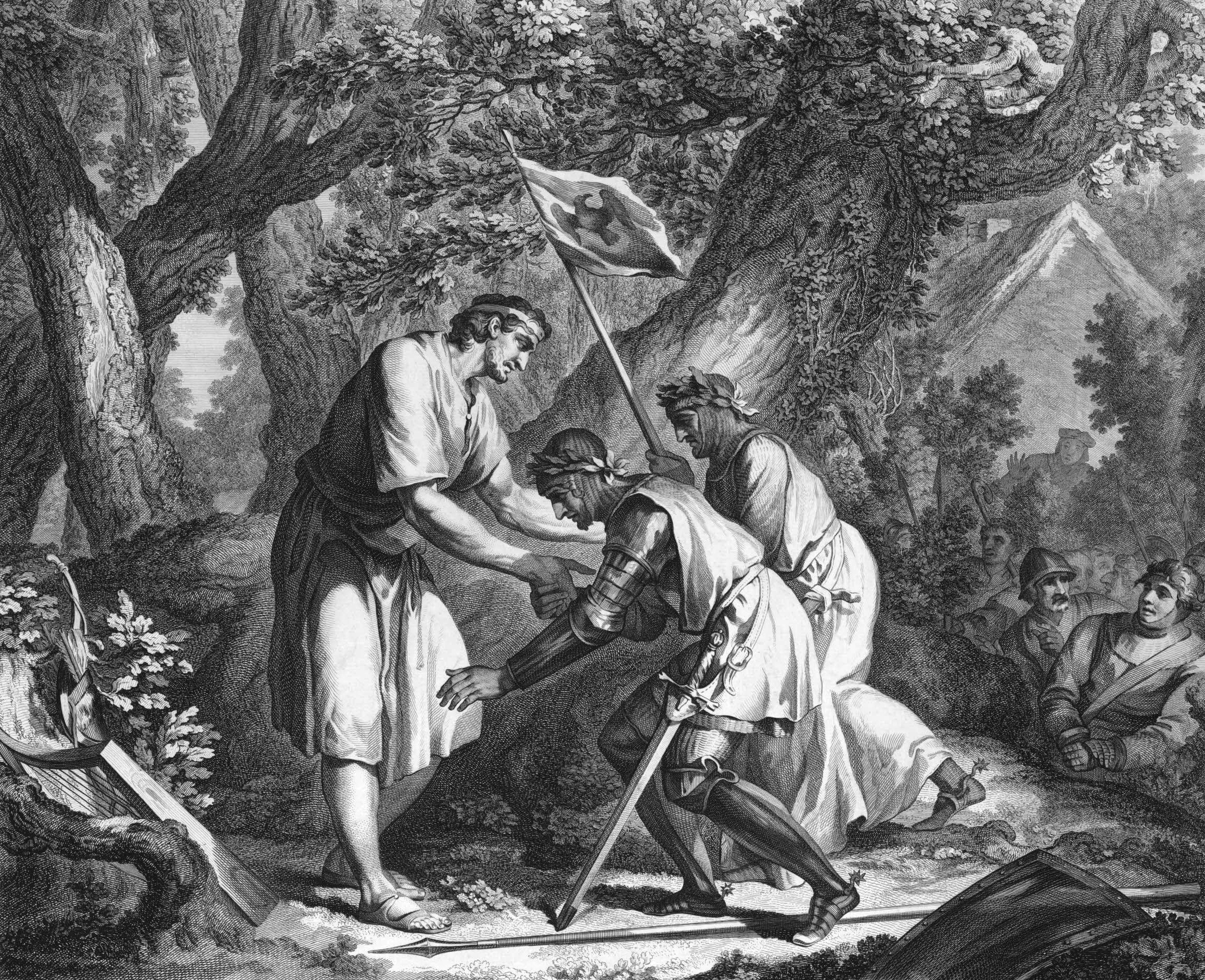
데인족을 상대로 승리 소식을 받는, 애설니섬의 앨프리드, 키뉘트 요새에서 바이킹의 패배를 알게 된 웨식스의 왕 앨프리드에 대한 18세기의 묘사

웁바는 현대 역사 픽션에 인물로 등장하고 있다. 예시로, 1740년에 처음 공개된, 제임스 톰슨 (1748년 사망)과 데이비드 말레트 (1765년 사망)가 리브레토로 만든 뮤지컬 Alfred: A Masque에서 이름 미상의 덴마크 왕은 웁바, 구스룸, 이바르, 할프단의 혼합체일 것이다. 웁바는 1753년에 기록에서 처음 등장한 익명의 연극 Alfred the Great, Deliverer of His Country, 및 1796년에 처음 소개된, 존 오키프 (1833년 사망)의 연극 The Magick Banner; or, Two Wives in a House에 분명히 등장하기도 하였다. 그는 1798년에 처음 공연된, Mark Lonsdale의 발레 공연 Sketch of Alfred the Great: Or, the Danish Invasion, 1801년에 출판된, 헨리 제임스 파이 (1813년 사망)의 장편 서사시 Alfred; An Epic Poem 및 1800년에 처음 출판되어, 파이의 서사시의 길이의 두 배만큼 긴 시이자 유사한 제목을 지닌 조세프 코틀 (1853년 사망)의 Alfred, an Epic Poem 등에도 등장한다.
웁바는 이후에 오키프의 희곡을 바탕으로 하고, 1827년에 처음 공연된, 아이작 포코크 (1835년 사망),의 뮤지컬 Alfred the Great; Or, The Enchanted Standard 및 1838년의 것으로 보는, James Magnus의 희곡 Alfred the Great에 등장한다. 그는 1852년에 출판된, Richard Kelsey의 서사시 Alfred of Wessex와 찰스 위슬러 (1913년 사망);의 1899년 소설 King Alfred's Viking, 버나드 콘웰의 2004년 소설 《라스트 킹덤》에도 등장하였다. 웁바는 2013년에 히스토리 방송국에서 첫 상영된 텔레비전 드라마 《바이킹스》 및 2015년에 BBC Two에서 첫 상영된 텔레비전 드라마 (버나드 콘웰의 The Saxon Chronicles 시리즈 소설을 배경으로 함)인 《라스트 킹덤》에서 등장인물이기도 하다.

## 참고
1. ↑  1990년대 이래로, 학계는 영어권 2차 자료에 있는 웁바의 여러 인명들인 Huba,[2] Hubba,[3] Ubba,[4] Ubbe Ragnarsson,[5] Ubbe,[6] Ubbi,[7] Ubbo,[8], Ube 등을 허용하고 있다.[9]
2. ↑  Lives of Saints Edmund and Fremund는 에드먼드에게 바쳐진, 중세 성기의 숭배에 대한 최고 걸작일 것이다. 이 작품은 Passio sancti Eadmundi에서 소재를 가져왔다.[31] Lives of Saints Edmund and Fremund는 Liber de infantia sancti Eadmundi 이후 에드먼드 전설에 관한 첫 의미심장한 관심 증대를 표현했다.[32]
3. ↑  대군세의 요크 점령은 12세기의 Libellus de exordio와,[39] 13세기 Wendover판의 Flores historiarum를 통해 11월 1일 (모든 성인 대축일)이라 추정한다.[40] 축일에 사람들이 몰린 곳을 목표로 한 것이 바이킹들의 유명한 전략이었다. 이런 행사들은 공격자들에게 몸값 교섭의 대상이 되거나 노예로 팔 수 있는 잠재적 포로들에 대한 쉬운 접근을 제공했다.[41] Libellus de exordio와,[42] 12세기의 Historia regum Anglorum에 따르면, 요크를 탈환하려는 앵글로색슨의 시도는 3월 21일에 일어났다.[43] Flores historiarum의 Wendover판,[40]과 Historia de sancto Cuthberto은 이 공격을 3월 23일 (성지주일)로 잡았다.[44] Annales Lindisfarnenses et Dunelmenses에선 웁바가 "성지주일이 오래 지나지 않아" 노섬브리아군을 격퇴시켰다고 전한다.[45]
4. ↑   우바가 노섬브리아인들을 상대로 한 승리에 대한 설명이 있은 후 어느 순간, Historia de sancto Cuthberto는 앵글로색슨 잉글랜드 전역에서 바이킹들의 성공적인 원정에 대해 상세히 설명했고, 특히 바이킹 지도자들인 웁바를 프리슬란트의 둑스(Dux)에, 할프단을 데인족의 렉스(Rex)이라고 식별했다.[48] Historia regum Anglorum은 866년의 바이킹 지도자를 이바르, 웁바, 할프단이라 식별했다.[49] Libellus de exordio는 노섬브리아를 황폐화한 바이킹들이 데인족과 프리슬란트인들로 이뤄졌다고 언급했다.[50]
5. ↑  이 필사본은 La vie seint Edmund le rei에 대한 12세기 모사품을 보존하고 있다.[66]
6. ↑  이 시기에, 앵글로색슨 연대기의 편찬자들은 869년을 가을 기간인 9월부터 시작했다.[73] 이에 따라, 앵글로색슨 연대기의 대부분 해설서들은 에드먼드의 죽음을 870년에 두는 반면에, 기록상에는 869년 가을에 에드먼드가 분명히 사망했다는 것을 분명히 한다.[74]
7. ↑  앵글로색슨 연대기의 초기 판들과는 달리, 12세기의 "E"[79]와 "F" 판은 에드먼드 왕의 신성함을 언급한다.[80] 하지만 이 기재들은 에드먼드의 성인전 기록들에서 영향을 받았다고 짐작할 만한 이유가 있으며,[81] 아마도 후대에 연대기에 추가된 내용들에서 생겼을 것이다.[82] 이에 따라, 이 기재들은 에드먼드 사후 곧바로 몇 년간에 그의 숭배에 대한 증거는 되지 못할 것이다.[83]
8. ↑  에드먼드의 순교에 관한 기록은 그를 예수 그리스도[85]와 성 세바스티아누스[86]에 가깝게 묘사한 Passio sancti Eadmundi에 보존되어 있다. 구체적으로 설명하자면, 에드먼드는 그리스도처럼 조롱받고 괴롭힘당했고,[85] 이후에는 성 세바스티아누스처럼 나무에 묶여 화살을 맞았다.[86] 웁바와 이바르는 반덴마크적 감정이 스며든 사료인[87] 13세기의 South English Legendary,[88]에 보조된, 에드먼드에 관한 기술에 등장한다. 이 사료는 야만인 타자와 대조되는 잉글랜드 국민 정체성을 정의하는 방식으로서 에드먼드에 가해진 고문들을 묘사한 것으로 보인다.[89]
9. ↑  예시로, 노섬브리아의 왕 오스월드 (642년 사망)는 7세기에 이교도들과 싸우다 전사한 후 순교자로 경배받았다.[94] 노르웨이의 왕 올라프 하랄손 (1030년 사망) 역시도 전투 중에 살해당했고 이후에 순교자로 기록되었다.[95]
10. ↑  Passio sancti Eadmundi가 의뢰된 것이고, 이후 10세기의 Lives of the Saints에 소개된, 에드먼드에 관한 기술을 야기했다는 사실은 에드먼드의 숭배가 10세기 말과 11세기에 가서야 인정받았음을 밝힌다.[98] Passio sancti Eadmundi의 작가는 에드먼드 사건에 관한 자신의 저술은 초로인 캔터베리 대주교 던스턴 (988년 사망)이 말했던 결 들은 이야기에서 주로 전래한 것이라 주장했다. 이 사료는 던스턴이 어린 시절에, 에드먼드가 죽은 날 에드먼드의 갑옷 시종이었다고 주장하는 아주 늙은 사내에게 이 이야기를 들었다고 언급한다.[99] Passio sancti Eadmundi[100]와 the Lives of the Saints는 에드먼드가 11월 20일에 살해당했다고 명시한다.[101] 이 날짜는 11세기에 분명히 기념되었다.[102]
11. ↑  Passio sancti Eadmundi는 가장 이른 시기의 에드먼드에 관한 성인전 기록이며,[106] Vita Alfredi는 앵글로색슨 왕에 관한 가장 이른 시기의 전기이다.[107]
12. ↑  이 사료는 이바르와 웁바를 Lives of the Saints[113]에서 이끌어낸 거처럼 악마의 대리인으로 묘사했다.[114]
13. ↑  이 언급은 Passio sancti Eadmundi가 웁바를 거론한 마지막이다.[116] 이 사료가 바다를 통해 노섬브리아이서 이스트앵글리아로 상륙한 바이킹들을 묘사하는 반면에, 앵글로색슨 연대기는 바이킹들을 머시아를 가로질러 이스트앵글리아로 진군한 것으로 묘사한다.[117]
14. ↑  왜 Passio sancti Eadmundi의 저자가 웁바가 노섬브리아에 남겨졌다는 이야기를 구조화했는지에 대한 성인전에서 이유는 나타나있지 않다.[120] 분명히도, 현재 남아있는 가장 이른 시기의 앵글로노르만어 역사서,[121] 12세기의 Estoire des Engleis는 바이킹들이 867년에 노팅엄을 공격할 때 요크에 수비군을 남겨뒀다고 언급한다.[122]
15. ↑  이러한 출처 중 하나는 Estoire des Engleis로, 왕으로 묘사된 우바와 이바르가 이스트앵글리아의 침공을 주도했음을 암시하며, 심지어는 붙잡힌 에드먼드가 이들이 도착할 때까지 어떻게 포로가 되었는가도 언급한다.[126] 14세기에서 15세기의 Liber monasterii de Hyda 역시도 에드먼드의 살해를 웁바와 이바르 탓으로 돌린다.[127]
16. ↑  이 세밀화는 몇 개의 장면들을 묘사하고 있다. 첫 장면이 불타는 마을의 무장한 병사들과 싸우는 바이킹들을 보여주는 한편, 두 번째 장면은 비무장한 거주민들이 주로 살해당하는 걸 나타낸다. 두 번째 장면의 일부 사람들은 나체이며, 이는 Passio sancti Eadmundi에서 언급한 내용을 반영한다.[136]
17. ↑  바이킹들이 벌인 추정상의 교회 파괴는 고고학적으로 확립되지 않았다.[141] 바이킹들로 인한 해로운 영향으로 피해를 입었다고 증명된 유일한 교회 지역은 렙턴에 있는 세인트위스턴 교회로, 바이킹들이 873/874년에 겨울을 쇠었다고도 알려진 지역이다.[142]
18. ↑  Passio sancti Eadmundi와 Lives of Saints 같은 성인전들과는 대조적으로, 앵글로색슨 연대기는 9세기 사건에 대해 훨씬 덜 인상적이고 덜 상세한 묘사를 전한다. 이 결과로, 후대 중세 역사서들의 저자들은 자신들의 저서에 대해서 이 성인전들에 의존했다. 심지어 오늘날까지도, Lives of Saints는 가장 많이 읽히는 고대 영어 문서 중 하나이고, 과거의 역사가들의 관점들 역시도 성인전들을 통해 형성되었다.[153] 이바르와 웁바의 명성은 12세기의 《브리타니아 열왕사》에서 언급된 유사한 이름을 지닌 Yvor와 Yni의 이유가 되었을 지도 모른다. 이 사료에 따르면, Yvor와 Yni는 브리튼섬에 대한 일련의 해상 침공을 가한 후에도 브리튼섬에서 앵글로색슨인들을 몰아내는 데 실패한 브리튼족과 밀접한 관련이 있었다. 이들의 실패에 대한 결과로, 《브리타니아 열왕사》는 이에 따라 브리튼인들이 웨일스인으로 알려지게 되었다고 밝힌다.[154] Yvor가 고대 노르드어 Ívarr와 일치하는 거처럼 보이는 반면, Yni 형태는 웁바의 이름에 대한 왜곡된 시도일 수 있다.[155] 12세기에 쓰인 《앵글로색슨 연대기》의 "E"판에선 이바르와 웁바는 자신들이 마주친 모든 수도원들을 파괴했다라고 주장하며, 이들이 미즈햄스테드 (피터보로) 수도원을 태워버리고, 대수도원장과 수도사들을 살해했다고 명시했다.[156] 12세기의 휴 칸디우스 (1160년경 사망)의 연대기 역시도 이바르와 웁바가 앵글로색슨 잉글랜드 전역에 있는 교회들의 소멸에 책임이 있다고 언급했고, 이들이 미즈햄스테드의 수도원과 수도사들을 없애버렸다고 명시한다.[157] Passio sancti Eadmundi에 강한 영향을 받은 이 사료에 의하면, 이바르와 웁바가 파괴한 수도원의 일부가 그의 시대까지 버려지고 폐허로 남아있었다고 한다.[158]
19. ↑  방랑하는 바이킹들의 손에 강간당하는 걸 피하기 위해 자해하는 수녀들의 이야기는 콜딩엄에 국하지 않고, 영국 해협 너머 노르망디의 페캉 수도원의 9세기 수녀들에서 기인하기도 했다.[163]
20. ↑  예시로, 13세기 Whitby의 기록 문서 대장은 기사 Reinfrid가 어떻게 "가장 악랄한 해적들인" 이바르와 웁바가 일으킨, "격렬한 파괴 속에 황폐해진" 곳인 "Streoneshalc"에 오게 되었는가에 대한 12세기 기술을 보존하고 있다. 이 대학살의 결과로, 그 기록들은 수도사들과 수녀들의 종교적 업무들이 수 세기간 중단되었고, Reinfrid는 이 파괴를 직접 관찰하고 양심의 가책을 느꼈다고 전한다.[165] 또다른 예시는 12세기의 Chronicon ex chronicis이며, 여기서 이바르와 웁바의 침입이 린디스판의 커스버트 교단의 도피에 대한 책임이 있다고 말한다.[166] 이바르와 웁바는 Liber Eliensis에서 보존되어 있는 일리 수도원에 관한 기술과 역시도 엮여있다. 이 사료가 신뢰할 만하다면, 모든 수녀들을 불태워 죽인, 타오르는 불길 속에 이 종교 시설에 대한 바이킹들의 파괴는 왜 이 과거에 번성한 교회 지역이 10세기 말에 세속적인 지역사회가 되었는지에 대한 이유였을 것이다.[167] 이 기술에 의하면, 수도원의 소멸은 에드먼드가 사망한 때인 이바르와 웁바의 원정이라는 배경에서 발생했다.[168] 이 격렬한 파괴의 이야기는 방랑하는 바이킹의 모습이 Chronicon ex chronicis 같은 사료들에서 차용된[169] 12세기의 Libellus Æthelwoldi,[170] 및 Passio sancti Eadmundi[171]에서 비롯된 것으로 보인다. Passio sancti Eadmundi 기술 역시도 은둔자 Suneman에 관한 기술, 및 14세기의 Chronicon Joannis Bromton에서 언급한 세인츠베넷 수도원의 파괴에 관한 기술에서 이바르와 웁바의 등장에 대한 출처 자료가 된 것으로 보인다.[172] 13세기의 Chronica Johannis de Oxenedes에 따르면, Suneman은 침입해오는 바이킹들에 때문에 순교했다고 한다.[173]
21. ↑  이 사료는 또한 이바르와 웁바를 에드먼드의 순교와도 연관시켰다.[178] 소실된 vita는 16세기의 것으로 보는 기록들로 재구성될 수 있다.[179] 이바르와 웁바는 7세기 앵글로색슨족 성인 힐드에 관한 성인전 문서에서 등장한다. 15세기의 필사본 Cambridge Trinity College 0.9.38 (T)에 보존된 성인전 시에 의하면, 이바르와 웁바의 군사 활동은 타이투스 (Titus)라는 인물이 힐드의 성물을 그가 수도원장이 된 글래스턴베리 수도원로 옮기게 했다.[180] 이 기술은 12세기 문서들인 Gesta pontificum Anglorum과 De antiquitate Glastonie ecclesie의 저자가 제시한 두 상반되는 기록들을 합치기 위한 것으로 보인다.[181] Gesta pontificum Anglorum에선 힐드의 성물을 에드먼드가 직접 글래스턴베리 수도원에 증여했다고 하는 한편,[182] De antiquitate Glastonie ecclesie에서는 힐드의 성물을 이후에 글래스턴베리 대수도원장이 된 티카라는 인물이 글래스턴베리 수도원에 전했다고 한다.[183] 티카는 앵글로색슨 잉글랜드 서부에서 확인된 실제 8세기의 성직자인 티케아(Tyccea)와 동일한 것으로 보인다.[184] 이바르와 웁바의 활동은 14세기에 쓰인 Sanctilogium Angliae, Walliae, Scotiae, et Hiberniae의 일부를 구성했던, 데이라의 왕 오스윈 (651년 사망)에 관한 기술인 De sancto Oswino에 언급되기도 했다.[185] 이 오스윈의 성인전은 Vita tertia sancti Oswini의 기술에서 전래한 것으로 보인다. Vita tertia sancti Oswini에선 이바르와 웁바를 사건들에 포함하지 않지만,[186] 이 자료의 필사본 (British Library Cotton Julius A.x.)은 최소한 한 개의 폴리오가 소실된 9 폴리오와 10 폴리오 사이에 라쿠나 (여백)하나를 포함한다.[187] 사라진 내용이 Chronica majora와, 이바르와 웁바가 타인마우스의 수도원을 파괴하고, 오스윈의 성물을 관리하던 힐드 수녀원의 수녀들을 대학살을 했다고 전하는 Flores historiarum의 웬도버판과 파리판에 보존되고 있다고 의심할 만한 이유가 존재한다.[188] 오스윈에 관한 성인전이 16세기 쓰인 존 릴랜드 (1552년 사망)의 Collectanea에서 제시된 타인마우스 수도원의 화재에 관한 기술의 출처가 되었을 수도 있다.[189] 이 사료가 타인마우스 수도원 파괴를 이바르와 웁바의 탓으로 돌리기는 하지만, 수도원의 수녀들의 운명에 대해선 언급되지 않았다.[190] 이바르와 웁바는 사실성이 불명확한 9세기의 성인인[191] 프레문드의 순교에 관한 전설에서도 등장한다.[192] 프레문드에 관한 기록은 어떠한 앵글로색슨 역사 자료에선 발견되지 않았고, 후대의 성인전들에서 남겨져 있다.[193] 이 전설에 관한 가장 이른 시기 자료는 13세기의 필사본 Dublin Trinity College 172 (B 2 7)이고,[194] 이 전설에 대해 가장 유명한 판은 15세기의 Lives of Saints Edmund and Fremund에서 등장한 것이다.[195] 프레문드의 vitae에 관한 모든 판들은 유사한 이야기를 전한다.[196] 이 사료들에 의하면, 이바르와 웁바는 앵글로색슨 잉글랜드를 침입해 에드먼드를 살해했으며, 그후에 프레문드가 바이킹들을 상대로 한 복수전에서 기적적인 승리를 이끌었으나, 나중에 배반으로 죽임을 당하고 만다.[192] 이바르와 웁바는 섹스부르가 (674?년 사망)의 전설에 등장하기도 했다. 구체적으로 말하자면, 12세기의 Vita beate Sexburge regine에 의하면, 이 7세기의 이스트앵글리아 성인은 이바르와 웁바의 침입을 통하여 사실이 증명된, 미래의 고난들에 관한 예감이 있었다고 한다.[197]
22. ↑  이 독특한 주화의 화폐 주조자는 주화의 뒷면에 이름이 새겨지 있는, 흘로도비쿠스(Hlodovicus)라는 자로, 그의 이름은 그가 프랑크인이었다는 증거가 될 수 있다.[201] 이른바 에드먼드 추모 주화라 불리는, 에드먼드의 이름이 새겨진 주화들은 에드먼드를 향한 종교적 숭배의 가장 이른 시기의 증거이다.[202] 이 숭배가 후대의 앵글로스칸디나비아인들이 이스트앵글리아에서 권위를 되찾기 위하려는 방법으로서,[203] 자신들의 선대 바이킹들의 손에 죽음을 맞이한 에드먼드의 죽음을 참회하는 방법으로서 추진되었다고 생각할 만한 이유가 존재한다.[204] 이 숭배가 본래는 잔존한 이스트앵글리아의 귀족계층들이 앵글로스칸디나비아 군주권에 대항하려는 시도로서 촉진되었을 가능성 및,[205] 그 이후에 앵글로스칸디나비아 정권이 이 숭배를 받아들이고 이를 이용했을 가능성도 존재한다.[206] 앞에 언급했던 것과 달리, 이 숭배는 에드먼드의 죽음보다는 그의 왕족 신분에 좀더 초점이 맞춰졌고, 후대에 반앵글로스칸디나비아적 의미만을 내포하고 있다고도 할 수 있다.[202] 어찌됐든, 추모 주화는 앵글로스칸디나비아 정권의 비호하에서 주조되었던 것으로 보이고,[207] 그의 숭배는 중세 시대 말에 스칸디나비아로 분명하게 전파되었다.[208]
23. ↑  이바르가 이후에 아일랜드와 브리튼섬 북부에서 활동한 바이킹 왕인 이마르 (873년 사망)와 동일하다고 생각할 만한 이유가 존재하는 한편,[217] 이 동일시에 대한 증명은 불확실하다.[218] 그럼에도, 만일 이바르가 사실 이마르와 동일하고, 앵글로색슨 잉글랜드에서 이교도 대군세의 정착이 이뤄지기 전에 아일랜드해 지역에서 바이킹들의 정착을 이끌었다면, 그와 할프단이 데인족들로 확인된 군대를 이끌었고, 웁바는 프리슬란트족인들로 확인된 군대를 이끌었다는 것이 가능하다.[219] 웁바가 860년대와 870년대 유럽 대륙에서 확인된 바이킹인 로둘푸스 (878년사망)와 동일 인물이라는 것도 가능하다. 로둘푸스는 873년에 우스테르고라는 곳을 공격하다 전사했다고 기록되었다.[220]
24. ↑  Many of the earliest Vikings attested by the 앵글로색슨 연대기에서 확인된, 많은 이른 시기의 바이킹들은 기록된 전투에서 패하거나 전사한 자들이다.[223] 이런 경우는 아일랜드 사료들에서 특히 그렇다. 그 대표적인 예가 15세기에서 16세기에 쓰인 《얼스터 연대기》로, 850년대에 최초의 살아있는 바이킹을 언급한 스타인 (Steinn, 존명기 852년), 이전에는,[224] 830년대와 840년대 삭솔프르 (Saxólfr, 837년 사망),[225] 토르기슬 (845년 사망),[226] 하콘 (Hákon, 847년 사망),[227], 토리르 (848년 사망),[228] 등의 죽음을 언급했다.
25. ↑  구체적으로 말하면, 존 오브리 (1697년 사망)가 "Hubbaslow", "Hubba's Low" 등으로 불렀으며, "훕바가 묻혔다고 말해지는 곳"이라 언급했다.[230]
26. ↑  이 정착한 지역은 더비, 레스터, 링컨, 노팅엄, 스탬퍼드.[237] 등 다섯 버러로 알려졌다.[238]
27. ↑  빌은 옛 행정 단위로, 오늘날의 패리시 (영국의 소규모 행정교구)와 대략적으로 일치한다.[241] 치프넘은 이 시기 동안 중요했던 지역으로 보이며, 웨스트 색슨족 군주의 소재지였음이 틀림없다.[242]
28. ↑  《앵글로색슨 연대기》의 "B"와 "C" 판은 이 전투를 어느 특정 장소라 지정하지 않았다.[246]
29. ↑  다른 장소들도 제시되었다. 이런 곳 중 한 곳이 인근의 로마의 소규모 요새 지역인 Old Burrow이다 (grid reference SS 7874 4928).[248] 또다른 추정 장소는 베퍼드와 그레이트토링턴 인근 캐슬힐이다.[249] 그외는 켄위드캐슬 (Kenwith Castle),
[250]과 콩그레스버리이다.[251] 17세기 데번의 지지학자 토머스 웨스트코트 (fl. 1624–1636)는 "그리스의 도시들이 호메로스의 출생지라 주장한 거처럼, 이 지역의 많은 곳들이 이 승리의 영예를 주장한다"라며 촌평했다. 웨스트코트 본인은 그 전투를 인근 애플도어에 연결지었고, 그는 그곳에 "Whibbestow"라 불리는 돌무지가 침식해오는 바다에 소실되기 전까지 거기에 있었다고 주장했었다.[252] 웨스트코트와 가까운 시대의 인물인, 트리스트럼 리즈던 (1640년 사망) 역시도 애플도어 인근 지역으로 지목했고, 데인족들이 "Hubba stone"이라 불리는 고분의 물가에 웁바를 묻었다고 언급하였다. 리즈던에 의하면, 고분의 바윗돌이 그가 지필하던 시점에 쓸려나가 버렸지만, 그곳의 명칭 형태는 애플도어 인근에 노섬의 패리시 "Wibblestone"으로서 남아있다고 한다.[253] 18세기 쯤에는, 웁바의 매장지가 바이드퍼드 인근이고, 그 무덤을 표시하는 커다란 돌 때문에 "Hubblestone" 및 "Hubble's Stone"이라 불렸다고 주장되었다.[254] 그 지역은 19세기에 들어서 "Whibblestone"이라 불리게 되었다.[255]
30. ↑  그럼에도, 더베드에 대한 공격, 키뉘트 요새에 대한 실제 포위는 《앵글로색슨 연대기》에서 언급되지 않았다.[259]
31. ↑  Vita Alfredi는 전사한 지휘관을 이바르와 할프단의 형제라고 단순히 식별했다.[261]
32. ↑  Estoire des Engleis는 다른 한편 현재는 존재하지 않는 《앵글로색슨 연대기》의 초기 판에서 부분적으로 유래한 것으로 알려졌다.[264] 그렇지만 이 사료는 이 승리를 앨프리드 대왕의 덕으로 돌린다.[265]
33. ↑  Estoire des Engleis는 웁바의 매장지를 지정한 유일한 사료이다.[269] 13세기의 Ragnars saga loðbrókar는 이바르 역시도 고분에 묻혔다고 전한다. 이 사료에 따르면, 노르웨이 왕 하랄 시구르드손 (1066년 사망)이 그 봉분 근처에서 잉글랜드군에 패했고, 노르망디 공작 기욤 2세 (1087년 사망)가 이곳에 도착했을 때 그는 그 봉분을 파괴하라 했고 그러고나서 잉글랜드인들을 정복했다고 한다.[270] 이바르의 고분에 관한 유사한 이야기가 13세기의 Hemings þáttr에서 등장한다.[271] 이바르의 매장지에 관한 이야기는 《브리타니아 열왕사》에서 등장한 것과 비슷하며, 결과적으로 그 이야기는 보티건의 아들인 브리튼인 보티머가 색슨인들의 침입을 맑기 위해 브리튼섬 해안을 따라있는 제방에 묻히는 것을 어떻게 요청했는지를 상술하고 있는, 《브리튼인의 역사》에서 제시된 이야기에서 전래한 것으로 보인다.[272] 12세기에서 13세기의 Cambridge Pembroke College 82에서 보존된 일련의 문서들인 Distich on the Sons of Lothebrok에 따르면, 웁바가 요크셔의 Ubbelaw에서 전사했다고 한다. 이 자료는 웁바의 형제인 뵤른 (Beorn)가 셰피에 있는 교회를 파괴하고, 수녀들을 욕보이기도 했지만, 로체스터 인근 프린즈버리에서 산채로 땅에 집어 삼켜지는, 거룩한 응징 속에 사망했다고 상세히 전한다.[273] 유사한 한 이야기가 13세기 British Library Arundel 69에서 역시도 등장한다.[274] Liber monasterii de Hyda에 의하면, 웁바는 같은 방식으로 삶의 최후를 맞이했다고 한다.[275] 한 가지 가능성은 이 판의 사건들이 Estoire des Engleis에서 등장한 봉분의 이야기와 관련되었다는 것이다.[276] 웁바가 Annales Lindisfarnenses et Dunelmenses와 Historia de sancto Cuthberto 등의 사료들에서 프리슬란트와 프리슬란트인들과 특히 연관되는 한편, 뵤른은 11세기의 Gesta Normannorum ducum에서 특히 프리슬란트와 연관지어졌는데, 해당 사료에 의하면 그(Bier Costae ferreae)는 프리슬란트에 가 그곳에서 사망했다고 한다.[277] 후대의 Chronicon Joannis Bromton는 웁바, 이바르, 뵤른 (Bruern Bocard)에 관한 혼란스러운 기술을 남겼다. 이 사료는 웁바의 죽음을 치프넘 전투에서 앵글로색슨족의 승리와 연관시키려는 것처럼 보이지만, 살아남은 데인족이 전사한 자들 중에 웁바의 시신을 발견하게 되었고, 그 시신을 데번의 "Hubbelow"이라 불리는 고분에 묻었다고 전했다.[278] 웁바를 그 동일한 전투, 및 그의 이름을 딴 무덤을 관련시키는 유사한 설명이 14세기의 Eulogium historiarum sive temporis에서도 전해진다.[279] 웁바의 죽음에 관한 다른 믿기 어려운 묘사가 Liber Eliensis에서 등장하는데, 여기선 웁바가 애시다운 전투에서 전사한 바이킹 지도자들 중에 한 명이라고 전한다.[280]
34. ↑  《앵글로색슨 연대기》의 "D"판과 "E"판은 바이킹 배들의 수를 언급하지 않았다.[286] "B"판과 "C"판은 바이킹들이 860여명의 전사자가 발생했다고 전한다.[287] 이 숫자 차이는 로마 숫자로 제시될 때 ".dccc. + .xl." (840)이 ".dccc. + .lx." (860)과 비슷하는등, 단위들의 유사성으로 설명될 수 있다.[288] 《앵글로색슨 연대기》의 모든 판들은 800명의 "그와 함께 있는 자들" 및 40명 (혹은 60명)의 "그의 병사들"이 전사했다고 전하는등, 바이킹의 사상자들을 복잡한 방식으로 나열한다.[289] 이 내용에서 "군대"를 뜻한다고 보통 받아들여지는 고대 영어 단어 heres는 개인 수행단을 뜻하는 단어 hīredes의 오기일 수도 있다.[290] 이 사료들에서 40과 60이라는 수치는 웁바의 개인 수행단을 나타내는 것일 수 있다.[291] 《앵글로색슨 연대기》는 이때의 바이킹 병력에 대한 묘사에 micel ("거대한, 커다란")이라는 용어를 사용하지 않았다.[292] Vita Alfredi는 바이킹 사망자가 1,200명이라 했다.[293] Chronicon Æthelweardi는 전사자를 800명 및 30척으로 이뤄진 함대라 했다. 이 자료는 전사한 바이킹 지휘관을 할프단이라 명확하게 명시하고, 그를 이바르의 형제라 묘사하는 한편, 다른 기록물들과는 달리, 바이킹들이 이 소란의 승자라고 하였다.[294] 부분적으로 《앵글로색슨 연대기》에서 전래된, 12세기의 Historia Anglorum은 바이킹 지휘관의 이름을 대지는 않지만, 할프단의 형제라 묘사했다.[295] Historia regum Anglorum은 누구의 형제라고 언급하지 않고, 단순히 데번에서 싸우다 죽은 이가 이바르와 할프단이라고 전한다.[296]
35. ↑  877년에 허바이드의 정치적 지지에 대해선 알려진 것이 없으나, 그는 885년경에는 분명히 앨프리드의 동맹이었다.[299] Historia de sancto Cuthberto에서 전해진 사건들의 경우엔, 노섬브리아 왕국의 멸망 및 잉글랜드 남부와 북부 지역의 황폐화 이후, 웁바와 할프단의 병력이 세 개로 나뉘었다고 한다. 그중 하나는 요크에 정착하여 지역을 재건하는 한편, 다른 하나는 머시아에 자리 잡았다. 나머지 다른 하나는 사우스 색슨족을 상대로 군사 활동에 돌입했고, 앨프리드를 "몹시도 가난한" 글래스턴베리의 습지대로 피난을 가게 했다고 전해진다.[300]
36. ↑  캔터베리 대주교 오다 (958년 사망)의 아버지는 Vita Oswaldi.[305]에서 증명되듯이, 웁바와 이바르의 병력과 함께 앵글로색슨 잉글랜드에 정착한 바이킹이었다.[306]
37. ↑  이 세밀화에서 데인족들에 대한 묘사는 이 필사본의 어느 곳에서나 있는 에드먼드의 묘사와 대조되는데, 이 필사본에서 그는 위엄있는 활동을 하는 모습으로 나타난다.[309]
38. ↑  Annals of St Neots에서 등장한 우바와 이바르의 관계가 Passio sancti Eadmundi에서 전래되었을 수 있다.[315] 큰까마귀깃발 탈취는 《앵글로색슨 연대기》의 "B", "C", "D", "E"판에서 언급되었다.[316] "A"판[317]과 "F" 판,[318]이나 Vita Alfredi[319]과 Chronicon Æthelweardi에서는 언급되지 않았다.[320] 이에 따라, 큰까마귀 깃발에 대한 기록들이 실제 있었던 일을 나타내는 것인지는 확실치 않다.[321] Annals of St Neots의 저자가 이 세부사항들을 전한 원문 사료는 알려져 있지 않다.[322] 이 깃발의 이야기가 《앵글로색슨 연대기》의 "B", "C", "D", "E"에서 전래됐을 가능성이 있는 한편, 《앵글로색슨 연대기》의 초기 판에는 왜 등장하지 않았는가는 알려져 있지 않다.[323] 10세기의 《앵글로색슨 연대기》 "B"판에서 보존된 큰까마귀 깃발의 소개가 앵글로색슨 잉글랜드 내 "전쟁 깃발"(gúþfana)에 대한 가장 초기의 증거물이다. 그럼에도, 이 《앵글로색슨 연대기》 판은 이 사건에서 최소 한 세기 뒤의 것으로, 그 깃발의 분류를 gúþfana라고 하는 것은 시대에 맞지 않다는 걸 의미할 수 있다.[324] 이 기재는 큰까마귀 깃발에 관한 가장 이른 기록이기도 하다.[325] 잉글랜드의 왕 크누트 스베인손 (1035년 사망), 노섬브리아 백작 수어드 (1055년 사망), 오크니 백작 시구르드 흘로드비손 (1014년 사망) 등과 관련된 큰까마귀 깃발의 모티프는 라그나르 로드브로크 및 그의 가족이라 주장된 이들의 전설에 관한 전승에서 전래되었을 가능성이 있다.[326]
39. ↑  라그나르 (Ragnarr) 및 로드브로크 (Loðbrók)라는 이름의 형태들은 스칸디나비아 사료들에서 이 인물에게만 함께 사용되었고,[330] 12세기의 이슬렌딩가보크에서 처음 사용되었다.[331] 이에 따라, 12세기 이전에 라그나르 로드브로크 (Ragnarr loðbrók)라는 이름을 지닌 인물에 대한 증거는 존재하지 않는다.[332] 이 문헌상 인물에 대한 가능한 역사적 원형은 845년에 파리를 약탈했다고 기록된 바이킹 지휘관인 레긴헤리이다.[333] 잉글랜드 사료에서 로드브로크라는 명칭 형태에 관한 가장 이른 기록[334]이자 웁바와 이바르를 이 인물의 아들들이라고 한 최초의 사료는 Annals of St Neots에서 전해진 큰까마귀 깃발에 관한 기술이다.[335] 로드브로크라는 명칭의 형태들은 Gesta Normannorum ducum[336]과 《함부르크 주교들의 사적》 등의 11세기 문서들에서 처음 확인된다.[337] Gesta Normannorum ducum에서 로드브로크 (Lotbrocus)라는 이름의 왕을 뵤른 (Bier Costae ferreae)이라는 이름의 바이킹의 아버지로 언급하는 반면,[338] 《함부르크 주교들의 사적》에서는 로드브로크 (Lodparchus)라는 인물을 이바르라는 이름의 바이킹의 아버지라 언급한다.[339] 라그나르 로드브로크라는 인물이 로드브로카 (Loðbróka)라는 여성에서 부분적으로 전래되었다고 생각할 만한 이유가 존재하기도 한다.[340]
40. ↑  이 문서에 따르면, 어느 시점에 웁바는 헤스베르누스의 요청에 라그나르 로드브로크를 상대로 반란을 일으켰고, 그뒤에 라그나르 로드브로크는 헤스베르누스를 처형하고, 반란을 진압했으며, 웁바와 화해했다고 한다.[347] 할프단은 어떤 스칸디나비아의 사료에서도 라그나르 로드브로크의 아들이라 여겨지지 않았다.[348] 웁바, 이바르, 로드브로크가 혈육 관계라는 걸 주장한 최초의 스칸디나비아 사료는, is the 12세기의 Chronicon Roskildense이다.[349] 이 사료는 로드브로크와 그의 아들을 언급한, 가장 이른 시기의 덴마크 사료이기도 하다.[350] Sǫgubrot af nokkrum fornkonungum에 의하면, Ubbi fríski가 Raðbarðr hnefi라고도 알려진, Rǫgnvaldr hái를 Brávellir에서 살해했다고 한다.[351] 여기서 살해당한 인물은 《데인인의 사적》에서 확인된, Rǫgnvaldr (Regnaldus)와 유사하며, 이 인물은 Raðbarðr (Rathbartus)의 조카 혹은 손자라고 묘사되었다.[352] 고대 노르드어 hnefi은 "최초의"를 뜻하거나 보드게임의 말을 가리키는 것일 수 있다.[353] 한편, 《데인인의 사적》의 저자가 이 형용사를 "조카" 혹은 "손자"를 뜻하는 라틴어 nepos로 바꿨을 수도 있다.[354] 다른 한편으로는, Sǫgubrot af nokkrum fornkonungum에서 등장한 이 형용사가 nepos의 단순히 변형이었을 수도 있다.[335] 어찌됐든, 《데인인의 사적》은 또한 라그나르 로드브로크의 아들들을 Rǫgnvaldr (Regnaldus)와 Raðbarðr (Rathbartus)라는 이름으로 일치시켰다.[355]
41. ↑  일부 경우에, 고대 노르드어 인명 Ingvarr[335]와 Yngvarr는 이바르(Ívarr)를 나타낸다.[361] Hústó가 Hubbo의 오타자이고, 이에 따라 라틴어 사료에서 생겼을 수도 있다.[335] Chronicon Roskildense는 로드브로크를 동일한 두 개의 이름을 지닌 아들들과 일치시키기 때문에, 《라그나르의 아들들의 사트르》의 문제와 유사한 문제를 겪은 것으로 보인다.[362] 이는 suggests that 《라그나르의 아들들의 사트르》가 Chronicon Roskildense,[363]에서 부분적으로 전래되었을 수도 있거나 아니면 두 사료 에드먼드의 전설에 관련한 잉글랜드의 사료에서 영향을 받았을 수 있다.[364] 13세기의 Annales Lundenses도 마찬가지로 로드브로크를 이 이름들을 지닌 아들들과 일치시킨다.[365] 《라그나르의 아들들의 사트르》에서 Yngvarr 및 Hústó로 부여된 이 서출들은 이들이 신성한 에드먼드에게 가한 잔혹한 행동을 설명하는 걸 돕기 위한 장치였을 수도 있다.[361]
42. ↑  Lives of Saints Edmund and Fremund는 3천여 개의 행이 넘는 시로 구성되어 있으며, 에드먼드의 전설을 가장 공들여 설명한다.[366] 여기서 이바르와 웁바의 침입을 에드먼드에 대한 질투심에서 유발된 행동이자, 자신들의 아버지를 살해한 그에 대한 복수를 하겠다는 그릇된 욕구로서 표현한다.[367] Liber de infantia sancti Eadmundi가 이들의 조롱하는 아버지(로드브로크)를 에드먼드에 대한 대조인물로서 표현하는 반면, Lives of Saints Edmund and Fremund에선 로드브로크를 고결한 이교도로 표현하며, 그는 약탈자들인 자신의 아들들을 경멸하고 에드먼드의 관대함과 고결함에 경의를 표한다.[368]
43. ↑  유사한 설명이 12세기의 La vie seint Edmund le rei에서도 등장하며, 여기선 로드브로크 (Lothebrok)의 비꼼 및, 그의 of his 질투심 넘치는 아들들인 이바르, 웁바, 뵤른 (Bern) 등의 같은 내용이 제시된다.[373] La vie seint Edmund le rei는 is probably derived 아마 Passio sancti Eadmundi, Liber de infantia sancti Eadmundi, Estoire des Engleis,[374] 12세기의 Roman de Brut에서 전래된 것으로 보인다.[375] La vie seint Edmund le rei는 프랑스어로 된 에드먼드의 전설에 관한 최초의 장편 문서이다.[376] 이바르와 웁바, 그리고 에드먼드의 전설에서 이들의 일부를 언급한 다른 프랑스어 사료는 13세기의 Passiun de Seint Edmund로,[377] Passio sancti Eadmundi에서 주로 전래되었다.[378] Passiun de Seint Edmund 역시도 오즈월드 (7세기의 노섬브리아의 왕]]의 순교가 웁바와 이바르 때문이라고 언급하기도 한다.[379]
44. ↑  Liber de infantia sancti Eadmundi가 Gesta Normannorum ducum에서 로드브로크와 뵤른에 대한 정보를 취한 것일 수 있지만, Gesta Normannorum ducum은 웁바와 이바르를 로드브로크의 다른 아들들이라 식별하는 사료는 될 수 없다.[380] Liber de infantia sancti Eadmundi에 의하면, 웁바는 적들에게 수적 우위에 있을 때 전투에서 승리할 수 있는 사악한 힘을 지녔다고 한다.[381] 기이한 힘들이 La vie seint Edmund le rei에서 웁바의 것이라고 등장하기도 했다.[382] 유사한 주지가 Ragnars saga loðbrókar에서 제시되기도 했으나, 이 사료는 대신에 마법적인 능력을 이바르에게 돌렸다.[383] Historia Anglorum은 뛰어난 교활함을 이바르에게 그리고 엄청난 대담함을 웁바에게 부여했다.[384] Passio sancti Eadmundi는 앵글로색슨 잉글랜드에 대한 운명적인 침입 이전 어느 시점에, 에드먼드의 강렬함과 군사적 기량들에 대한 소문들이 이바르에게 도달했다고 전한다. 이 단락이 에드먼드의 업적들에 관한 평가를 경멸한 로드브로크의 아들들에 대한 후대 이야기들의 기원이었을 수 있다.[385] 어찌됐든, 라그나르 로드브로크의 가문을 에드먼드의 순교와 분명하게 연관시키는 가장 이른 시기 자료는 Íslendingabók로, 에드먼드의 죽음을 라그나르 로드브로크의 아들인 이바르의 탓이라 한다.[386] 이 주장의 대한 출처는 알려져 있지 않다. 이바르를 라그나르 로드브로크와 비슷해 보이는 누군가의 아들이라고 판단한 가장 이른 시기 사료는 《함부르크 주교들의 사적》이다.[387]
45. ↑  이 추측이 지역 전승으로 발전하는데 수 년이 지나, 19세기 말에 이 명각이 세워졌다. 이 명각은 "멈추어라 이방인이여 멈추어라/이 지점 가까운 곳에/알프레드 대왕에게/피흘리며 퇴각하다 전사한/데인족의 왕 Hubba가 잠들어 있다"라고 적혀있다.[389] 2009년에, 이 웁바에 관한 전승을 기념하여 애플도어에 기념석이 세워지기도 했다.[390]펨브로크셔에 허버스톤이러는 마을은 웁바의 이름에서 이름 지어지고, 밀퍼드헤이븐 인근에서 월동을 했다는 곳이 그곳이라는, 이따금 낭만적으로 표현되었다. 이 주장에 대한 증거는 없다.[391] 웁바의 이름은 스칸디나비아에서 기원한 것보다는, 게르만조어 인명 후베르트에서 전래된 것이다.[392] 앞에 언급한 마을의 명칭은 is first recorded in the 13세기에는 "후베르트의 농장",[393] "후베르트의 장원",[394], "후베르트의 tūn".[395]을 의미하는 Hobertiston[393] 및 Villa Huberti,[396]이라 처음 기록되었다. 이 마을은 17세기 초 이후에서야 허버스톤이라는 이름으로 알려졌다.[397] 이 마을의 시조는 12세기 잉글랜드의 왕 헨리 1세 (1135년 사망)의 파이프 롤에서 확인된 펨브로크셔의 인물인 Hubertus와 동일할 수 있다.[398]
46. ↑  이 13세기의 서적들은 라그나르 로드브로크의 죽음과 관련한 전설을 에드먼드의 전설과 연관시킨 가장 이른 시기의 기록물들이다.[403] 유사하지만, 훨씬 후대의 이야기인, Historia monasterii sancti Augustini Cantuariensis에선 에드먼드를 이바르와 웁바의 아버지인 곰을 살해한 자라고 언급한다.[404] 웬도버 판의 기술은 Vita et passio cum miraculis sancti Edmundi에 나타나 있고, 14세기의 Oxford Bodleian Library Bodley 240에서 보존되고 있다. Vita et passio cum miraculis sancti Edmundi는 에드먼드 왕이 바이킹들에 맞서 무장을 했다고 전하는 에드먼드의 전설에 대한 가장 이른 시기의 성인전 사료이다.[405]
47. ↑  이 판의 사건들에 의하면, 앨라는 오스버트가 뵤른의 동족들에게 왕위에서 내쫓긴 후 왕이 된 하급 기사이다.[406] Chronicon Joannis Bromton과 Eulogium historiarum sive temporis에서 전해진 유사한 이야기가 전해졌으며, 이바르와 웁바가 오스버트를 무너트리려는 뵤른을 위해 바다를 건너 온 데인족들을 지휘했다고 나타냈다.[407] 중세의 Prose Brut는 유사한 내용을 전하는 또다른 사료이다.[408] 익명의 인물이 쓴 Narratio de uxore Aernulfi ab Ella rege Deirorum violata에서 서술된 이 사건에선, 오스버트는 언급되지 않고, 이바르와 웁바의 침입 동안에 강간을 저지른 인물은 앨라이다.[409]
48. ↑  예를 들어 Ragnars saga loðbrókar에 의하면, 라그나르는 결국엔 자신의 아들들인 이바르, 시구르드 오름 이 아우가, 뵤른 야른시다, 흐비트세르크에게 살해당한 앨라에게 살해당했다.[411] 이바르와 뵤른은 에드먼드의 순교에 관한 전설에서, 뵤른의 경우에서처럼 여러 모습으로서 언급되는 인물인 반면에, 다른 사료들에서는 시구르드와 흐비트세르크를 전설과 연관시키지 않았다.[346]
49. ↑  유사하게, 스칸디나비아 사료들에서 제시된, 노섬브리아에 집중된 라그나르 로드보르크의 전설에 관한 문서들은 이스트앵글리아에서 노섬브리아로 국왕살해자의 이야기를 재배치하고, 성스러운 에드먼드를 비천한 앨라로 대체함으로써 역사의 눈속임이라는 방식에서 기원했을 수 있다.[416] 웁바는 13세기 혹은 14세기의 중세 영어 문학 Havelok the Dane에서 나오는 우베 (Ubbe)라는 인물의 원형이 되었을 것으로 보인다.[417] 이 내용에서, 웁바는 뵤른과 상관관계가 있어 보이는 (Bernard Brun)라는 인물과 밀접한 관련이 있다. 웁바와 뵤른 둘다 충성스럽고 고귀한 데인족들이라 묘사되며,[418] 이들과 다른 등장인물들이 잉글랜드인의 정체성에 앵글로스칸디나비아의 기여점을 찾으려는 이야기에 역사성이라는 장식을 더하기 위해 사용되었다고 생각할 만한 이유들이 존재한다.[419] 다른 한편 웁바는 에드먼드의 순교에 대한 가해자 중 한 명으로 널리 주장되었기에, 지속되는 반덴마크적 정서에 대해 회의를 일으키려는 방식으로서 이 이야기에 삽입되었을 수도 있다.[420] 라그나르 로드보르크의 전설처럼, 개인적 복수라는 동기는 복수가 덴마크인들의 잉글랜드 침략을 정당화하는 데 사용된 가운데, Havelok의 이야기에서 중요한 역할을 했다.[421]
50. ↑  이 삽화는 키뉘트 요새에서 탈취한 큰까마귀 깃발을 받는 앨프리드를 묘사한다. 이 장면은 폴 드 라팽 (1725년 사망)의 History of England에서 아마 유래했을 것이며, 해당 책에선 portrays 이 전투와 웁바의 죽음을 바이킹들에 맞선 앨프리드의 싸움에 결정적인 전환점이라 표현했다.[424] 큰까마귀 깃발은 조지 버튜 (1756년 사망)가 제작한 앨프리드의 판화에서 차용한 것으로 보인다.[425] 큰까마귀 깃발이 앨프리드 예술과 연관지어진 것은 버튜의 판화 발행 이후였다.[426] 이에 대한 예시로, 1752년의 New Universal Magazine을 위해 B. Cole이라는 인물이 제작한 앨프리드 왕의 판화가 등장했고, 1760년대는 새뮤얼 웨일 (1786년 사망)이 만든 판화가 등장했다. 새뮤얼 웨일의 판화 묘사는 1764–1769년 기간 New History of England에서 존 해밀턴 모티머 (1779년 사망)가, 1771–1772년 기간 New and Universal History of England에서 William Henry Mountague라는 인물이 발행했으며, 1773년의 A New and Complete History of England에서 Temple Sydney가, 1777–1779년의 A New and Authentic History of England에서 William Augustus Russel가 가 재사용했다.[427]
51. ↑  이 연극은 The Magick Banner; or, Two Wives in a House로서 처음 공개되었고, 이후 Alfred; or The Magic Banner로서 1798년에 출판되었다.[433]

## 인용

### 1차 자료
- 《Alfred: A Masque》. London: A. Millar. 1740  – Text Creation Partnership 경유.
- 《Alfred: A Masque》. London: A. Millar. 1751. OL 7198057M.
- 《Alfred of Wessex》. Battle, SXE: Francis William Ticehurst. 1852.
- Anderson, AO, 편집. (1908). 《Scottish Annals From English Chroniclers, A.D. 500 to 1286》. London: David Nutt. OL 7115802M.
- Anderson, AO, 편집. (1922). 《Early Sources of Scottish History, A.D. 500 to 1286》 1. London: Oliver and Boyd. OL 14712679M.
- Arnold, T, 편집. (1879). 《Henrici Archidiaconi Huntendunensis Historia Anglorum. The History of the English》. Rerum Britannicarum Medii Ævi Scriptores. London: Longman & Co. OL 16622993M.
- Arnold, T, 편집. (1882). 《Symeonis Monachi Opera Omnia》. Rerum Britannicarum Medii Ævi Scriptores 1. London: Longmans & Co.
- Arnold, T, 편집. (1885). 《Symeonis Monachi Opera Omnia》. Rerum Britannicarum Medii Ævi Scriptores 2. London: Longmans & Co].
- Arnold, T, 편집. (1890). 《Memorials of St. Edmund's Abbey》. Rerum Britannicarum Medii Ævi Scriptores 1. London: Her Majesty's Stationery Office.
- Arnold, T, 편집. (1892). 《Memorials of St. Edmund's Abbey》. Rerum Britannicarum Medii Ævi Scriptores 2. London: Her Majesty's Stationery Office. OL 24777263M.
- Atkinson, JC, 편집. (1879). 《Cartularium Abbathiæ de Whiteby》. Publications of the Surtees Society. Durham: Andrews & Co. OL 24871480M.
- Baker, AT (1911). “An Anglo-French Life of St Osith”. 《Modern Language Review》 6 (4): 476–502. doi:10.2307/3713283. eISSN 2222-4319. ISSN 0026-7937. JSTOR 3713283. OL 7133825M.
- Barker, EE (1967). “The Anglo-Saxon Chronicle Used by Æthelweard”. 《Historical Research》 40 (101): 74–91. doi:10.1111/j.1468-2281.1967.tb02137.x. eISSN 1468-2281.
- Blake, EO, 편집. (1962). 《Liber Eliensis》. London: Royal Historical Society.
- Brie, FWD, 편집. (1906–1908). 《The Brut, or The Chronicles of England》. Soho: Kegan Paul, Trench, Trübner & Co.
- Cook, AS, 편집. (1906). 《Asser's Life of King Alfred》. Boston, MA: Ginn & Company. OL 7115306M.
- Conybeare, E (1900). 《Alfred in the Chroniclers》. London: Elliot Stock. OL 24873464M.
- Conybeare, E, 편집. (1914). 《Alfred in the Chroniclers》 2판. Cambridge: W. Heffer and Sons. OL 7060253M.
- Cornwell, B (2005). 《The Last Kingdom》 (EPUB). The Saxon Chronicles. London: Harper Collins Publishers.
- Cottle, J (1800). 《Alfred, an Epic Poem in Twenty-Four Books》. London: Longman and Rees. hdl:2027/mdp.39015073245030.
- Coxe, HE, 편집. (1841). 《Rogeri de Wendover Chronica, sive Flores Historiarum》. Bohn's Antiquarian Library 1. London: English Historical Society. OL 24871700M.
- Davidson, HE; Fisher, P, 편집. (1999) [1979]. 《The History of the Danes: Books I–IX》. Cambridge: D.S. Brewer. ISBN 0-85991-509-3.
- de Certain, E, 편집. (1858). 《Les Miracles de Saint Benoit Écrits par Adrevald, Aimoin, André, Raoul Tortaire et Hugues de Sainte Marie, Moines de Fleury》. Paris: Jules Renouard.
- De Simon, B, 편집. (1909). “Annales Xantenses et Annales Vedastini”. 《Scriptores Rerum Germanicarum in Usum Scholarum Ex Monumentis Germaniae Historicus Recusi》. Monumenta Germaniae Historica: Scriptores Rerum Germanicarum in Usum Scholarum Separatim Editi (Hanover: Hahn). ISSN 0343-0820.[깨진 링크(과거 내용 찾기)]
- Dumville, D; Lapidge, M, 편집. (1985). 《The Anglo-Saxon Chronicle: A Collaborative Edition》 17. Cambridge: D.S. Brewer. ISBN 978-0-85991-117-7.
- Edwards, E, 편집. (1866). 《Liber Monasterii de Hyda: Comprising a Chronicle of the Affairs of England, From the Settlement of the Saxons to the Reign of King Cnut, and a Chartulary of the Abbey of Hyde, in Hampshire, A.D. 455–1023》. Rerum Britannicarum Medii Ævi Scriptores. London: Longmans, Green, Reader, and Dyer.
- Ellis, H, 편집. (1859). 《Chronica Johannis de Oxenedes》. Rerum Britannicarum Medii Ævi Scriptores. London: Longman, Brown, Green, Longmans, & Roberts. OL 6263137M.
- Elton, O; Powell, FY; Anderson, RB; Buel, JW, 편집. (n.d.). 《The Nine Books of the Danish History of Saxo Grammaticus》 2. London: Norrœna Society.
- Faulkes, A, 편집. (2016). 《Hemings þáttr》 (PDF). Dundee: Thorisdal.
- Forester, T, 편집. (1854). 《The Chronicle of Florence of Worcester, with the Two Continuations: Comprising Annals of English History, From the Departure of the Romans to the Reign of Edward I》. Bohn's Antiquarian Library. London: Henry G. Bohn. OL 24871176M.
- Gale, T, 편집. (1691). 《Historiae Britannicae, Saxonicae, Anglo-Danicae, Scriptores XV》. Oxford: Sheldonian Theatre. OCLC 644062196. 2022년 7월 5일에 원본 문서에서 보존된 문서. 2020년 11월 2일에 확인함.
- Fairweather, J, 편집. (2005). 《Liber Eliensis: A History of the Isle of Ely》. Woodbridge: The Boydell Press. ISBN 1-84383-015-9.
- 《Gallia Christiana》 11. Westmead, Farnborough, HAM: Gregg International Publishers. 1970 [1759]. hdl:2027/ien.35556001646462. ISBN 0-576-78893-7.
- Giles, JA, 편집. (1849). 《Roger of Wendover's Flowers of History》. Bohn's Antiquarian Library 1. London: Henry G. Bohn.
- Giles, JA, 편집. (1903). 《Bede's Ecclesiastical History of England and Also the Anglo-Saxon Chronicle》. Bohn's Antiquarian Library. London: George Bell & Sons. OL 17987875M.
- Giles, JA, 편집. (1906). 《Old English Chronicles》. Bohn's Antiquarian Library. London: George Bell & Sons. OL 7024844M.
- Giles, JA, 편집. (1914). 《The Anglo-Saxon Chronicle》. Bohn's Antiquarian Library New판. London: G. Bell and Sons. OL 23277226M.
- Gomme, EEC, 편집. (1909). 《The Anglo-Saxon Chronicle》. London: George Bell and Sons. OL 20523184M.
- Grønlie, S, 편집. (2006). 《Íslendingabók — Kristni Saga: The Book of the Icelanders — The Story of the Conversion》 (PDF). Viking Society for Northern Research Text Series. London: Viking Society for Northern Research. ISBN 978-0-903521-71-0.
- Halldórsson, Ó, 편집. (2000). 《Danish Kings and the Jomsvikings in the Greatest Saga of Óláfr Tryggvason》 (PDF). London: Viking Society for Northern Research. ISBN 978-0903521-47-5.
- Hamilton, NESA, 편집. (1870). 《Willelmi Malmesbiriensis Monachi: De Gestis Pontificum Anglorum, Libri Quinque》. Rerum Britannicarum Medii Ævi Scriptores. London: Longman & Co.
- Hardwick, C, 편집. (1858). 《Historia Monasterii S. Augustini Cantuariensis》. Rerum Britannicarum Medii Ævi Scriptores. London: Longman, Brown, Green, Longmans, and Roberts. OL 21057225M.
- Hardy, TD, 편집. (1862a). 《Descriptive Catalogue of Materials Relating to the History of Great Britain and Ireland》. 1, pt. 1. Longman, Green, Longman, and Roberts.
- Hardy, TD, 편집. (1862b). 《Descriptive Catalogue of Materials Relating to the History of Great Britain and Ireland》. 1, pt. 2. Longman, Green, Longman, and Roberts.
- Hardy, TD; Martin, CT, 편집. (1888). 《Lestorie des Engles Solum la Translacion Maistre Geffrei Gaimar》. Rerum Britannicarum Medii Ævi Scriptores 1. London: Her Majesty's Stationery Office.
- Hardy, TD; Martin, CT, 편집. (1889). 《Lestorie des Engles Solum la Translacion Maistre Geffrei Gaimar》. Rerum Britannicarum Medii Ævi Scriptores 2. London: Her Majesty's Stationery Office.
- “Harley MS 2278”. 《British Library》. n.d. 2019년 12월 23일에 원본 문서에서 보존된 문서. 2018년 2월 26일에 확인함.
- Haydon, FS, 편집. (1863). 《Eulogium (Historiarum Sive Temporis): Chronicon ab Orbe Condito Usque ad Annum Domini M.CCC.LXVI》 3. London: Longman, Green, Longman, Roberts, and Green.
- Hearnii, T, 편집. (1774). 《Joannis Lelandi Antiquarii de Rebus Britannicis Collectanea》 4. London: Benj. White.
- Hervey, F, 편집. (1907). 《Corolla Sancti Eadmundi: The Garland of Saint Edmund King and Martyr》. London: John Murray. OL 7041407M.
- 《Historiæ Anglicanæ: Sciptores X》. London: Jacobi Flesher. 1652. OL 19394141M.
- Hodgson Hinde, 편집. (1868). 《Symeonis Dunelmensis Opera et Collectanea》. Publications of the Surtees Society 1. Durham: Andrews and Co.
- Hogan, CB, 편집. (1968). 《The London Stage, 1660–1800》 5. Carbondale: Southern Illinois University Press. hdl:2027/mdp.39015011600239.
- Holder, A, 편집. (1886). 《Saxonis Grammatici: Gesta Danorvm》. Strasbourg: Karl J. Trübner. OL 6362326M.
- Horstmann, C, 편집. (1881). 《Altenglischer Legenden》. Heilbronn: Gerbr. Henninger. OL 25667651M.
- Horstmann, C, 편집. (1887). 《The Early South-English Legendary or Lives of Saints》. London: Early English Text Society.
- Horstmann, C, 편집. (1901). 《Nova Legenda Anglie》 2. Oxford: Clarendon Press.
- “Inde ab Anno Christi Quingentesimo Usque ad Annum Millesimum et Quingentesimum”. 《Monumenta Germaniae Historica Scriptorum Tomus ... Inde Ab Anno Christi Qvingentesimo Vsqve Ad Annum Millesimvm et Qvingentesimvm》. Monumenta Germaniae Historica: Scriptores in Folio (Hanover: Hahn). 1892. ISSN 0343-2157.[깨진 링크(과거 내용 찾기)]
- Irvine, S, 편집. (2004). 《The Anglo-Saxon Chronicle: A Collaborative Edition》 7. Cambridge: D.S. Brewer. ISBN 0-85991-494-1.
- 《Íslendingabók Sögur》 1. Copenhagen: S.L. Møller. 1843.
- Jackson, JE, 편집. (1862). 《Wiltshire: The Topographical Collections of John Aubrey, F.R.S.》. Devizes: The Wiltshire Archæological and Natural History Society. OL 25509273M.
- James, MR, 편집. (1905). 《A Descriptive Catalogue of the Manuscripts in the Library of Pembroke College Cambridge》. Cambridge: Cambridge University Press. LCCN 06001798.
- Johnson-South, T (1991). “Competition for King Alfred's Aura in the Last Century of Anglo-Saxon England”. 《Albion》 23 (4): 613–626. doi:10.2307/4050743. ISSN 0095-1390. JSTOR 4050743.
- Keynes, S; Lapidge, M, 편집. (2004) [1983]. 《Alfred the Great: Asser's Life of King Alfred and Other Contemporary Sources》 (EPUB). London: Penguin Books. ISBN 978-0-141-90942-4.
- Luard, HR, 편집. (1872). 《Matthæi Parisiensis, Monachi Sancti Albani, Chronica Majora》 1. London: Longman & Co.
- Luard, HR, 편집. (2012) [1890]. 《Flores Historiarum》. Rerum Britannicarum Medii Ævi Scriptores 1. Cambridge: Cambridge University Press. doi:10.1017/CBO9781139382960. ISBN 978-1-108-05334-1.
- Magnus, J (1938). 《Woloski: A Tragedy》. London: S. Magnus.
- Marx, J, 편집. (1914). 《Gesta Normannorum Ducum》. Rouen: A. Lestringant.
- Migne, J-P, 편집. (1899). 《Patrologiæ Cursus Completus》. Latina 179. Paris. OL 24781870M.
- Moore, T (n.d.). 《The History of Devonshire From the Earliest Period to the Present》. London: Richard Taylor.
- Nelson, JL, 편집. (1991). 《The Annals of St-Bertin: Ninth-Century Histories, Volume 1》. Manchester Medieval Sources. Manchester: Manchester University Press. ISBN 0 7190 3425-6.
- O'Keeffe, J (1798). 《The Dramatic Works of John O'Keeffe》 4. London: T. Woodfall.
- O'Keeffe, KO, 편집. (2001). 《The Anglo-Saxon Chronicle: A Collaborative Edition》 5. Cambridge: D.S. Brewer. ISBN 0-85991-491-7.
- Olsen, M, 편집. (1906–1908). 《Vǫlsunga Saga ok Ragnars Saga Loðbrókar》. Samfund til Udgivelse af Gammel Nordisk Litteratur. Copenhagen: S.L. Møller.
- Olrik, J, 편집. (1898). 《Den Ældste Danmarkskrønike (Roskildekrøniken)》. Copenhagen: Karl Schønberg.
- Pertz, GH, 편집. (1826). “Annales Bertiniani”. 《Monumenta Germaniae Historica Scriptorum Tomus ... Inde Ab Anno Christi Qvingentesimo Vsqve Ad Annum Millesimvm et Qvingentesimvm》. Monumenta Germaniae Historica: Scriptores in Folio (Hanover: Hahn). ISSN 0343-2157.[깨진 링크(과거 내용 찾기)]
- Pertz, GH, 편집. (1866). “Annales Aevi Suevici”. 《Monumenta Germaniae Historica Scriptorum Tomus ... Inde Ab Anno Christi Qvingentesimo Vsqve Ad Annum Millesimvm et Qvingentesimvm》. Monumenta Germaniae Historica: Scriptores in Folio (Hanover: Hahn). ISSN 0343-2157.[깨진 링크(과거 내용 찾기)]
- Pertzii, GH; Kurze, F, 편집. (1891). “Annales Fuldenses Sive Annales Regni Francorum Orientalis”. 《Scriptores Rerum Germanicarum in Usum Scholarum Ex Monumentis Germaniae Historicus Recusi》. Monumenta Germaniae Historica: Scriptores Rerum Germanicarum in Usum Scholarum Separatim Editi (Hanover: Hahn). ISSN 0343-0820.[깨진 링크(과거 내용 찾기)]
- Plummer, C, 편집. (1896). 《Venerabilis Baedae: Historiam Ecclesiasticam, Gentis Anglorum, Historiam Abbatum, Epistolam ad Ecgberctum una cum Historia Abbatum Auctore Anonymo》 1. Oxford: Clarendon Press.
- Plummer, C; Earle, J, 편집. (1892). 《Two of the Saxon Chronicles Parallel》. Oxford: Clarendon Press.
- Plummer, C; Earle, J, 편집. (1965) [1899]. 《Two of the Saxon Chronicles Parallel》. London: Oxford University Press. OL 23352130M.
- Pye, HJ (1801). 《Alfred; An Epic Poem, in Six Books》. London: W. Bulmer and Co. hdl:2027/mdp.39015082290993.
- Rafn, CC, 편집. (1829). 《Fornaldar Sögur Nordrlanda》 1. Copenhagen. hdl:2027/nyp.33433075821201.
- Raine, J, 편집. (n.d.). 《Miscellanea Biographica》. Publications of the Surtees Society. London: J.B. Nichols and Son. OL 23547362M.
- Raine, J, 편집. (1879). 《The Historians of the Church of York and its Archbishops》 1. London: Longman & Co.
- Ravenel, FL, 편집. (1906). 《La vie Seint Edmund le rei: An Anglo-Norman Poem of the Twelfth Century》 (학위논문). Bryn Mawr College.
- Reeve, MD; Wright, N, 편집. (2007). 《Geoffrey of Monmouth: The History of the Kings of Britain》. Arthurian Studies. Woodbridge: The Boydell Press. ISBN 978-1-84383-206-5. ISSN 0261-9814.
- Reuter, T, 편집. (1992). 《The Annals of Fulda: Ninth-Century Histories, Vol. 2》. Manchester Medieval Sources. Manchester: Manchester University Press. ISBN 0 7190 3457-4.
- Risdon, T (1811). 《The Chorographical Description or Survey of the County of Devon》. Plymouth: Rees and Curtis.
- Robinson, JA (1921). 《Somerset Historical Essays》. Oxford: Oxford University Press. OL 6647830M.
- Wogan-Browne, J; Russell, DW; Zatta, JD, 편집. (2005). “The Life of St Osith: A Critical Dossier, Edition and Translation” (PDF). 《Papers on Language and Literature》 41: 300–445.
- Schmeidler, B, 편집. (1917). “Adam von Bremen, Hamburgische Kirchengeschichte”. 《Scriptores Rerum Germanicarum in Usum Scholarum Ex Monumentis Germaniae Historicus Recusi》. Monumenta Germaniae Historica: Scriptores Rerum Germanicarum in Usum Scholarum Separatim Editi (Hanover: Hahn). ISSN 0343-0820. 2014년 10월 7일에 원본 문서에서 보존된 문서. 2020년 11월 2일에 확인함.
- Sellar, AM, 편집. (1917). 《Bede's Ecclesiastical History of the English People》. Bohn's Antiquarian Library. London: G. Bell & Sons. OL 24775022M.
- Short, I, 편집. (2009). 《Geffrei Gaimar: Estoire des Englesis — History of the English》. Oxford: Oxford University Press. ISBN 978-0-19-956942-7.
- Skeat, W, 편집. (1881). 《Ælfric's Lives of Saints》. Third series 2. London: Early English Text Society.
- Skeat, WW, 편집. (1902). 《The Lay of Havelok the Dane》. Oxford: Clarendon Press. OL 14018451M.
- 《Sketch of Alfred the Great: Or, the Danish Invasion》. 1798.
- Smyth, AP, 편집. (2002). 《The Medieval Life of King Alfred the Great: A Translation and Commentary on the Text Attributed to Asser》. London: Palgrave Macmillan. doi:10.1057/9780230287228. ISBN 978-0-230-28722-8.
- “Some Account of Biddeford, in Answer to the Queries Relative to a Natural History of England”. 《The Gentleman's Magazine and Historical Chronicle》 25: 445–448. 1755. hdl:2027/njp.32101047683576.
- Somerville, AA; McDonald, RA, 편집. (2014). 《The Viking Age: A Reader》. Readings in Medieval Civilizations and Cultures 2판. Toronto: University of Toronto Press. ISBN 978-1-4426-0869-6.
- South, TJ, 편집. (2002). 《Historia de Sancto Cuthberto》. Anglo-Saxon Texts. Cambridge: D.S. Brewer. ISBN 0-85991-627-8. ISSN 1463-6948.
- “St Edmund: 2410–2441”. 《Manchester Digital Collections》. The University of Manchester. n.d. 2018년 4월 22일에 원본 문서에서 보존된 문서. 2018년 4월 17일에 확인함.
- Stevenson, J, 편집. (1853). 《The Church Historians of England》. 2, pt. 1. London: Seeleys.
- Stevenson, J, 편집. (1854). 《The Church Historians of England》. 2, pt. 2. London: Seeleys.
- Stevenson, J, 편집. (1855). 《The Church Historians of England》. 3, pt. 2. London: Seeleys. OL 7055940M.
- Stevenson, WH, 편집. (1904). 《Asser's Life of King Alfred, Together with the Annals of Saint Neots Erroneously Ascribed to Asser》. Oxford: Clarendon Press. OL 21776685M.
- Swanton, M, 편집. (1998) [1996]. 《The Anglo-Saxon Chronicle》. New York: Routledge. ISBN 0-415-92129-5.
- Taylor, S, 편집. (1983). 《The Anglo-Saxon Chronicle: A Collaborative Edition》 4. Cambridge: D. S. Brewer. ISBN 978-0-85991-104-7.
- “The Annals of Ulster”. 《Corpus of Electronic Texts》 29 Augu 2008판. University College Cork. 2008. 2018년 4월 15일에 확인함.
- “The Annals of Ulster”. 《Corpus of Electronic Texts》 6 January 2017판. University College Cork. 2017. 2018년 4월 15일에 확인함.
- “The Life and Miracles of St. Edmund”. 《The Morgan Library & Museum》. n.d. 2018년 1월 18일에 확인함.
- 《The Whole Works of King Alfred the Great》 1. London: Bosworth & Harrison. 1858.
- Thomson, RM (1977). “Geoffrey of Wells, De Infantia Sancti Edmundi (BHL 2393)”. 《Analecta Bollandiana》 95 (1–2): 25–42. doi:10.1484/J.ABOL.4.02975. eISSN 2507-0290. ISSN 0003-2468.
- Thorpe, B, 편집. (1848). 《Florentii Wigorniensis Monachi Chronicon ex Chronicis》 1. London: English Historical Society. OL 24871544M.
- Thorpe, B, 편집. (1861a). 《The Anglo-Saxon Chronicle》. Rerum Britannicarum Medii Ævi Scriptores 1. London: Longman, Green, Longman, and Roberts.
- Thorpe, B, 편집. (1861b). 《The Anglo-Saxon Chronicle》. Rerum Britannicarum Medii Ævi Scriptores 2. London: Longman, Green, Longman, and Roberts. OL 25477209M.
- Toulmin Smith, L, 편집. (1910). 《The Itinerary of John Leland in or About the Years 1535–1543》 5. London: George Bell and Sons. OL 7129370M.
- Tretero, T (1584). 《Ecclesiae Anglicanae Trophæa》. Rome: Bartholomaei Grassi.
- Waggoner, B, 편집. (2009). 《The Sagas of Ragnar Lodbrok》. New Haven, CT: Troth Publications. ISBN 978-0-578-02138-6.
- Waitz, G, 편집. (1883). “Annales Bertiniani”. 《Scriptores Rerum Germanicarum in Usum Scholarum Ex Monumentis Germaniae Historicus Recusi》. Monumenta Germaniae Historica: Scriptores Rerum Germanicarum in Usum Scholarum Separatim Editi (Hanover: Hahn). ISSN 0343-0820.[깨진 링크(과거 내용 찾기)]
- Westcote, T (1845).  Oliver, G; Jones, P, 편집. 《A View of Devonshire in MDCXXX》. Exeter: William Roberts. OL 7243571M.
- Whistler, CW (n.d.). 《King Alfred's Viking》 – Project Gutenberg 경유.
- Whitelock, D, 편집. (1996) [1955]. 《English Historical Documents, c. 500–1042》 2판. London: Routledge. ISBN 0-203-43950-3.
- Williamson, C, 편집. (2017). 《The Complete Old English Poems》. The Middle Ages Series. Philadelphia: University of Pennsylvania Press. doi:10.9783/9780812293210. ISBN 978-0-8122-4847-0. LCCN 2016048011.
- Wright, T, 편집. (1850). 《The Anglo-Norman Chronicle of Geoffrey Gaimar》. Publications of the Caxton Society. London: Caxton Society. OL 3512017M.
- “Yates Thompson MS 47”. 《British Library》. n.d. 2019년 12월 23일에 원본 문서에서 보존된 문서. 2018년 4월 26일에 확인함.
- Yonge, CD, 편집. (1853). 《The Flowers of History》 1. London: Henry G. Bohn. OL 7154619M.

### 2차 자료
- Abels, R (1992). 〈King Alfred's Peace-Making Strategies With the Vikings〉.   Patterson, RB. 《The Haskins Society Journal》 3. London: The Hambledon Press. 23–34쪽. ISBN 1-85285-061-2.
- Abels, R (2013) [1998]. 《Alfred the Great: War, Kingship and Culture in Anglo-Saxon England》. London: Routledge. ISBN 978-0-582-04047-2.
- Adams, WD (1904). 《A Dictionary of the Drama》 1. London: Chatto & Windus.
- Adams, J; Holman, K (2004). 〈Introduction〉.   Adams, J; Holman, K. 《Scandinavia and Europe, 800–1350: Contact, Conflict, and Coexistence》. Medieval Texts and Cultures of Northern Europe. Turnhout: Brepols Publishers. xv–xvi쪽. ISBN 2-503-51085-X.
- “AM 1 E Beta I Fol”. 《Handrit.is》. n.d. 2018년 4월 28일에 확인함.
- Anderson, CE (1999). 《Formation and Resolution of Ideological Contrast in the Early History of Scandinavia》 (학위논문). St John's College.
- Anderson, CE (2016). “Scyld Scyldinga: Intercultural Innovation at the Interface of West and North Germanic”. 《Neophilologus》 100 (3): 461–476. doi:10.1007/s11061-015-9468-y. eISSN 1572-8668. ISSN 0028-2677. S2CID 162985589.
- “Appledore History set in Stone”. 《North Devon Gazette》 9 June 2010판. 2009년 7월 8일. 2018년 6월 17일에 원본 문서에서 보존된 문서. 2018년 5월 14일에 확인함.
- Baker, J; Brookes, S (2013). 《Beyond the Burghal Hidage: Anglo-Saxon Civil Defence in the Viking Age》. History of Warfare. Leiden: Brill. ISBN 978-90-04-24605-8.
- Bale, A (2009). 〈Introduction: St Edmund's Medieval Lives〉.   Bale, A. 《St Edmund, King and Martyr: Changing Images of a Medieval Saint》. Woodbridge: Boydell & Brewer. 1–25쪽. ISBN 978-1-903153-26-0.
- Barrow, J (1987). “A Twelfth-Century Bishop and Literary Patron: William de Vere”. 《Viator》 18: 175–190. doi:10.1484/J.VIATOR.2.301390. eISSN 2031-0234. ISSN 0083-5897.
- Barrow, J (2007). 〈Vere, William de (d. 1198)〉. 《옥스포드 영국 인명 사전》 October 2007판. 옥스포드 대학교 출판부. doi:10.1093/ref:odnb/95042. 2018년 4월 8일에 확인함. (Subscription 또는 UK 공공도서관 회원 필수.)
- Barrow, J (2009) [2000]. 〈Survival and Mutation: Ecclesiastical Institutions in the Danelaw in the Ninth and Tenth Centuries〉.   Hadley, DM; Richards, JD. 《Cultures in Contact: Scandinavian Settlement in England in the Ninth and Tenth Centuries》. Studies in the Early Middle Ages. Tumhout: Brepols Publishers. 155–176쪽. doi:10.1484/M.SEM-EB.3.1265. ISBN 978-2-503-50978-5.
- Barrow, J (2016) [2015]. 〈Danish Ferocity and Abandoned Monasteries: The Twelfth-Century View〉.   Brett, M; Woodman, DA. 《The Long Twelfth-Century View of the Anglo-Saxon Past》. Studies in Early Medieval Britain and Ireland. London: Routledge. 77–93쪽. ISBN 978-1-4724-2817-2.
- Bartlett, R (2016) [2015]. 〈The Viking Hiatus in the Cult of Saints as Seen in the Twelfth Century〉.   Brett, M; Woodman, DA. 《The Long Twelfth-Century View of the Anglo-Saxon Past》. Studies in Early Medieval Britain and Ireland. London: Routledge. 13–25쪽. ISBN 978-1-4724-2817-2.
- Bately, J (1991). 《The Anglo-Saxon Chronicle: Texts and Textual Relationships》. Reading Medieval Studies Monograph. 레딩 대학교. ISBN 07049-0449-7.
- Beaven, MLR (1918). “The Beginning of the Year in the Alfredian Chronicle (866–87)”. 《English Historical Review》 33 (131): 328–342. doi:10.1093/ehr/XXXIII.CXXXI.328. eISSN 1477-4534. ISSN 0013-8266. JSTOR 551018.
- Bell, A (1932). “Buern Bucecarle in 'Gaimar'”. 《Modern Language Review》 27 (2): 168–174. doi:10.2307/3715576. eISSN 2222-4319. ISSN 0026-7937. JSTOR 3715576.
- Bell, A (1938). “Maistre Geffrei Gaimar”. 《Medium Ævum》 7 (3): 184–198. doi:10.2307/43626102. eISSN 2398-1423. ISSN 0025-8385. JSTOR 43626102.
- Bense, JF (n.d.) [1924]. 《The Anglo-Dutch Relations From the Earliest Times to the Death of William the Third》. Springer Science+Business Media. doi:10.1007/978-94-017-5972-4. ISBN 978-94-017-5972-4.
- Besteman, J (2004). 〈Viking Relations With Frisia in an Archaeological Perspective〉.   Hines, J; Lane, A; Redknap, M. 《Land, Sea and Home》. The Society for Medieval Archaeology Monograph. Leeds: Maney Publishing. 93–108쪽. ISBN 9781904350255.
- Bethell, B (1970). “The Lives of St. Osyth of Essex and St. Osyth of Aylesbury”. 《Analecta Bollandiana》 88 (1–2): 75–127. doi:10.1484/J.ABOL.4.01184. eISSN 2507-0290. ISSN 0003-2468.
- Blackburn, M; Pagan, H (2002). “The St Edmund Coinage in the Light of a Parcel From a Hoard of St Edmund Pennies” (PDF). 《British Numismatic Journal》 72: 1–14.
- Blunt, CE (1969). “The St. Edmund Memorial Coinage” (PDF). 《Proceedings of the Suffolk Institute of Archæology》 31 (3): 234–255.
- Bradt, H (2015). 《North Devon & Exmoor: Local, Characterful Guides to Britain's Special Places》. Chalfont St Peter: Bradt Travel Guides. ISBN 978-1-84162-865-3.
- Bremmer, R (1984). 〈Friesland and its Inhabitants in Middle English Literature〉.   Århammar, NR; Breuker, PH; Dam, F; Dykstra, A; Steenmeijer-Wielenga, TJ. 《Miscellanea Frisica: A New Collection of Frisian Studies》. Assen: Van Gorcum. 357–370쪽. hdl:1887/15012.
- Bremmer, RH (1981). “Frisians in Anglo-Saxon England: A Historical and Toponymical Investigation”. 《Fryske Nammen》 3: 45–94. hdl:1887/20850.
- Britt, HE (2014). 《The Beasts of Battle: Associative Connections of the Wolf, Raven and Eagle in Old English Poetry》 (학위논문). 멜버른 대학교. hdl:11343/43159.
- Brooks, NP (1979). “England in the Ninth Century: The Crucible of Defeat”. 《Transactions of the Royal Historical Society》 29: 1–20. doi:10.2307/3679110. eISSN 1474-0648. ISSN 0080-4401. JSTOR 3679110.
- Budd, P; Millard, A; Chenery, C; Lucy, S; Roberts, C (2004). “Investigating Population Movement by Stable Isotope Analysis: A Report From Britain”. 《Antiquity》 78 (299): 127–141. doi:10.1017/S0003598X0009298X. eISSN 1745-1744. ISSN 0003-598X.
- Burl, A (2002). 《Prehistoric Avebury》 2판. New Haven, CT: 예일 대학교 출판사. ISBN 0-300-090870.
- Burl, A (2013) [2009]. 《John Aubrey & Stone Circles: Britain's First Archaeologist, From Avebury to Stonehenge》. Stroud: Amberley Publishing. ISBN 9781445620145.
- Björkman, E (1911–1912). “Two Derivations” (PDF). 《Saga-Book of the Viking Society for Northern Research》 7: 132–140.
- Campbell, J (1984). “Some Twelfth-Century Views of the Anglo-Saxon Past”. 《Peritia》 3: 131–150. doi:10.1484/J.Peri.3.61. eISSN 2034-6506. ISSN 0332-1592.
- Cammarota, MG (2013). “War and the 'Agony of Conscience' in Ælfric's Writings”. 《Mediaevistik》 26: 87–110. doi:10.2307/3679110. ISSN 0934-7453. JSTOR 24615850.
- Cavill, P (2003). “Analogy and Genre in the Legend of St Edmund”. 《Nottingham Medieval Studies》 47: 21–45. doi:10.1484/J.NMS.3.345. eISSN 2507-0444. ISSN 0078-2122.
- Cawsey, K (2009). “Disorienting Orientalism: Finding Saracens in Strange Places in Late Medieval English Manuscripts”. 《Exemplaria》 21 (4): 380–397. doi:10.1179/175330709X449116. eISSN 1753-3074. ISSN 1041-2573. S2CID 162390368.
- Charles, BG (1934). 《Old Norse Relations in Wales》. Cardiff: The University of Wales Press Board.
- Clark, C (1983). “On Dating The Battle of Maldon: Certain Evidence Reviewed”. 《Nottingham Medieval Studies》 27: 1–22. doi:10.1484/J.NMS.3.107. eISSN 2507-0444. ISSN 0078-2122.
- Cleasby, C; Vigfusson, G (1874). 《An Icelandic-English Dictionary, Based on the MS. Collections of the Late Richard Cleasby》. Oxford: Clarendon Press. OL 14014061M.
- Corèdon, C; Williams, A (2004). 《A Dictionary of Medieval Terms and Phrases》. Cambridge: D.S. Brewer. ISBN 1-84384-023-5.
- Coroban, C (2017). “Memory, Genealogy and Power in Íslendingabók” (PDF). 《Diversité et Identité Culturelle en Europe》 14 (2).
- Costambeys, M (2004a). 〈Hálfdan (d. 877)〉. 《옥스포드 영국 인명 사전》 온라인판. 옥스포드 대학교 출판부. doi:10.1093/ref:odnb/49260. 2012년 2월 29일에 확인함. (Subscription 또는 UK 공공도서관 회원 필수.)
- Costambeys, M (2004b). 〈Ívarr (d. 873)〉. 《옥스포드 영국 인명 사전》 온라인판. 옥스포드 대학교 출판부. doi:10.1093/ref:odnb/49261. 2011년 7월 5일에 확인함. (Subscription 또는 UK 공공도서관 회원 필수.)
- Costambeys, M (2008). 〈Guthrum (d. 890)〉. 《옥스포드 영국 인명 사전》 May 2008판. 옥스포드 대학교 출판부. doi:10.1093/ref:odnb/11793. 2014년 5월 4일에 확인함. (Subscription 또는 UK 공공도서관 회원 필수.)
- Cox, B (1971). 《The Place Names of Leicestershire and Rutland》 (학위논문). 노팅엄 대학교.
- Cross, K (2017). 〈'But That Will Not Be the End of the Calamity': Why Emphasize Viking Disruption?〉.   Bintley, MDJ; Locker, M; Symons, V; Wellesley, M. 《Stasis in the Medieval West?: Questioning Change and Continuity》. The New Middle Ages. Palgrave Macmillan. 155–178쪽. doi:10.1057/978-1-137-56199-2_9. ISBN 978-1-137-56199-2.
- Cross, K (2018). 《Heirs of the Vikings: History and Identity in Normandy and England, c.950–c.1015》. York: York Medieval Press. ISBN 978-1-903153-79-6.
- Crumplin, S (2004). 《Rewriting History in the Cult of St Cuthbert From the Ninth to the Twelfth Centuries》 (학위논문). University of St Andrews. hdl:10023/406.
- Cubitt, C (2000). “Sites and Sanctity: Revisiting the Cult of Murdered and Martyred Anglo-Saxon Royal Saints”. 《Early Medieval Europe》 9 (1): 53–83. doi:10.1111/1468-0254.00059. eISSN 1468-0254.
- Cubitt, C (2009). 〈Pastoral Care and Religious Belief〉.   Stafford, P. 《A Companion to the Early Middle Ages: Britain and Ireland, c.500–c.1100》. Blackwell Companions to British History. Chichester: Blackwell Publishing. 395–413쪽. ISBN 978-1-405-10628-3.
- Cubitt, C; Costambeys, M (2004). 〈Oda [St Oda, Odo] (d. 958), Archbishop of Canterbury〉. 《옥스포드 영국 인명 사전》 온라인판. 옥스포드 대학교 출판부. doi:10.1093/ref:odnb/20541. 2018년 3월 1일에 확인함. (Subscription 또는 UK 공공도서관 회원 필수.)
- Daniell, JJ (1894). 《The History of Chippenham》 (PDF). Chippenham: R.F. Houlston. 2021년 2월 25일에 원본 문서 (PDF)에서 보존된 문서. 2020년 11월 2일에 확인함.
- Davies, JR (1997). “Church, Property, and Conflict in Wales, AD 600–1100”. 《The Welsh History Review》 18 (3): 387–406. eISSN 0083-792X. hdl:10107/1082967. ISSN 0043-2431.
- de Rijke, PM (2011). 《Freebooters, Yachts, and Pickle-Herrings: Dutch Nautical, Maritime, and Naval Loanwords in English》 (학위논문). 베르겐 대학교. hdl:1956/5368.
- De Wilde, G (2016). “Review of DW Russell, La Vie seint Edmund le rei”. 《French Studies》 70 (2): 248–249. doi:10.1093/fs/knw068. eISSN 1468-2931. ISSN 0016-1128.
- Downham, C (2007). 《Viking Kings of Britain and Ireland: The Dynasty of Ívarr to A.D. 1014》. Edinburgh: Dunedin Academic Press. ISBN 978-1-903765-89-0.
- Downham, C (2011). 〈Viking Identities in Ireland: It's not all Black and White〉.   Duffy, S. 《Medieval Dublin》 11. Dublin: Four Courts Press. 185–201쪽.
- Downham, C (2012). “Viking Ethnicities: A Historiographic Overview”. 《History Compass》 10 (1): 19–12. doi:10.1111/j.1478-0542.2011.00820.x. eISSN 1478-0542.
- Downham, C (2013a). 〈Annals, Armies, and Artistry: 'The Anglo-Saxon Chronicle', 865–96〉. 《No Horns on Their Helmets? Essays on the Insular Viking-Age》. Celtic, Anglo-Saxon, and Scandinavian Studies. Aberdeen: 애버딘 대학교 Centre for Anglo-Saxon Studies and The Centre for Celtic Studies. 9–37쪽. ISBN 978-0-9557720-1-6. ISSN 2051-6509.
- Downham, C (2013b). 〈'Hiberno-Norwegians' and 'Anglo-Danes': Anachronistic Ethnicities and Viking-Age England〉. 《No Horns on Their Helmets? Essays on the Insular Viking-Age》. Celtic, Anglo-Saxon, and Scandinavian Studies. Aberdeen: Centre for Anglo-Saxon Studies and The Centre for Celtic Studies, University of Aberdeen. 41–71쪽. ISBN 978-0-9557720-1-6. ISSN 2051-6509.
- Downham, C (2018). 《Medieval Ireland》. Cambridge: Cambridge University Press. doi:10.1017/9781139381598. ISBN 978-1-107-03131-9. LCCN 2017034607.
- Dumville, DN (2002). 〈Images of the Viking in Eleventh-Century Latin Literature〉.   Herren, MW; McDonough, CJ; Arthur, RG. 《Proceedings of the Third International Conference on Medieval Latin Studies Cambridge, September 9–12 1998》. Publications of the Journal of Medieval Latin 1. Tumhout: Brepols Publishers. 250–263쪽. doi:10.1484/M.PJML-EB.3.2825. ISBN 2-503-51255-0.
- Edwards, ASG (2009). 〈John Lydgate's Lives of Ss Edmund and Fremund: Politics, Hagiography and Literature〉.   Bale, A. 《St Edmund, King and Martyr: Changing Images of a Medieval Saint》. Woodbridge: Boydell & Brewer. 133–144쪽. ISBN 978-1-903153-26-0.
- Emons-Nijenhuis, W (2013). “St Fremund, Fact and Fiction”. 《Revue Bénédictine》 123 (1): 99–127. doi:10.1484/J.RB.1.103324. eISSN 2295-9009. ISSN 0035-0893.
- Farmer, DH (1985). “Some Saints of East Anglia”. 《Reading Medieval Studies》 11: 31–49.
- Farmer, DH (2004) [1978]. 《The Oxford Dictionary of Saints》 (EPUB). Oxford Paperback Reference 5판. Oxford: Oxford University Press. ISBN 0-19-860949-3.
- Finlay, A (2009). 〈Chronology, Genealogy and Conversion: The Afterlife of St Edmund in the North〉.   Bale, A. 《St Edmund, King and Martyr: Changing Images of a Medieval Saint》. Woodbridge: Boydell & Brewer. 45–62쪽. ISBN 978-1-903153-26-0.
- Foot, S (2000). 《Veiled Women: The Disappearance of Nuns From Anglo-Saxon England》. Aldershot: Ashgate. ISBN 0-7546-0043-2.
- Fjalldal, M (2003). “Anglo-Saxon History in Medieval Iceland: Actual and Legendary Sources”. 《Leeds Studies in English》 34: 77–108. ISSN 0075-8566.
- Forester, T, 편집. (1853). 《The Chronicle of Henry of Huntingdon: Comprising the History of England, From the Invasion of Julius Cæsar to the Accession of Henry II. Also, the Acts of Stephen, King of England and Duke of Normandy》. Bohn's Antiquarian Library. London: Henry G. Bohn. OL 24434761M.
- Fornasini, I (2009). “St Edmund of East Anglia and his Miracles: Variations in Literature and art” (PDF). 《Quest》 8. ISSN 1750-9696. 2017년 7월 7일에 원본 문서 (PDF)에서 보존된 문서. 2020년 11월 2일에 확인함.
- Forte, A; Oram, RD; Pedersen, F (2005). 《Viking Empires》. Cambridge: Cambridge University Press. ISBN 978-0-521-82992-2.
- Frank, R (2000). 〈Skaldic Verse and the Date of Beowulf〉.   Baker, PS. 《The Beowulf Reader》. Basic Readings in Anglo-Saxon England. New York: Routledge. 155–180쪽. ISBN 0-8153-3666-7.
- Frankis, J (1996). 〈Views of Anglo-Saxon England in Post-Conquest Vernacular Writing〉.   Pilch, H. 《Orality and Literacy in Early Middle English》. ScriptOralia. Tübingen: Gunter Narr. 227–247쪽. ISBN 3-8233-4573-7.
- Frantzen, AJ (2004). 《Bloody Good: Chivalry, Sacrifice, and the Great War》. Chicago: University of Chicago Press. ISBN 0-226-26085-2.
- Frederick, J (2000). 〈The South English Legendary: Anglo-Saxon Saints and National Identity〉.   Scragg, D; Weinberg, C. 《Literary Appropriations of the Anglo-Saxons From the Thirteenth to the Twentieth Century》. Cambridge Studies in Anglo-Saxon England. Cambridge: Cambridge University Press. 57–73쪽. ISBN 978-0-521-03117-2.
- Freeman, E (1996). “Geffrei Gaimar, Vernacular Historiography, and the Assertion of Authority”. 《Studies in Philology》 93 (2): 188–206. eISSN 1543-0383. ISSN 0039-3738. JSTOR 4174545.
- Gazzoli, P (2010). 《Anglo-Danish Relations in the Later Eleventh Century》 (학위논문). 케임브리지 대학교.
- Gigov, J (2011). 《Contextualizing the Vikings in Anglo-Saxon History and Literature》 (학위논문). Charles University.
- Gore, D (2004). 〈Britons, Saxons, and Vikings in the South-West〉.   Adams, J; Holman, K. 《Scandinavia and Europe, 800–1350: Contact, Conflict, and Coexistence》. Medieval Texts and Cultures of Northern Europe. Turnhout: Brepols Publishers. 35–41쪽. doi:10.1484/M.TCNE-EB.3.4098. ISBN 2-503-51085-X.
- Gore, D (2016). 〈A Review of Viking Attacks in Western England to the Early Tenth Century: Their Motives and Responses〉.   Lavelle, R; Roffey, S. 《Danes in Wessex: The Scandinavian Impact on Southern England, c. 800–c. 1000》. Oxford: Oxbow Books. 56–69쪽. ISBN 978-1-78297-931-9.
- Gorman, S (2011). “Anglo-Norman Hagiography as Institutional Historiography: Saints' Lives in Late Medieval Campsey Ash Priory”. 《Journal of Medieval Religious Cultures》 37 (2): 110–128. doi:10.5325/jmedirelicult.37.2.0110. eISSN 2153-9650. ISSN 1947-6566. JSTOR 10.5325/jmedirelicult.37.2.0110. S2CID 162879196.
- Gransden, A (1985). “The Legends and Traditions Concerning the Origins of the Abbey of Bury St Edmunds”. 《English Historical Review》 100 (394): 1–24. doi:10.1093/ehr/C.CCCXCIV.1. eISSN 1477-4534. ISSN 0013-8266. JSTOR 569925.
- Gransden, A (1995). “Abbo of Fleury's 'Passio Sancti Eadmundi'”. 《Revue Bénédictine》 105 (1–2): 20–78. doi:10.1484/J.RB.4.01339. eISSN 2295-9009. ISSN 0035-0893.
- Gransden, A (2004). 〈Edmund [St Edmund] (d. 869)〉. 《옥스포드 영국 인명 사전》 온라인판. 옥스포드 대학교 출판부. doi:10.1093/ref:odnb/8500. 2014년 4월 7일에 확인함. (Subscription 또는 UK 공공도서관 회원 필수.)
- Gransden, A (2008) [1996]. 《Historical Writing in England》 1. London: Routledge. ISBN 978-1-136-19021-6.
- Grant, J (1978). “A New Passio Beati Edmundi Regis [et] Martyris”. 《Mediaeval Studies》 40: 81–95. doi:10.1484/J.MS.2.306222. eISSN 2507-0436. ISSN 0076-5872.
- Grierson, P; Blackburn, M (2006) [1986]. 《Medieval European Coinage》 1. Cambridge: Cambridge University Press. ISBN 978-0-521-26009-1.
- Griffel, MR (2013). 《Operas in English: A Dictionary》 Revis판. Lanham, MD: Scarecrow Press. ISBN 978-0-8108-8272-0.
- Hadley, DM (2009) [2000]. 〈'Hamlet and the Princes of Denmark': Lordship in the Danelaw, c. 860–954〉.   Hadley, DM; Richards, JD. 《Cultures in Contact: Scandinavian Settlement in England in the Ninth and Tenth Centuries》. Studies in the Early Middle Ages. Tumhout: Brepols Publishers. 107–132쪽. doi:10.1484/M.SEM-EB.3.1263. ISBN 978-2-503-50978-5.
- Hadley, DM; Richards, JD; Brown, H; Craig-Atkins, E; Mahoney-Swales, D; Perry, G; Stein, S; Woods, A (2016). “The Winter Camp of the Viking Great Army, AD 872–3, Torksey, Lincolnshire”. 《The Antiquaries Journal》 96: 23–67. doi:10.1017/S0003581516000718. eISSN 1758-5309. ISSN 0003-5815.
- Halsall, G (2007) [2003]. 《Warfare and Society in the Barbarian West, 450–900》. Warfare and History. London: Routledge. ISBN 0-203-93007-X.
- Hart, C (1981). “The East Anglian Chronicle”. 《Journal of Medieval History》 7 (3): 249–282. doi:10.1016/0304-4181(81)90003-8. eISSN 1873-1279. ISSN 0304-4181.
- Hart, C (1982). “Byrhtferth's Northumbrian Chronicle”. 《English Historical Review》 97 (384): 558–582. doi:10.1093/ehr/XCVII.CCCLXXXIV.558. eISSN 1477-4534. ISSN 0013-8266. JSTOR 570063.
- Hart, C (2000). 〈The Bayeux Tapestry and Schools of Illumination at Canterbury〉.   Harper-Bill, C. 《Anglo-Norman Studies》 22. Woodbridge: The Boydell Press. 117–167쪽. ISBN 0-85115-796-3.
- Hart, CR (2003). 《Learning and Culture in Late Anglo-Saxon England and the Influence of Ramsey Abbey on the Major English Monastic Schools: A Survey of the Development of Mathematical, Medical, and Scientific Studies in England Before the Norman Conquest》. Mediaeval Studies 2. Edwin Mellen Press. ISBN 0-7734-6890-0.
- Haslam, J (2005). 〈King Alfred and the Vikings: Strategies and Tactics, 876–886 AD〉.   Semple, S. 《Anglo-Saxon Studies in Archaeology and History》 13. Oxford: Oxford University School of Archaeology. 122–154쪽. ISBN 0-947816-22-4. ISSN 0264-5254.
- Haslam, J (2011). “Daws Castle, Somerset, and Civil Defence Measures in Southern and Midland England in the Ninth to Eleventh Centuries”. 《The Archaeological Journal》 168: 195–226. doi:10.1080/00665983.2011.11020834. eISSN 2373-2288. ISSN 0066-5983. S2CID 161250564.
- Hayward, PA (1999). “Sanctity and Lordship in Twelfth-Century England: Saint Albans, Durham, and the Cult of Saint Oswine, King and Martyr”. 《Viator》 30: 105–144. doi:10.1484/J.VIATOR.2.300831. eISSN 2031-0234. ISSN 0083-5897.
- Hayward, PA (2009). 〈Geoffrey of Wells' Liber de Infantia Sancti Edmundi and the 'Anarchy' of King Stephen's Reign〉.   Bale, A. 《St Edmund, King and Martyr: Changing Images of a Medieval Saint》. Woodbridge: Boydell & Brewer. 63–86쪽. ISBN 978-1-903153-26-0.
- Henderson, RB (1950). 《King Alfred in Eighteenth Century Literature》 (학위논문). Rice Institute. hdl:1911/89473.
- Higham, NJ (2014) [1999]. 〈Five Boroughs〉.   Lapidge, M; Blair, J; Keynes, S; Scragg, D. 《The Wiley Blackwell Encyclopedia of Anglo-Saxon England》 2판. John Wiley & Sons. 191–192쪽. ISBN 978-0-470-65632-7.
- Hoare, RC (1975) [1812]. 《The Ancient History of Wiltshire》 2. EP Publishing. ISBN 0-85409-948-4.
- Holm, P (2015). “Review of S McLeod, The Beginning of Scandinavian Settlement in England: The Viking 'Great Army' and Early Settlers, c. 865–900”. 《The Medieval Review》. ISSN 1096-746X. 2018년 1월 16일에 확인함.
- Horner, S (1994). “Spiritual Truth and Sexual Violence: The Old English 'Juliana', Anglo-Saxon Nuns, and the Discourse of Female Monastic Enclosure”. 《Signs》 19 (3): 658–675. doi:10.1086/494916. eISSN 1545-6943. ISSN 0097-9740. JSTOR 3174773.
- Hrdina, Y (2011). 《Die Wikinger in Wales》 (학위논문). Universität Wien.
- Hudson, B (2002). “Brjáns Saga”. 《Medium Ævum》 71 (1): 241–285. doi:10.2307/43630435. eISSN 2398-1423. ISSN 0025-8385. JSTOR 43630435.
- Hughes, S (2015년 10월 22일). “The Last Kingdom Recap: Series one, Episode one – Saxon violence and Viking-Sized Drama”. 《가디언》 19 December 2017판. 2018년 5월 14일에 확인함.
- Hunt, W (1888). 〈Ebba or Æbbe〉.   Lee, S. 《Dictionary of National Biography》 16. New York: Macmillan and Co. 341–342쪽.
- Hunt, W (1895). 〈Osyth, Osith, or Osgith〉.   Lee, S. 《Dictionary of National Biography》 42. New York: Macmillan and Co. 337쪽.
- IJssennagger, NL (2013). “Between Frankish and Viking: Frisia and Frisians in the Viking Age”. 《Viking and Medieval Scandinavia》 9: 69–98. doi:10.1484/J.VMS.1.103877. eISSN 2030-9902. ISSN 1782-7183.
- IJssennagger, NL (2015). “A Viking Find From the Isle of Texel (Netherlands) and its Implications”. 《Viking and Medieval Scandinavia》 11: 127–142. doi:10.1484/J.VMS.5.109601. eISSN 2030-9902. ISSN 1782-7183.
- Ingham, NW (1973). “The Sovereign as Martyr, East and West”. 《Slavic and East European Journal》 17 (1): 1–17. doi:10.2307/306541. ISSN 0037-6752. JSTOR 306541.
- James, H (2007). 〈The Geography of the Cult of St David: A Study of Dedication Patterns in the Medieval Diocese〉.   Evans, JW; Wooding, JM. 《St David of Wales: Cult, Church and Nation》. Studies in Celtic History. Woodbridge: The Boydell Press. 41–83쪽. ISBN 978-1-84383-322-2.
- Jaski, B (1995). “The Vikings and the Kingship of Tara”. 《Peritia》 9: 310–353. doi:10.1484/J.Peri.3.254. eISSN 2034-6506. ISSN 0332-1592.
- Jones, FJ (1980). “Gelliswick and its Families”. 《Archaeologia Cambrensis》 129: 133–150. hdl:10107/4748029. ISSN 0306-6924.
- Jordan, TR (2012). 《John Lydgate: Monk-Poet of Bury St. Edmunds Abbey》 (학위논문). Kent State University.
- Jordan, TRW (2015). “Holiness and Hopefulness: The Monastic and Lay Audiences of Abbo of Fleury's Passio Sancti Eadmundi and Ælfric of Eynsham's Life of St. Edmund, King and Martyr”. 《Enarratio》 15: 1–29. hdl:1811/74004.
- Jónasdóttir, K (2015). 《A Journey of Growth: Bernard Cornwell's The Last Kingdom as a Bildungsroman》 (학위논문). University of Iceland. hdl:1946/21192.
- Jónsson, F, 편집. (1923). 《Den Oldnorske og Oldislandske Litteraturs Historie》 2. Copenhagen: G.E.C. Gads Forlag. OL 25512561M.
- Karlström, S (1929). “Miscellaneous Notes on the Place‐Names of North Devonshire”. 《Studia Neophilologica》 2 (1): 67–69. doi:10.1080/00393272908586737. eISSN 1651-2308. ISSN 0039-3274.
- Keary, CF; Poole, RS (1887). 《A Catalogue of English Coins in the British Museum, Anglo-Saxon Series》 1. London: Longmans & Co.
- Keiller, A; Piggott, S; Passmore, AD; Cave, AJE (1938). “Excavation of an Untouched Chamber in the Lanhill Long Barrow”. 《Proceedings of the Prehistoric Society》 4 (1): 122–150. doi:10.1017/S0079497X00021150.
- Keynes, S (1999). “The Cult of Alfred the Great”. 《Anglo-Saxon England》 28: 225–356. doi:10.1017/S0263675100002337. eISSN 1474-0532. ISSN 0263-6751.
- Keynes, S (2001) [1997]. 〈The Vikings in England, c.790–106〉.   Sawyer, P. 《The Oxford Illustrated History of the Vikings》. Oxford: Oxford University Press. 48–82쪽. ISBN 0-19-285434-8.
- Kibler, WW (1980). “Review of J Grant, La Passiun de Seint Edmund”. 《Speculum》 55 (2): 368–369. doi:10.2307/2847313. eISSN 2040-8072. hdl:2152/24273. ISSN 0038-7134. JSTOR 2847313.
- King, DG; Young, WEV; Clarke, AJ; Cain, AJ; Dimbleby, GW (1966). “The Lanhill Long Barrow, Wiltshire, England: An Essay in Reconstruction”. 《Proceedings of the Prehistoric Society》 32: 73–85. doi:10.1017/S0079497X00014341.
- Kirby, DP (1979). “Review of AP Smyth, Scandinavian Kings in the British Isles, 850–880”. 《English Historical Review》 94 (370): 162–163. doi:10.1093/ehr/XCIV.CCCLXX.162. eISSN 1477-4534. ISSN 0013-8266. JSTOR 567186.
- Kirby, DP (2002) [1991]. 《The Earliest English Kings》 Revis판. London: Routledge. ISBN 0-203-13076-6.
- Kjartansson, KB (2015). 《Christianity Under Fire: An Analysis of the Treatment of Religion in Three Novels by Bernard Cornwell》 (학위논문). University of Iceland. hdl:1946/21491.
- Kleinman, S (2004). “Animal Imagery and Oral Discourse in Havelok's First Fight”. 《Viator》 35: 311–328. doi:10.1484/J.VIATOR.2.300201. eISSN 2031-0234. ISSN 0083-5897.
- Knol, E; IJssennagger, N (2017). 〈Palaeogeography and People: Historical Frisians in an Archaeological Light〉.   Hines, J; IJssennagger, N. 《Frisians and Their North Sea Neighbours: From the Fifth Century to the Viking Age》. Woodbridge: The Boydell Press. 5–24쪽. ISBN 978-1-78327-179-5.
- Kries, S (2003). “'Westward I Came Across the Sea': Anglo-Scandinavian History Through Scandinavian Eyes”. 《Leeds Studies in English》 34: 47–76. ISSN 0075-8566.
- Kulovesi, E (2017). 《Hiberno-Scandinavian Transculturation: Hybridization of Vikings and Gaelic Culture in Ireland Between 800 and 1000AD》 (학위논문). 헬싱키 대학교. hdl:10138/184167.
- Lapidge, M (2014) [1999]. 〈Oda〉.   Lapidge, M; Blair, J; Keynes, S; Scragg, D. 《The Wiley Blackwell Encyclopedia of Anglo-Saxon England》 2판. John Wiley & Sons. 346–347쪽. ISBN 978-0-470-65632-7.
- Lavelle, R (2016). 〈Law, Death and Peacemaking in the 'Second Viking Age': An Ealdorman, his King and some 'Danes' in Wessex〉.   Lavelle, R; Roffey, S. 《Danes in Wessex: The Scandinavian Impact on Southern England, c. 800–c. 1000》. Oxford: Oxbow Books. 122–143쪽. ISBN 978-1-78297-931-9.
- Lazzari, L (2014). 〈Kingship and Sainthood in Ælfric: Oswald (634–642) and Edmund (840–869)〉.   Lazzari, L; Lendinara, P; Di Sciacca, C. 《Hagiography in Anglo-Saxon England: Adopting and Adapting Saints' Lives into Old English Prose (c. 950–1150)》. Textes et Études du Moyen Âge 73. Barcelona: Fédération Internationale des Instituts d'Études Mediévales. 29–65쪽. doi:10.1484/M.TEMA-EB.4.01013. ISBN 978-2-503-55199-9.
- Levy, BJ (2004). 〈The Image of the Viking in Anglo-Norman Literature〉.   Adams, J; Holman, K. 《Scandinavia and Europe, 800–1350: Contact, Conflict, and Coexistence》. Medieval Texts and Cultures of Northern Europe. Turnhout: Brepols Publishers. 269–288쪽. doi:10.1484/M.TCNE-EB.3.4114. ISBN 2-503-51085-X.
- Lewis, S (2016). “Rodulf and Ubba. In Search of a Frisian-Danish Viking” (PDF). 《Saga-Book》 40: 5–42. ISSN 0305-9219.
- Licence, T (2004). “Suneman and Wulfric: Two Forgotten Saints of St Benedict's Abbey at Holme in Norfolk”. 《Analecta Bollandiana》 122 (2): 361–372. doi:10.1484/J.ABOL.4.00180. eISSN 2507-0290. ISSN 0003-2468.
- Lloyd, JE (1912). 《A History of Wales From the Earliest Times to the Edwardian Conquest》 2 2판. London: Longmans, Green, and Co.
- Loyn, H (1976). 《The Vikings in Wales》 (PDF). London: Viking Society for Northern Research.
- Lukman, N (1958). “The Raven Banner and the Changing Ravens: A Viking Miracle from Carolingian Court Poetry to Saga and Arthurian Romance”. 《Classica et Mediaevalia》 19: 133–151. eISSN 1604-9411. ISSN 0106-5815.
- Lund, N (1989). “Allies of God or Man? The Viking Expansion in a European Perspective”. 《Viator》 20: 45–60. doi:10.1484/J.VIATOR.2.301347. eISSN 2031-0234. ISSN 0083-5897.
- Matheson, L (2008). 〈Genealogy and Women in the Prose Brut, Especially the Middle English Common Version and its Continuations〉.   Radulescu, RL; Kennedy, ED. 《Broken Lines: Genealogical Literature in Late-Medieval Britain and France》. Medieval Texts and Cultures of Northern Europe. Turnhout: Brepols Publishers. 221–258쪽. doi:10.1484/M.TCNE-EB.3.2007. ISBN 978-2-503-52485-6.
- Manion, CE (2005). 《Writers in Religious Orders and Their Lay Patrons in Late Medieval England》 (학위논문). The Ohio State University.
- Mawer, A (1908–1909). “Ragnarr Lothbrók and his Sons” (PDF). 《Saga-Book of the Viking Club Society for Northern Research》 6: 68–89.
- McGuigan, N (2015). “Ælla and the Descendants of Ivar: Politics and Legend in the Viking Age”. 《Northern History》 52 (1): 20–34. doi:10.1179/0078172X14Z.00000000075. eISSN 1745-8706. ISSN 0078-172X. S2CID 161252048.
- McKeehan, IP (1933). “The Book of the Nativity of St. Cuthbert”. 《Publications of the Modern Language Association of America》 48 (4): 981–999. doi:10.2307/458192. ISSN 0030-8129. JSTOR 458192.
- McLeod, S (2006). “Feeding the Micel Here in England c865–878”. 《Journal of the Australian Early Medieval Association》 2: 141–156. ISSN 1449-9320.
- McLeod, S (2013). “The Acculturation of Scandinavians in England: A Consideration of the Burial Record”. 《Journal of the Australian Early Medieval Association》 9: 61–87. ISSN 1449-9320.
- McLeod, SH (2011). 《Migration and Acculturation: The Impact of the Norse on Eastern England, c. 865–900》 (학위논문). 웨스턴오스트레일리아 대학교.
- McTurk, R (1993). 〈Ragnars Saga Loðbrókar〉.   Pulsiano, P; Wolf, K; Acker, P; Fry, DK. 《Medieval Scandinavia: An Encyclopedia》. Garland Encyclopedias of the Middle Ages. New York: Garland. 519–520쪽. ISBN 0-8240-4787-7.
- McTurk, R (2006). 〈Kings and Kingship in Viking Northumbria〉 (PDF).   McKinnell, J; Ashurst, D; Kick, D. 《The Fantastic in Old Norse/Icelandic Literature: Preprint Papers of the 13th International Saga Conference, Durham and York 6th–12th August 2006》 1. Durham: Centre for Medieval and Renaissance Studies. 681–688쪽.
- McTurk, R (2007). 〈Male or Female Initiation? The Strange Case of Ragnars Saga〉.   Pernille, H; Schjødt, JP; Kristensen, RT. 《Reflections on Old Norse Myths》. Studies in Viking and Medieval Scandinavia. Turnhout: Brepols Publishers. 53–73쪽. doi:10.1484/M.VMSS-EB.3.4376. ISBN 978-2-503-52614-0.
- McTurk, R (2015) [1991]. 《Studies in Ragnars Saga Loðbrókar and its Major Scandinavian Analogues》. Medium Ævum Monographs. Oxford: The Society for the Study of Mediæval Languages and Literature. ISBN 978-0-907570-08-0.
- McTurk, RW (1976). 〈Ragnarr Loðbrók in the Irish Annals?〉.   Almqvist, B; Greene, D. 《Proceedings of the Seventh Viking Congress: Dublin 15–21 August 1973》. Viking Society for Northern Research. 93–123쪽.
- Miles, LW (1902). 《King Alfred in Literature》 (학위논문). Baltimore: John Murphy Company. OL 6931243M.
- Mills, AD (2003) [1991]. 《A Dictionary of British Place-Names》 (EPUB). Oxford Paperback Reference. Oxford: Oxford University Press. ISBN 0-19-852758-6.
- Mills, R (2013). 〈Talking Heads, or, a Tale of Two Clerics〉.   Santing, C; Baert, B; Traninger, A. 《Disembodied Heads in Medieval and Early Modern Culture》. Intersections: Interdisciplinary Studies in Early Modern Culture. Leiden: Brill. 31–57쪽. doi:10.1163/9789004253551_004. ISBN 978-90-04-25355-1. ISSN 1568-1181.
- Mostert, M (1987). 《The Political Theology of Abbo of Fleury: A Study of the Ideas About Society and Law of the Tenth-Century Monastic Reform Movement》. Middeleeuwse Studies en Bronnen. Hilversum: Uitgeverij Verloren. ISBN 90-6550-209-2.
- Mostert, M (2014) [1999]. 〈Edmund, St, King of East Anglia〉.   Lapidge, M; Blair, J; Keynes, S; Scragg, D. 《The Wiley Blackwell Encyclopedia of Anglo-Saxon England》 2판. John Wiley & Sons. 165–166쪽. ISBN 978-0-470-65632-7.
- Naismith, R (2017).  Naismith, Rory, 편집. 《Medieval European Coinage》 8. Cambridge: Cambridge University Press. doi:10.1017/CBO9781139031370. ISBN 9780521260169.
- Nelson, JL (2001) [1997]. 〈The Frankish Empire〉.   Sawyer, P. 《The Oxford Illustrated History of the Vikings》. Oxford: Oxford University Press. 19–47쪽. ISBN 0-19-285434-8.
- Newell, WW (1903). “William of Malmesbury on the Antiquity of Glastonbury”. 《Publications of the Modern Language Association of America》 18 (4): 459–512. doi:10.2307/456546. ISSN 0030-8129. JSTOR 456546.
- Orchard, A (2001). “The Literary Background to the Encomium Emmae Reginae”. 《The Journal of Medieval Latin》 11: 156–183. doi:10.1484/J.JML.2.304152. eISSN 2034-645X. ISSN 0778-9750.
- Ó Corráin, D (1979). “High-Kings, Vikings and Other Kings”. 《Irish Historical Studies》 21 (83): 283–323. doi:10.1017/S002112140011315X. eISSN 2056-4139. ISSN 0021-1214. JSTOR 30008285.
- Parker, E (2014). “Siward the Dragon-Slayer: Mythmaking in Anglo-Scandinavian England”. 《Neophilologus》 98 (3): 481–493. doi:10.1007/s11061-013-9371-3. eISSN 1572-8668. ISSN 0028-2677. S2CID 162326472.
- Parker, E (2016). “Havelok and the Danes in England: History, Legend, and Romance”. 《The Review of English Studies》 67 (280): 428–447. doi:10.1093/res/hgw034. eISSN 1471-6968. ISSN 0034-6551.
- Parker, EC (2012). 《Anglo-Scandinavian Literature and the Post-Conquest Period》 (학위논문). 옥스퍼드 대학교.
- Parker, J (2009). “The Dragon and The Raven”. 《European Journal of English Studies》 13 (3): 257–273. doi:10.1080/13825570903223525. eISSN 1744-4233. hdl:10036/4162. ISSN 1382-5577. S2CID 142746861.
- Parker, J (2013). 〈The Victorians, The Dark Ages and English National Identity〉.   Dunthorne, H; Wintle, M. 《The Historical Imagination in Nineteenth-Century Britain and the Low Countries》. National Cultivation of Culture. Leiden: Brill. 133–150쪽. doi:10.1163/9789004241862_008. ISBN 978-90-04-24186-2. S2CID 193353504.
- Pernille, H; Schjødt, JP; Kristensen, RT (2007). 〈Preface〉.   Pernille, H; Schjødt, JP; Kristensen, RT. 《Reflections on Old Norse Myths》. Studies in Viking and Medieval Scandinavia. Turnhout: Brepols Publishers. ix–xii쪽. doi:10.1484/M.VMSS-EB.6.09070802050003050206010400. ISBN 978-2-503-52614-0.
- Pestell, T (2004). 《Landscapes of Monastic Foundation: The Establishment of Religious Houses in East Anglia, c.650–1200》. Anglo-Saxon Studies. Woodbridge: The Boydell Press. ISBN 1-84383-062-0. ISSN 1475-2468.
- Pinner, R (2010). 《St Edmund, King and Martyr: Constructing his Cult in Medieval East Anglia》 (학위논문). University of East Anglia.
- Pinner, R (2015). 《The Cult of St Edmund in Medieval East Anglia》. Woodbridge: The Boydell Press. ISBN 978-1-78327-035-4.
- Pistono, SP (1989). “Rape in Medieval Europe”. 《Atlantis: Critical Studies in Gender, Culture & Social Justice》 14 (2): 36–43. ISSN 1715-0698.
- Pratt, L (2000). 〈Anglo-Saxon Attitudes?: Alfred the Great and the Romantic National Epic〉.   Scragg, D; Weinberg, C. 《Literary Appropriations of the Anglo-Saxons From the Thirteenth to the Twentieth Century》. Cambridge Studies in Anglo-Saxon England. Cambridge: Cambridge University Press. 138–157쪽. ISBN 978-0-521-03117-2.
- Puchalska, JK (2015). “Vikings Television Series: When History and Myth Intermingle” (PDF). 《The Polish Journal of the Arts and Culture》 15. eISSN 2450-6249. 2022년 7월 7일에 원본 문서 (PDF)에서 보존된 문서. 2020년 11월 2일에 확인함.
- Pulsiano, P (1999). “Blessed Bodies: The Vitae of Anglo-Saxon Female Saints”. 《Parergon》 16 (2): 1–42. doi:10.1353/pgn.1999.0008. eISSN 1832-8334. ISSN 0313-6221. S2CID 144986312.
- Reid, AE (1987). 《Settlement and Society in North-East Yorkshire, A.D. 400 – 1200》 (학위논문). 뒤럼 대학교.
- Reimer, SR (2014). “A New Arion: Lydgate on Saints, Kings, and 'Good Acord'”. 《South Atlantic Review》 79 (3–4): 144–155. eISSN 2325-7970. ISSN 0277-335X. JSTOR soutatlarevi.79.3-4.144.
- Reinhard, JR (1941). “Setting Adrift in Mediæval Law and Literature”. 《Publications of the Modern Language Association of America》 56 (1): 33–68. doi:10.2307/458937. ISSN 0030-8129. JSTOR 458937.
- Ridyard, SJ (2008) [1988]. 《The Royal Saints of Anglo-Saxon England: A Study of West Saxon & East Anglian Cults》. Cambridge Studies of Medieval Life and Thought. Cambridge: Cambridge University Press. ISBN 978-0-521-30772-7.
- Rigg, AG (1992). 《A History of Anglo-Latin Literature, 1066–1422》. Cambridge: Cambridge University Press. ISBN 0521-41594-2.
- Rigg, AG (1996). “A Latin Poem on St. Hilda and Whitby Abbey”. 《The Journal of Medieval Latin》 6: 12–43. doi:10.1484/J.JML.2.304065. eISSN 2034-645X. ISSN 0778-9750.
- Riley, H; Wilson-North, R (2003) [2001]. 《The Field Archaeology of Exmoor》 (PDF). Swindon: English Heritage. doi:10.5284/1028203. ISBN 978-1-84802-149-5.
- Roffey, S; Lavelle, R (2016). 〈West Saxons and Danes: Negotiating Early Medieval Identities〉.   Lavelle, R; Roffey, S. 《Danes in Wessex: The Scandinavian Impact on Southern England, c. 800–c. 1000》. Oxford: Oxbow Books. 7–34쪽. ISBN 978-1-78297-931-9.
- Rowe, E (1993). “Review of R McTurk, Studies in Ragnars Saga Loðbrókar and Its Major Scandinavian Analogues”. 《Journal of English and Germanic Philology》 92 (1): 80–82. eISSN 1945-662X. ISSN 0363-6941. JSTOR 27710768.
- Rowe, EA (2008). 〈Ragnars Saga Loðbrókar, Ragnarssona þáttr, and the Political World of Haukr Erlendsson〉.   Ney, A; Jakobsson, Á; Lassen, A. 《Fornaldarsagaerne: Myter og Virkelighed》. Copenhagen: Museum Tusculanums Forlag. 347–360쪽. ISBN 978-87-635-2579-4.
- Sawyer, P, 편집. (2001) [1997]. 〈Chronology〉. 《The Oxford Illustrated History of the Vikings》. Oxford: Oxford University Press. 273–281쪽. ISBN 0-19-285434-8.
- Sayers, W (2003). “Ships and Sailors in Geiffrei Gaimar's Estoire des Engleis”. 《Modern Language Review》 98 (2): 299–310. doi:10.2307/3737812. eISSN 2222-4319. ISSN 0026-7937. JSTOR 3737812.
- Schulenburg, JT (2001) [1998]. 《Forgetful of Their Sex: Female Sanctity and Society, ca. 500–1100》. Chicago: 시카고 대학교 출판부. ISBN 0-226-74054-4.
- Schulenburg, JT (2006). 〈Hagiography〉.   Schaus, M. 《Women and Gender in Medieval Europe: An Encyclopedia》. New York: Routledge. 346–354쪽. ISBN 978-0-415-96944-4.
- Schulte, M (2015). “Review of EA Rowe, Vikings in the West: The Legend of Ragnarr Loðbrók and his Sons”. 《European Journal of Scandinavian Studies》 45 (2): 233–236. doi:10.1515/ejss-2015-0017. eISSN 2191-9402. ISSN 2191-9399. S2CID 164806682.
- Sheldon, G (2011). 《The Conversion of the Vikings in Ireland From a Comparative Perspective》 (학위논문). 토론토 대학교. hdl:1807/29866.
- Sigurdson, ER (2014). “Violence and Historical Authenticity: Rape (and Pillage) in Popular Viking Fiction”. 《Scandinavian Studies》 86 (3): 249–267. doi:10.1353/scd.2014.0027. ISSN 0036-5637. JSTOR 10.5406/scanstud.86.3.0249. S2CID 162948266.
- Sims-Williams, P (1990). 《Religion and Literature in Western England, 600–800》. Cambridge Studies in Anglo-Saxon England. Cambridge: Cambridge University Press. ISBN 978-0-521-38325-7.
- Sisk, J (2010). “Lydgate's Problematic Commission: A Legend of St. Edmund for Henry VI”. 《Journal of English and Germanic Philology》 109 (3): 349–375. doi:10.5406/jenglgermphil.109.3.0349. eISSN 1945-662X. ISSN 0363-6941. JSTOR 10.5406/jenglgermphil.109.3.0349.
- Skinner, P (2017). 《Living With Disfigurement in Early Medieval Europe》. The New Middle Ages. Palgrave Macmillan. doi:10.1057/978-1-137-54439-1. ISBN 978-1-137-54439-1.
- Smart, V (1979). “Moneyers' Names on the Anglo-Saxon Coinage” (PDF). 《Nomina》 3: 20–28. ISSN 0141-6340.
- Smith, AH (1928–1936a). “The Early Literary Relations of England and Scandinavia” (PDF). 《Saga-Book of the Viking Club Society for Northern Research》 11: 215–232.
- Smith, AH (1928–1936b). “The Sons of Ragnar Lothbrok” (PDF). 《Saga-Book of the Viking Club Society for Northern Research》 11: 173–191.
- Smith, AH, 편집. (1968). 《Three Northumbrian Poems: Cædmon's Hymn, Bede's Death Song and The Leiden Riddle》. New York: Appleton-Century-Crofts.
- Smith, JJ (2009). 《Old English: A Linguistic Introduction》. Cambridge Introductions to the English Language. Cambridge: Cambridge University Press. ISBN 978-0-511-51673-3.
- Smyth, AP (1998). 〈The Emergence of English Identity, 700–1000〉.   Smyth, AP. 《Medieval Europeans: Studies in Ethnic Identity and National Perspectives in Medieval Europe》. Houndmills, Basingstoke: Macmillan. 24–52쪽. doi:10.1007/978-1-349-26610-4. ISBN 978-1-349-26610-4.
- Spence, J (2013). 《Reimagining History in Anglo-Norman Prose Chronicles》. Woodbridge: Boydell & Brewer. ISBN 978-1-903153-45-1.
- Stenton, F (1963). 《Anglo-Saxon England》. The Oxford History of England 2판. Oxford: The Clarendon Press. OL 24592559M.
- Stone, DJF (2017). 《Mutually Assured Construction: Æthelflæd's Burhs, Landscapes of Defence and the Physical Legacy of the Unification of England, 899–1016》 (학위논문). 엑시터 대학교. hdl:10871/30082.
- Swan, M; Roberson, O (n.d.). “Cambridge, Pembroke College, 82”. 《The Production and Use of English Manuscripts, 1060 to 1220》. 레스터 대학교. 2018년 3월 5일에 확인함.
- Swanton, MJ (1999). “King Alfred's Ships: Text and Context”. 《Anglo-Saxon England》 28: 1–22. doi:10.1017/S0263675100002234. eISSN 1474-0532. ISSN 0263-6751.
- Thacker, A (2004). 〈Æbbe [St Æbbe, Ebba] (d. 683?)〉. 《옥스포드 영국 인명 사전》 온라인판. 옥스포드 대학교 출판부. doi:10.1093/ref:odnb/8426. 2018년 2월 15일에 확인함. (Subscription 또는 UK 공공도서관 회원 필수.)
- Thurnam, J (1857). “On the Barrow at Lanhill Near Chippenham, With Remarks on the Site of, and on the Events Connected With, the Battles of Cynuit and Ethandun, A.D. 878”. 《The Wiltshire Archæological and Natural History Magazine》 3: 67–86. OL 25592397M.
- Townsend, D (1994). “The Vita Sancti Fredemundi of Henry of Avranches”. 《The Journal of Medieval Latin》 4: 1–24. doi:10.1484/J.JML.2.304012. eISSN 2034-645X. ISSN 0778-9750.
- Townsend, D (2008). 〈Cultural Difference and the Meaning of Latinity in Asser's Life of King Alfred〉.   Cohen, JJ. 《Cultural Diversity in the British Middle Ages: Archipelago, Island, England》. The New Middle Ages. Palgrave Macmillan. 57–73쪽. doi:10.1057/9780230614123_4. ISBN 978-0-230-60326-4.
- Tracy, L (2012). 《Torture and Brutality in Medieval Literature: Negotiations of National Identity》 (EPUB). Cambridge: D.S. Brewer. ISBN 978-1-78204-426-0.
- Tuck, JP (1990). “French Studies: A Guide to Research Resources in the John Rylands University Library of Manchester”. 《Bulletin of the John Rylands Library》 72 (2): 3–26. ISSN 0301-102X. 2022년 3월 10일에 원본 문서에서 보존된 문서. 2020년 11월 2일에 확인함.
- Usborne, S (2018년 4월 17일). “Netflix's 'New World Order': A Streaming Giant on the Brink of Global Domination”. 《The Guardian》. 2018년 5월 14일에 확인함.
- Van Heeringen, RM (1998). 〈The Construction of Frankish Circular Fortresses in the Province of Zeeland (SW Netherlands) in the end of the Ninth Century〉. 《Château Gaillard》 18. Caen: Publications du Centre de Recherches Archéologiques Médiévales. 241–249쪽.
- van Houts, EMC (1984). 〈Scandinavian Influence in Norman Literature of the Eleventh Century〉.   Brown, RA. 《Anglo-Norman Studies》 6. Woodbridge: The Boydell Press. 107–122쪽. ISBN 0-85115-197-3.
- van Houts, EMC (1993). 〈Norman Literature, Scandinavian Influence on〉.   Pulsiano, P; Wolf, K; Acker, P; Fry, DK. 《Medieval Scandinavia: An Encyclopedia》. Garland Encyclopedias of the Middle Ages. New York: Garland. 434–435쪽. ISBN 0-8240-4787-7.
- Venarde, BL (1997). 《Women's Monasticism and Medieval Society: Nunneries in France and England, 890–1215》. Ithaca: Cornell University Press. ISBN 0-8014-3203-0.
- Vidal, RS (1806). “An Inquiry Respecting the Site of Kenwith or Kenwic Castle, in Devonshire”. 《Archaeologia》 15: 198–208. doi:10.1017/S0261340900018361.
- Wehlau, R (2011). “Alfred and Ireland: Irony and Irish Identity in John O'Keeffe's Alfred”. 《European Romantic Review》 22 (6): 801–817. doi:10.1080/10509585.2011.615995. eISSN 1740-4657. ISSN 1050-9585. S2CID 144000808.
- West, SE (1983). “A New Site for the Martyrdom of St Edmund?” (PDF). 《Proceedings of the Suffolk Institute of Archæology》 35 (3): 223–225.
- Whitelock, D (1945). “The Conversion of the Eastern Danelaw” (PDF). 《Saga-Book of the Viking Society for Northern Research》 12: 159–176.
- Whitelock, D (1969). “Fact and Fiction in the Legend of St. Edmund” (PDF). 《Proceedings of the Suffolk Institute of Archæology》 31 (3): 217–233.
- Wild, L (2008a). “Óláfr's Raven Coin: Old Norse Myth in Circulation?”. 《Journal of the Australian Early Medieval Association》 4: 201–211. ISSN 1449-9320.
- Wild, L (2008b). 〈The Raven Banner at Clontarf: The Context of an Old Norse Legendary Symbol〉.   Burge, KL. 《Vikings and Their Enemies Proceedings of a Symposium Held in Melbourne, 24 November 2007》. Melbourne: Viking Research Network. 37–48쪽. ISBN 9780646505596.
- Williams, A (1999). 《Kingship and Government in Pre-Conquest England, c.500–1066》. British History in Perspective. Houndmills, Basingstoke: Macmillan Press. doi:10.1007/978-1-349-27454-3. ISBN 978-1-349-27454-3.
- Williams, G (2017). 《England, 865–1066: Viking Warrior Versus Anglo-Saxon Warrior》. Combat. Oxford: Osprey Publishing. ISBN 978-1-4728-1833-1.
- Winstead, KA (2007). 《John Capergrave's Fifteenth Century》. Philadelphia, PA: 펜실베이니아 대학교 출판부. ISBN 978-0-8122-3977-5.
- Wood, DF (2015). 〈Alfred: A Masque and Anglo-Saxonist Patriotism in Britain, 1740–1773〉.   Lindfield, P; Margrave, C. 《Rule Britannia?: Britain and Britishness, 1707–1901》. Cambridge Scholars Publishing. 121–142쪽. ISBN 978-1-4438-7530-1.
- Woolf, A (2004). 〈The Age of Sea-Kings, 900–1300〉.   Omand, D. 《The Argyll Book》. Edinburgh: Birlinn. 94–109쪽. ISBN 1-84158-253-0.
- Woolf, A (2007). 《From Pictland to Alba, 789–1070》. The New Edinburgh History of Scotland. Edinburgh: 에든버러 대학교 출판부. ISBN 978-0-7486-1233-8.
- Wormald, P (2006). 〈Alfred (848/9–899)〉. 《옥스포드 영국 인명 사전》 October 2006판. 옥스포드 대학교 출판부. doi:10.1093/ref:odnb/183. 2014년 5월 4일에 확인함. (Subscription 또는 UK 공공도서관 회원 필수.)
- Yorke, B (1995). 《Wessex in the Early Middle Ages》. Studies in the Early History of Britain. London: 레스터 대학교 출판부. ISBN 0-7185-1314-2.
- Zatta, J (1999). “The 'Vie Seinte Osith': Hagiography and Politics in Anglo-Norman England”. 《Studies in Philology》 96 (4): 367–393. eISSN 1543-0383. ISSN 0039-3738. JSTOR 4174650.